# クレヨンしんちゃんの登場人物一覧
クレヨンしんちゃんの登場人物一覧（クレヨンしんちゃんのとうじょうじんぶついちらん）では、臼井儀人原作の漫画『クレヨンしんちゃん』およびそのアニメ作品『クレヨンしんちゃん』に登場する架空の人物を列挙する。
※下記の人物の詳細は個別の記事を参照。
- 野原しんのすけ
- 野原みさえ
- 野原ひろし
- 野原ひまわり
- シロ
- かすかべ防衛隊（風間トオル、桜田ネネ、佐藤マサオ、ボーちゃん）

春日部情報発信館に設置されているパネル。
野原家一家とかすかべ防衛隊が描かれている。

- ぶりぶりざえもん
- アクション仮面

## 野原家
野原しんのすけ
声 - 矢島晶子（第1話 - 第969話、映画：第1作 - 第26作）（1992年4月13日 - 2018年6月29日）→小林由美子（第970話 - 、映画：第27作 - ）（2018年7月6日 - ）、神奈延年（大人、映画第18作）
演 - 高橋文哉（25歳、やかんの麦茶cm「やかんの家族だゾ！登場編」）
本作の主人公。アクション幼稚園（アニメではふたば幼稚園）に通う幼稚園児。野原家の長男。マイペースでお調子者な性格。
野原みさえ
声 - ならはしみき
演 - 麻生久美子（49歳、やかんの麦茶cm「やかんの家族だゾ！登場編）
ひろしの妻で、しんのすけ・ひまわりの母。29歳の専業主婦。熊本県アソ市（現実の阿蘇市とは無関係）出身。
野原ひろし
声 - 藤原啓治（第1話Aパート - 第904話Aパート、映画：第1作 - 第24作）（1992年4月13日 - 2016年8月12日）→森川智之（第906話Aパート - 、映画：第25作 - ）（2016年8月26日 - ）
演 - 原田泰造（55歳、やかんの麦茶cm「やかんの家族だゾ！登場編）
みさえの夫で、しんのすけ・ひまわりの父。秋田県大仙市出身。双葉商事（漫画ではアクション商事）に勤務する35歳の会社員。野原家の大黒柱。スピンオフ「野原ひろし 昼メシの流儀」では主人公を務める。
野原ひまわり
声 - こおろぎさとみ
演 - 畑芽育（20歳、やかんの麦茶cm「やかんの家族だゾ！登場編」）
しんのすけの妹で､みさえ・ひろしの娘。0歳。みさえと似ていて､宝石とイケメンが好き。
野原シロ
声 - 真柴摩利
野原家の飼い犬。

## ひろしの親族
野原 銀の介（のはら ぎんのすけ）
声 - 松尾銀三（第18話Cパート - 第389話Cパート、映画：第8作、第9作）（1992年8月31日 - 2001年3月2日）→チョー（旧名：長島雄一）（第429話Bパート - 、映画：第20作）（2002年3月1日 - ）
せまし・ひろしの父で、野原兄妹の父方の祖父。秋田県大仙市在住の農家。しんのすけ・ひまわり兄妹の輪郭は彼ゆずりで、いたずらや下品なギャグ（「白髪マンモス」や「秋田名物腹踊り」等）を好み、綺麗な女性を見ると見境無くナンパする等（この2つの点はしんのすけに影響している）かなり厄介な老人である。なお、しんのすけの「ぞうさん踊り」は、銀の介から伝授されたものである。一人称は「オラ」で、しんのすけの一人称が「オラ」なのも彼ゆずり。野原家に来る時は連絡もせずに突然現れたり、電話や手紙より早く来たりする事が多く、逆に野原一家が秋田へ来る際には、派手な電飾で装飾された自家用車で大曲駅まで迎えに来たり、地元の青年団の演劇部員達を引き連れてアクション映画さながらの寸劇を行う等の派手な歓迎パフォーマンスで出迎える。原作・アニメ共に登場当初はデリカシーのない一面を除き比較的まともな性格だったが、現在はひろしやみさえに迷惑をかける描写が増えた。女性好きのため､趣味はグラビアアイドルの写真集や夜7時からの『女だらけの水中大運動会』、『トゥナイト2』などのお色気番組を見ること。そのため厳格なよし治とは仲が悪く野原夫妻の悩みの種。一方で、よし治を「骨のある良いオヤジ」と評価したり「よっちゃん」とふざけてあだ名をつけるなど、喧嘩するほど仲がいいとされる描写もある。また、よし治が銀の介に嫉妬する描写が多いのに対し、銀の介がよし治に嫉妬するような描写は比較的少ない。しんのすけとひまわりを溺愛し、良き祖父として振る舞う共通点もある。秋葉原のメイドカフェに通ったりもしている模様。車の運転はとても荒く、アニメでしんのすけとみさえが秋田へ行った際には、近くの線路で時速100kmで走っていた特急と並走して乗っていた2人を驚かせ、西大曲駅（架空）から家まではみさえが安全運転をお願いしたにもかかわらずに暴走した。そのため妻のつる曰く、免停寸前らしい。愛車はホンダ・ステップワゴン（3代目 RG1・2・3・4型）。単車の運転もこなし、全国一周ツーリングをした際、滞在した熊本県の旅館の女将に一度だけの対面であるにもかかわらず顔を憶えられていた。野原家に泊り込むことが多く、大半の理由は「ばあさんと揉めて秋田から逃げてきた」、「東京の秋葉原で､金を使い果たしてしまい、秋田へ帰る費用を失くした」等、自身が窮地に陥った際の逃げ場であるため、孫たちには喜ばれるものの、野原夫妻からは煙たがられている。むさえも初対面では困惑していたが、徐々に打ち解けて気が合う者同士となった。
上記のように 秋葉原に行く事が多いだけあって都会のメディアに馴染みやすい面もあり、「5G対応スマホ」を持参していたり、「ゲーム」も得意な所がある。
お調子者である一方、悪い事をする人を叱ったり、ひろしが風邪をひいた時には野原家ならではの治療法で看病したり、ひまわりの名前の命名に非常に悩んでいた際には協力を買って出る等、正義感のある一面も持ち合わせている。よくしんのすけたちに米や野菜､海産物を送っており、海産物を送る際はカニやタコ等、特に生命力が強そうな物を選んでいる。
「クレヨンウォーズ」では野原一家以外の親族として唯一登場。
野原 つる（のはら つる）
声 - 北川智繪（第18話Cパート - 第715話Bパート、映画：第9作）（1992年8月31日 - 2010年10月15日）→梅田貴公美（第808話Bパート - ）（2013年7月12日 - ）
せまし・ひろしの母で、野原兄妹の父方の祖母。銀の介ほどではないがいたずらや芸が好き。入れ歯をはめており、銀の介の悪ふざけのノリが過ぎた際にはお仕置きで銀の介の顔に命中させた。犬猿の仲かつライバルである夫・銀の介とみさえの父・小山よし治とは対照的に、自身とみさえの母・ひさえとは非常に良好な関係を築いている。また、みさえとは嫁姑の関係にあたるが、お互いに本当の親子のように慕っている。歌謡コーラスグループ「NAGAREBOSHI☆流星群（流れ星流星群）」のファンであり、コンサートのためにはるばる上京した事もある。
常識人な 一方で、しんのすけと風呂に入る時には 特技の『するめオッパイ踊り』を披露する。更には 秋田に野原一家が里帰りの時には コスプレをしながら出迎える事も毎回楽しみにしている。
野原 せまし（のはら せまし）
声 - 細谷佳正、田村睦心（若い頃）
ひろしの兄で、野原兄妹の父方の伯父。育菜の夫､樹・菜摘の父。40歳・独身→既婚（『新クレヨンしんちゃん』11巻）。ひろしからは原作では「兄ちゃん」→「アニキ」、アニメでは「あんちゃん」と呼ばれている。銀の介の事は「おやじ」と呼んでいる。農家。原作第24巻で初登場。
アニメでは長らく登場せず、原作でせましが登場する回がアニメで放送された時はせましの役割を銀の介が担ったり、せましが登場する場面をカットして放送していた。オトナ帝国の逆襲でのひろしの回想シーンや野原家の家系図紹介でも除外されていたが、「野原せまし登場！だゾ」（2022年8月6日放送）にてアニメに初登場。以降はアニメにも度々登場するようになりせましが登場するアニメオリジナルストーリーも制作されるようになった。
弟とは異なり足が臭くない。顔はひろしにそっくりだが、みさえに輪をかけてケチな性格で、名前通り心が狭く無表情であったが『新クレヨンしんちゃん』から表情豊かになる。しんのすけ曰く「秋田一のケチ」で、野原家に居着いた銀の介を連れて帰るために秋田から数週間かけてヒッチハイクで春日部に来た。その後酒の飲みすぎで二日酔いになり、野原家に2泊してから銀の介とともに帰宅。
アニメ版では「10歳の頃」の姿も登場しており、当時は銀の介、5歳の頃のひろしと共に 有楽町の映画館「マリオン ピカデリー」へ『怪獣シリマルダシ』の劇場版1作目を見に行った事もあり、初めての東京訪問と シリマルダシに興味深々だった。
野原 育菜（のはら いくな）　
声 - 福圓美里
せましの婚約者→妻。27歳。2人の子持ちのバツイチであり、旧姓は「小鹿野（おがの）」。せましとの出会いの場となったお見合いパーティ会場のホテルの食べ放題料理を持参したタッパーで持ち帰りを行っているところをせましが見つけ声をかけたことから話が弾み意気投合。美人で明るい性格の女性だが、せまし同様のケチで天然ボケな性格。また、みさえと同じく便秘症である。平時は糸目。つると同様に悪戯好きな性格でもあり、元気のない子供達を元気づけようとお面を被り脅かしたこともある。前夫と離婚前は大宮に住んでいたが、離婚後は故郷の秋田に戻り、実家の畑を手伝っている。せましとは村の婚約パーティーで出会い、トランシーバーで連絡を取り合っていた。
『新クレヨンしんちゃん』11巻でせましとの子供を妊娠・出産し正式に結婚して名字が「野原」になった。『新クレヨンしんちゃん』第12巻で男の子を出産したことで、3児の母となる。
野原 樹（のはら いつき）
声 - 生田輝
せまし・育菜の息子。3人兄妹の長男で、菜摘と芽生の兄。小学生。短気でぶっきらぼうな性格で、シスコンな面がある。ミミズが苦手。美男子幼児を好むしんのすけにトオル並のレベルで樹は懐かれている。
しんのすけからは「樹兄さま」または「お兄さま」と呼ばれていたが、その後は「いっちゃん」という呼び方で定着した。
ゲームも好きであり、銀の介とは「ゲーム友達」とも言える程に仲が良い。
実の両親の離婚前は大宮の小学校に通っており、友人のタケシ（声 - くじら）達とサッカーの約束をしていたが、離婚した育菜に連れられ、タケシ達に別れを言えないまま秋田に引っ越したことを根に持っていた。その後、育菜がせましと再婚する事になった際に野原家を訪れる。当初は育菜の再婚相手となるせましやしんのすけ達にはまだあまり心を開こうとせず､冷たい態度を取っており、彼らと対立していたが、大宮を訪れてタケシ（声 - くじら）やイガグリ（声 - 水野まりえ）達と再びサッカーに興じることができ、「春日部に従弟妹（しんのすけ・ひまわり）がいるからまた会える」と約束を交わし、同時にしんのすけ達を従弟妹と認めた。せましに関しては「あいつのせいで友達と離れ離れになってしまった」と考えていたようだが、少しずつ父親と認めて心を開けるようになる。
野原 菜摘（のはら なつみ）
声 - 今泉りおな
せまし・育菜の娘。3人兄妹の長女で、芽生の兄、樹の弟。美少女な5歳。マイペースな性格で、大量のミミズを手づかみするほどの怖いもの知らず。両親が離婚し育菜がせましと再婚する事になった際に野原家を訪れた。しんのすけと銀の介からは「なっちゃん」と呼ばれている。野原家の人々とはすぐに打ち解けており、特に同い年で同じマイペースなしんのすけに対して強い仲間意識を持っていて（樹の尾行のためとはいえ）、東武野田線(東武アーバンパークライン)に乗って2人で追跡するほど気が合う様子で仲が良い。尾行の際には､四郎に助けを借りた。
当初は せましの事を「せましおじさん」と呼んでいたが、かくれんぼの時に自分を助けてくれたせましに感謝した時に「パパ」と初めて呼んだ。
野原 芽生（のはら めぐむ）
せましと育菜の息子。樹と菜摘の異父弟で3人兄妹の末っ子であり、ひろしの甥。アニメにはまだ未登場。
育菜の両親
声- 青山穣（父）、定岡小百合（母）
育菜の父と母で、せましの舅と姑。母はつる同様お茶目な性格。せましと育菜の結婚式では、原作では母はつると一緒にピンク・レディーの「UFO」を、父は銀の介と一緒にかまいたちのネタ「UFJ」をそれぞれ披露した。アニメでは母はつると一緒にアスパラの着ぐるみを着て踊り、父は銀の介とコントを披露した。
桜 チル子（さくら チルこ）
声 - 水原リン
アニメ133話Cパート「受験生に気をつかうゾ」（1995年2月13日放送）のみ登場。アニメ版オリジナルキャラクター。
ひろしの姪でしんのすけ・ひまわりの従姉。年齢は19歳前後。ひろし・せましの姉の娘。浪人生であり、受験勉強のため野原家にやってきた。しんのすけのおかげでリラックスし、志望大学に合格。
普段は眼鏡を着用しているが、眼鏡を外すとしんのすけも見惚れるほどの美人である。

## みさえの親族
小山 よし治（こやま よしじ）
声 - 坂口賢一（第209話Aパート - 第466話Bパート、SPECIAL 43）（1996年11月22日 - 2003年4月26日、2004年10月16日）→池田知聡（第611話Aパート - ）（2007年9月14日 - ）
みさえの父で、野原兄妹の母方の祖父。熊本県アソ市（現実の阿蘇市とは無関係）在住。大卒。元・中学教頭。一人称は「わし」。
生まれは長崎市だが、原爆被害で熊本へ疎開し、現地でひさえに出会った。幼い頃は食糧難に脅かされており､食べ物の大切さを知っている。みさえは父親の体験談に感銘を受け、しんのすけのピーマン嫌いを直そうと必死だが、むさえの胸には響かずタマネギが苦手である。厳格で頑固、古典的な九州男児であるが、美人に弱い一面も。果敢な性格であるが体力面では若者に簡単にねじ伏せられてしまう（しかし教頭時代に不良を追いかけてきたため、足には自信があるらしい）。
対照的な性格である銀の介とはライバル。銀の介からは「阿蘇山カルデラジジイ」呼ばわりされる、「よっちゃん」というあだ名をつけられる等、言い争いや意地の張り合いの度が過ぎて孫の取り合いまでに発展し、最終的に周囲に迷惑をかけ、みさえやひろし､むさえ､まさえ達から怒られることもある。しんのすけやひまわりにとっては祖父としてのウケや好評度が銀の介よりやや劣るためか、銀の介に嫉妬するような一面も多いが、根から嫌っているわけではなく､お互い実は仲良く接している描写もみられる。一度「お互いを見習う」ということから、「お互いがお互いになりきる」事があった。しかし、その一方で仲良くしていた所が、再び些細なことで言い争いを発展してしまうことも稀にあり､ひろしやみさえがそれを止めている。
趣味は写経と囲碁、NHKの朝のニュース、午後7時のニュースを見ること。みさえ曰くクジ運はとことん悪く、宝くじで一万円が当たった際は思わず春日部の野原家まで報告に駆けつけ、その後続々と押し寄せた訪問客全員にかき氷やぜんざい、パフェをご馳走した。銀の介と同じく、しんのすけとひまわりの写メを待受にしているほど溺愛しており、またしんのすけとひまわりからも大切にされている。時折、孫たちに会いたくなって野原家を訪れるが、銀の介と同様に連絡もせずに突然やって来ることが多い。いわゆるツンデレ。
表向きには亭主関白であるが本性は愛妻家で、ひさえが入院した際には「あいつがいないとワシはもうダメだ」と、涙ぐむ描写も見られた。
小山 ひさえ（こやま ひさえ）
声 - 上村典子
みさえの母で、野原兄妹の母方の祖母。
小山家三姉妹の輪郭は、母・ひさえのものを受け継いでいる。また、押し入れを開けると物が流れ出てくる乱雑な収納術は次女のみさえに受け継がれた。
普段はおとなしい性格で料理上手。よし治・銀の介が犬猿の仲＝ライバルであるのに対し、こちらはひろしの母・つると普段から仲が良い。また、夫とは違い銀の介との関係も良好で、笑顔で談笑している。『新クレヨンしんちゃん』6巻では、検査と手術のため東京都内の病院に入院した。みさえやまさえに昔グリグリ攻撃をしていたこともある。
小山 まさえ（こやま まさえ）
声 - 宮寺智子
小山家3姉妹の長女。みさえの姉・むさえの長姉で、野原兄妹の母方の伯母。ひろしには「お義姉さん」と呼ばれる。熊本県在住。大卒。中学教師で、担当教科は国語。普段から着物を着用し、日常会話に熊本弁を用いる。イタズラ好きで、ゴジラやゾンビなどの恐ろしい仮面などを被り急に現れて飛び上がらせることは趣味の域。そのため、妹のみさえにはいつも怒られている。二回目に登場した時は、言葉遣いに厳しく細かいことにうるさいというキャラ付けがされていた。このためひろしはまさえを苦手としている。原作では10巻に1度だけ登場し、その後むさえが野原家に居候していることを知って押しかけてくるまで登場しなかったが、アニメではみさえの妊娠中などに何回か登場している。三姉妹が勢ぞろいして喧嘩をすれば、誰も手が付けられない。酒を飲んで酔っ払った時はさらにひどくなり、その時はひろしがその犠牲者となっていた。みさえの必殺技「グリグリ攻撃」はまさえ譲りだと発言しているが、ひさえも「グリグリ攻撃」を幼い頃のみさえにしている描写がある。
小山 むさえ（こやま むさえ）
声 - 根谷美智子、樹元オリエ（小学生時代）
小山家3姉妹三女・末っ子。まさえの末妹・みさえの妹で、野原兄妹の母方の叔母。面倒くさがり屋で､姉のみさえ以上に子供っぽい性格。幼いころから落ち込んだときには、近所（熊本の実家）の公園の木に登り熊本城を眺める。これは大人になった現在でも変わっていない。ズボラで怠け者。ドッジボールが得意で、幼い頃は「熊本の弾丸娘」と呼ばれていた。数年前にOLをやめて以来消息不明だったが、その理由は世界中の子供の写真を撮る写真家「根画 ヒルム」（声 - 宝亀克寿）の助手となり共に旅をしていたからだった。しかし根画がヌード写真に転向したこと、「才能がない」と破門を言い渡されたことに絶望。社会逃避の果てに資金も尽き、アパートを追い出され、春日部の野原家に転がり込み、2階に住み着いた。それからの生活は怠け者そのもので、一日の大半を寝て過ごす、掃除もせず散らかしたままなど、だらしのない有様であった。そのため姉のみさえを始めとする野原家の面々からは邪魔者扱いされることも多かったが、全般的には仲良く暮らしていた。屁理屈をこねることが非常に多く、その度に野原家の家族（主にしんのすけ）に「何言ってんだこの人」と突っ込まれる。しんのすけ、ひろしと同様、姉のみさえに対して失言した際に頭に「げんこつ」を食らう事もある。「アルバイトしてみたゾ」において、かすかべ書店でアルバイトをしたが、根画の写真集を見つけたことで過去の忌まわしい思い出が蘇り、「過去を思い出したくない」と1日限りで辞めている。
よし治が野原家を尋ねに来た際、自分には姉たちと違って、誇れるものが何もないことへのコンプレックスを吐き出し、よし治から「故郷に戻って見合いをすればいい」と連れ戻されそうになるが、その際幼い頃にいたずらで撮った父の笑顔の写真を今も持ち歩いていたことに感激。そして父から自分の想いを貫くことを諭され、写真家の夢を取り戻した。また、しんのすけを幼稚園へ送りに行った際に、幼稚園の写真をよく依頼される女性写真家「連図」に出会う。折しも撮影旅行の助手を探しているところだった彼女はむさえに助手の話を持ちかけ、むさえは女性写真家の信念に自らが求めていたものを見出し、快諾。荷物をまとめ、野原家に感謝しつつ旅立っていった。アニメ「九州のじいちゃんが来たゾ」（2007年9月14日放送）において、よし治が野原家を訪れた時に「3ヵ月でカメラマンとして芽が出なかったら熊本に帰郷する」と猶予期間を与えられる。そしてアニメ「祝!!ナント!青春の旅立ちだゾ」（2008年1月18日放送）でむさえの野原家からの旅立ちが描かれ（この展開は原作とは少々異なる）、野原家に感謝をしつつ旅立っていった。また、よし治の野原家訪問とむさえの過去が明かされる順番が、原作とアニメでは逆になっている。
以降は長らく登場していなかったが、原作では『新クレヨンしんちゃん』2巻vol.025、アニメ「おかえり、むさえちゃん!だゾ」（2008年1月25日放送）で春日部に戻ってきており、現在は連図が営んでいる『バラクーダ写真スタジオ』で働きながら、かつて野原一家が仮住まいとして住んでいたまたずれ荘に住んでいる。入居している部屋は野原一家が以前住んでいた202号室であり、その後も原作と違い頻繁に登場している。まだ若く「おばさん」「おばちゃん」と呼ばれたくないという心境がある。そのためしんのすけには「むさえちゃん」と呼ぶように仕向け、しんのすけ自身もそう呼ぶようになった。また、ひろしを「義兄さん（にいさん）・お義兄さん」、みさえを「姉ちゃん」もしくは「みさ姉」、まさえを「まさ姉」と呼ぶ。
お仲間総選挙では、7位を獲得し出演した。
ふさえおばさん
声 - 有馬瑞香
小山ひさえの妹。しんのすけとひまわりの母方の大叔母にあたる。アニメ「熊本でお見合いだぞ」（2009年1月16日放送）に登場。むさえにお見合いの話しを持ちかけた。

## 幼稚園関係

### ひまわり組

#### かすかべ防衛隊
しんのすけ達5人が結成した組織。「春日部の愛と平和を守る」がモットー。秘密基地はよしながやまつざかの自宅。
下記4人および酢乙女あいの詳細は
風間 トオル（かざま トオル）
声 - 真柴摩利
頭が良く､幼稚園児ながら小学生並みの知識を持ち合わせている「エリート」的存在で、プライドが高いが、親には甘えん坊である。
桜田 ネネ（さくらだ ネネ）
声 - 林玉緒
5歳児とは思えないほどおませな女の子。自らがストーリー設定及び、脚本を手がける「リアルおままごと」が大好きである。
佐藤 マサオ（さとう マサオ）
声 - 一龍斎貞友
坊主頭と山型のまるい顔から「おにぎり」というあだ名を持つ。漫画家を目指しており､いつも絵を練習しているため絵が上手い。小心者かつ泣き虫な一面がある。
ボーちゃん
声 - 佐藤智恵
その名の通り「ボー」っとした男の子。
酢乙女 あい（すおとめ あい）
声 - 川澄綾子
家がお金持ちの令嬢。

ミホ
声 - 阪口あや
男性好きの惚れやすい性格で、しんのすけにラブレターを渡しデートする（最終的にしんのすけは好意を抱く節を見せていた）が、しんのすけのデリカシーのなさに呆れ振ってしまう。

### ばら組
この子たち以外にも、大会などの際に1回限りの園児（とくにソフトボール大会やサッカー大会など、特定のイベントに特化した能力を持つ園児）が登場する事がほとんどである。
河村 やすお（かわむら やすお）
声 - 大塚智子
金髪ヘアーが特徴の園児。乱暴な性格で、あだ名は「チーター（河村）」。他の園児とは異なり青のスモックを着用せず、常にヒョウ柄のランニングシャツを着ている（運動会の騎馬戦では帽子までヒョウ柄であった）。一人称は「オレ」。
サッカーやマラソン等、全般的に運動能力に優れているが、しんのすけの強運やマイペースには勝てず、自ら勝負を仕掛ける割にひまわり組との対決ではほとんど負けている。ばら組の「天才児」達を「新しい先生」としてスカウトして何度も勝負を挑んでくるのが定番となっている。
登場シーンではまつざかのテーマBGMと同じBGMが流れていた。しんのすけからは、通称を間違えられたり（「ターキー井上」「セーター 」「ヒーター」「戸越(とごし)くん 」「モーター」「ヘリコプター 」「ガーター」「チータカタッター」「バンカー」「シーサー」「ビーカー」「スクーター」「ペーター」「シーザー」「チワワ 」「ウェイター」「ブービー峰崎(みねざき)さん、ブービーさん」「トースター」など）事もあれば、存在そのものを忘れられたりしている。更には、しんのすけと運動会の組対抗リレーで初対面だった時は「カバムラくん」と本名ですらも間違えられている。その他、ひまわり組の部屋に入った際にしんのすけに「新入生だ」と忘れられた存在として扱われた事もある。しかし、時には普通に「チーター」と呼ばれる事もある。
登場回数は多くないが、アニメ初期から登場しており、劇場版にも登場している。家族は母親と犬が登場している。飼っていた犬が死んでしまい､ショックで相談相手を探し､その時相談に乗ってくれなかったひまわり組に恨みがあり(その時はリアルおままごとの方が大事とネネが言ったため)､敵視しているが､かすかべ防衛隊と仲良くしたそうな一面もある。不仲ではないので、リレーでは転んだマサオにしんのすけが介抱に駆けつけたところ、逆転勝利を捨てて同調して「一緒に走ってやるから泣くなオニギリ」と助けている。ひとし、てるのぶと一緒に登場することが多い。マサオの事は基本的には「おにぎり」と呼ぶ事が多いが、ちゃんと「マサオ」と呼ぶ回もある。
同じ組の「かな」に惚れており、向こうも惚れていると思い込んでいたが、実は動物好きなだけでヒョウ柄のシャツに興味を示されていただけであり、後にヒョウのコスプレをさせられてみんなに笑われるという結果となった。
幼稚園のお遊戯会の お芝居の台本を作った事もある。
いつものように自転車でしんのすけを幼稚園に送りに来たみさえを「新しい先生」にスカウトして、かすかべ防衛隊と共に野原家を訪問した事もある 。
幼稚園へ やって来たくまモンを「新しい先生」にスカウトして、熊本県の伝統民芸品の「肥後独楽」勝負を挑んできた事もある。
アクション仮面が大好きな所もあり、スタンプラリーイベント『探せ!アクション仮面展』の会場で偶然 しんのすけ、マサオと出会った時には「全部で30体のアクション仮面のオブジェ」を どちらが先に全て見つけられるか勝負した事がある。
愛犬のドーベル犬『クリントン』（声 ‐ 不明 → 田島章寛）が行方不明になった時には号泣しており、探すのをしんのすけとシロに協力してもらう。クリントンを見つけてくれたしんのすけには ちゃんと感謝していた。
ひとし
声 - 志乃宮風子（第19話Bパート、映画：第4作）（1992年9月7日、1996年4月19日）→横山智佐（第65話Cパート - 不明）（1993年9月6日 - 不明）→水田わさび（第342話Aパート）（1999年12月3日）→不明（第374話Aパート）（2000年10月20日）→不明（第485話Cパート）（2003年11月15日）→天田有希子（第599話Aパート、第605話Bパート）（2007年5月25日、2007年7月13日）→永澤菜教（第671話Aパート - ）（2009年7月10日 - ）
原作では3巻、アニメでは「決闘しちゃうゾ」（1992年9月7日放送）から登場。刈り上げ（ツーブロック気味）の髪型をしたいじめっ子で、よくコンビのてるのぶと共に悪さをしている。故意ではないものの頻繁にしんのすけに泣かされている。一人称は「オレ」。
なお、「ひとし」という名前はアニメ版とゲーム作品のみの名前で、原作では基本的に名前は無い。
原作では、登場初期の頃は鼻の下に 線が描かれた顔をしていた頃もある。
小学校時代を描いた『エンピツしんちゃん』でも登場するが、幼稚園時代とは変わっていじめやイタズラをしていない。(おケイの息子の本田ひとしとは、同姓同名の別人)。
てるのぶ
声 - 白石文子（第19話Bパート、映画：第4作）（1992年9月7日、1996年4月19日）→白鳥由里（第65話Cパート - 第342話Aパート）（1993年9月6日 - 1999年12月3日）→不明（第374話Aパート）（2000年10月20日）→不明（第485話Cパート）（2003年11月15日）→山口眞弓（第599話Aパート、第605話Bパート）（2007年5月25日、2007年7月13日）→瀧本富士子（第671話Aパート - ）（2009年7月10日 - ）
丸顔で太っている いじめっ子で、コンビのひとしと共に悪さをしていた。一人称は「オレ」。
なお、「てるのぶ」という名前はアニメ版と「ゲーム作品」のみの名前で、原作では名前が無い。
キャンペーン限定のもえPの激レアハンカチを持っていたため、風間からとても興味を持たれた事がある。
原作では初期の頃は 顔のえくぼをコンプレックスに思っていた模様。
本人曰くビーフステーキが大好物。
メグミ
声 - こおろぎさとみ
マサオと両思いのピンクのリボンをした女の子。「ナンパの道はきびしいゾ（1995年7月17日放送）」など、初期のエピソードではたびたび登場している。
秋風 舞（あきかぜ まい）
声 - 浦和めぐみ
しんのすけ同様下膨れ気味の顔に太い眉毛が特徴。神経衰弱が得意で「天才トランプ少女」としてテレビに出演しており、その翌日にばら組に転入してきた。品のある女性を意識して「〜とう存じます」と独特の口調で話す。ひまわり組と神経衰弱で対戦したが、しんのすけのマイペースに振り回された挙句、ボーちゃんに負け号泣した。以後も初期のエピソードではたびたび登場していた。
宇集院 魔朱麿（うじゅういん ましゅまろ）
声 - 森田チアキ（現：森田樹優）
宇集院家の御曹司。
大金持ちの温室育ちに加え、母親の影響もあって、非常に我儘でキザな性格だが根っからの嫌な人間というわけではない。頻度は低いが初期から現在まで登場している。母親からは「マロちゃま」と呼ばれ、溺愛されている。
初登場時にはネネちゃんに毛虫を突き付けて、嫌がらせをし、しんのすけにも同じ行為をするも逆に犬の糞を突き付けられた（アニメ版では突き付けた毛虫がしんのすけの頭に乗っかっても物怖じしなかったことに驚いて逃げ出した）際に転倒し、膝をすりむく。これに対し、宇集院夫人が激怒したことで野原親子は宇集院家に謝罪に赴くも宇集院夫人がしんのすけを見下したことにみさえが激怒したことで母親同士のケンカに発展。一方で魔朱麿はしんのすけと仲直りし、アニメ版では魔朱麿がしんのすけに謝るシーンが追加され、2人が仲直りしたことでみさえが宇集院夫人に対し「子供のケンカに親が出る必要はありませんね」と嫌味を言う追加シーンも描かれている。
英会話教室の体験入学でしんのすけと再会したが忘れられており、名前を言うと「宇宙人アルマジロ」と呼ばれた。なお、それぞれの母親も同席していたが、しんのすけと魔朱麿は仲良しであるものの、魔朱麿の母親がみさえに嫌味を言ったことで舌戦となり、母親同士は不仲である様子（魔朱麿の母親がみさえに（しんのすけに英会話させるのは）「豚に真珠」としんのすけを暗に貶し、しんのすけが魔朱麿の母親に「おばさんにダイヤ」と言い返したことで舌戦は終息）。
「野原刑事の事件簿」では、お小遣い欲しさにチンピラ風の男と組んで誘拐をでっちあげ、母親から身代金をせしめようとした（男からも「とんでもないガキ」と呼ばれた）。その際、犯罪者たちの取引現場に出くわしてしまい殺されそうになるが、しんのすけの登場によって救われる。その後、真実を知った母親からお仕置きを受けた。名前は宇集院魔朱麿だったが、顔は前述のひとしになっていた。
『新クレヨンしんちゃん』では、しんのすけに対抗意識を燃やすという面も見られた。

### さくら組
きゃりー
女の子。板橋区からの転入生。少々派手な衣装を好む個性的な性格で、皆と早く打ち解けたいがために幼稚園で勝手にコンサートを開き、歌っていた。同じく奇抜なファッションを好むしんのすけと意気投合する。
彼女の登場したvol.63はアソビシステムとコラボした話である。
ザキヤマ
声 - 山崎弘也（アンタッチャブル）
アニメ「ザキヤマさん来〜る〜だゾ」（2015年6月12日放送）で幼稚園児役で登場。顔つきからしんのすけ達よりも年上と思われていたが、実際は1つ下の学年だった。
しんのすけとは「ケツだけ星人」で意気投合。しんのすけが尻を使うのに対し、こちらは自身のアゴ（いわゆる「ケツアゴ」）を使っている。
なお、彼のモデルであり声優を務める山崎は本作の舞台である春日部市出身である。

### 幼稚園職員と関係者
高倉 文太（たかくら ぶんた）
声 - 納谷六朗（第4話Aパート - 第841話Bパート、映画：第1作 - 第23作〈第12作、第15作、第18作、第19作は除く〉）（1992年5月4日 - 2014年10月17日）→森田順平（第872話 - 、映画：第24作 - ）（2015年10月9日 - ）
演 - 六平直政（やかんの麦茶cm「やかんの家族だゾ！登場編」）
48歳。アクション幼稚園（ふたば幼稚園）の園長。徳島県出身。
色黒に加えてサングラスに天然パーマと派手なジャケットの容姿も相まってヤクザ顔負けの強面が特徴。初登場の原作1巻（アニメ1992年5月4日放送「任侠ひまわり組だゾ」）ではしんのすけに「地上げ屋さん」と言われ、よしなが先生からは「ソープに売らないで」と懇願されるなど、園児はおろか職員たちと接するにも苦慮することが多い。家庭訪問をした際には近所の住民に凶暴な借金取りの取り立てと誤解され、警察が出動する騒ぎになった。また、この騒動が決め手となり、本人が「もう来年から家庭訪問やめよう…」と涙ながらに言ったことで、家庭訪問に関連したエピソードはこれで最後となった。スイーツが好きだが、パフェ屋に来たときはパフェの美味しさで笑っていた高倉の姿を見た客が怖がり、みな帰ってしまうということもあった。
厳つい顔に反して、普段は非常に温厚で園児たちにも敬語で接するなど、礼儀正しく紳士的。それゆえ園児たちからは非常に慕われており、職員や保護者たちからの信頼も厚い。本人曰く「喧嘩は弱い」とのこと。滅多に怒ることはないが、幼稚園やその園児、教職員を侮辱したり、危害を加えようとする者には激しく怒りを露わにする。その際は持ち前の強面と迫力で相手を完全に萎縮させてしまう。好物は納豆やケーキ、パフェ等のスイーツ。酒には弱く、泣き上戸である。
「園長」と呼ばれることがほとんどであるため、めったに本名は出てこない。前述のような強面のため、しんのすけからは「組長」と呼ばれている。本人がそれに対して「園長です！」と突っ込むのが定番となっているが、その気になって任侠モードに入ってしまうこともある。稀にしんのすけから「園長」と呼ばれ、その際は「組長です」と言ってしまう事もある。趣味はカメラだが、長年の経験にもかかわらずしんのすけの撮った「撮る人は撮られる人」と題された写真（カメラを構えている園長を隠し撮りした写真、タイトルはひろし命名）が雑誌の最優秀賞に選ばれたのに対し、自分の作品は落選だった。書道歴30年という腕前も持つ。ボウリングも趣味としており、本格的な装備を用意し、一人でボウリング場へ練習に行く事もあるが、無断でシロを連れたしんのすけのせいで出禁にされている。着ているジャケットにはこだわりがあり、同じものを7枚所有し、曜日ごとに変えている。また、ななこの父である四十郎のファンである。腹話術もできる。
上京したての頃、厳つい顔のため周囲に避けられ落ち込んでいたとき、ただ一人「優しそうだから」と優しく接してくれたのが幼い子供がいたことから、「子供たちの役に立ちたい」と幼稚園の設立を志し、現在に至る。幼稚園では自身の「上京記念日」を毎年休園日にしている。幼稚園設立以前は就職活動をしていたが、履歴書の写真が強面ということで不採用が続き、履歴書アレルギーとなってしまった。また、幼稚園教諭にならなかった場合に就きたかった職業には警察官を挙げている。
『新クレヨンしんちゃん』7巻では、自身の幼少期～上京するまでのストーリーが描かれた。幼少期から顔が怖く、そのせいでいらぬ誤解を受け卑屈になっていたところ、幼馴染の少女に励まされ立ち直り、その付き合いは上京を決めた後も続いていた。ラストシーンでは、その幼馴染の正体は現在の妻である志麻であることが示唆されている。
出身高校はさきがけおとめざ高校。母校が全国高等学校野球選手権大会（甲子園）に初出場を果たした際には、初戦で2対3と惜敗した。大学時代には編み物サークルに所属していた。高井夢男（声 - 優希比呂）という保育士志望の甥がおり、ふたば幼稚園で教育実習を行ったことがある。
納谷の死後、テレビアニメでは「若い二人はこうして家を買ったゾ」と「たけのこ大襲撃だゾ」に登場したがいずれも容姿のみの出演で、その後、声優が森田に代わっての初登場回（2015年10月9日放送）では久々に台詞付きで登場した事をしんのすけにネタにされた 。
お仲間総選挙では、9位を獲得し出演した。
高倉 志麻（たかくら しま）
声 - 滝沢ロコ
文太の妻で、アクション幼稚園（ふたば幼稚園）の副園長。通称「園長夫人」「副園長先生」（原作ではネネちゃんが「奥さん先生」と呼んでいた。1巻では「奥さん 保母兼」と紹介されている）。下の名前は『新クレヨンしんちゃん』で判明した。
他の先生と比較すると出番はかなり少ない。
夫とは子供の頃から30年以上の付き合い。基本的に仲が良いが、たまに「納豆にネギを入れなかった」など、些細なことで喧嘩をする。しんのすけからは「極道の妻」呼ばわりされている。すぐ自信をなくして落ち込む夫を「キムタクの顔は3日で飽きるけど、貴方の顔は30年以上経った今でも飽きないわ」と励ましている。
ただし夫の顔については今でも慣れず、突然現れたり、笑顔でいるところを見て悲鳴をあげたことがある。
一時期、さくら組の担任をしていた。
吉永 みどり（よしなが みどり）
声 - 高田由美（第1話Bパート - 第682話Aパート、映画：第1作 - 第17作〈第10作、第12作、第15作は除く〉）（1992年4月13日 - 2009年10月23日）→七緒はるひ（第685話Aパート - 、映画：第20作 - ）（2009年11月13日 - ）
しんのすけらの担任教諭。24歳。血液型はO型。バストは自称89cmだが、実際は79.8cm。本名は「石坂（いしざか） みどり」。
普段は優しい先生だが怒ると怖く、幼稚園教諭とは思えないほど粗暴な言葉を使う。園児達が唖然とするほどの気性の激しさが原因で、一時神経性胃炎と診断されたこともあった。また、些細なことで大喧嘩を始めたしんのすけと風間が中々喧嘩を止めないことに怒りを爆発させ、喧嘩をする二人の横で暴力的な発言をしながら教室で大暴れしたり（この時は園児達もよしながの豹変ぶりに唖然とし、怯えていた）、しんのすけの妹の名前候補にマサオが「みどり」を提案したが、主に貧乳ということでマサオ以外の園児達からは否定されて激怒し、黒板を引っ掻いて気持ち悪い音を立てた事がある。また、酒癖が極めて悪く、アルコール類を飲むとすぐに酔っ払って暴れ出すほどで、野原家への家庭訪問でしんのすけが誤ってりんごサワーを出してしまった際には新聞紙と服を破いた挙げ句、ひろしを純一と勘違いして「顔面大根おろし」をするなど大暴れした。そして原作初期はアニメ初期と比較してもかなり気性が荒く、特にふざけたり悪戯をしたしんのすけに対して怒鳴りつける、げんこつを食らわす、物できつく殴打するといった暴力的な描写が多かった。盲腸になり入院した時は、まつざかと同じく「じゃがいも小僧（しんのすけ）だけは見舞いに来てほしくない」と願ったり、運動会のリレーで、ばら組に勝つためにアンカーのしんのすけを写真集で釣ったりと滑稽でさらに狡猾な面も見られた。
しかし、これらの彼女の言動は、結婚により徐々にマイルドになり現在ではほとんど見受けらず、3人の担任教諭の中では最も常識的な性格となっている。
夫の純一とは友達付き合いの頃から恋慕しており、職員室の机の引き出しに写真を入れていたり、自室や街中でいきなり妄想の一人芝居を始めて周囲を困惑させることもあった。純一と結婚後「石坂」姓になったが、職場では本人の希望もあり、引き続き「よしなが先生」と呼ばれている。髪型はポニーテールで原作では黒髪に赤いリボンをしているが、アニメでは栗色の髪に水色のリボンをしている。しんのすけ曰く、ひろしからは「美人じゃないけど可愛い先生」と言われているらしい。
まつざかの露出的な服装をたびたび批判しているが、自身も露出度の高い水着を喜んで着用するなど、まつざか以上に大胆な面もある。
結婚前は「荒間荘（あらまそう）」というアパートに居住していたが、結婚後は高級マンション「ハイムニクバナレ」に転居。アパート時代から住まいをかすかべ防衛隊の秘密基地にされている。学生時代はワンダーフォーゲル部で、しんのすけに見つからないようにという理由でベランダからロープで降りたこともあるが、荒間荘の大家さんに見られて気まずい雰囲気になっていた。
演歌が大好きで、本格交際前の石坂とのデートの際、流れてきた『北埼玉ブルース』を周囲が引くほど熱を入れて歌っている。幼稚園の教諭にならなかったら「みやこひばり」という芸名で「小林幸子のような衣装で紅白に出ること」が夢だったという。なお、この件とこのときのデート現場での野原家との遭遇とドタバタが、恋人関係へのステップアップのきっかけとなった。しんのすけにはいつも邪魔されるが、石坂との初キスなど、しんのすけが偶然にもキューピッドになることも少なくない。小学校時代は「缶けり姫」と呼ばれていた。運動音痴のまつざか先生とは対照的に水泳やスキーが得意。お笑い好きでもあり、石坂と喧嘩して落ち込んでいる時にお笑い番組を見て一時元気になったが、終わったらまた落胆していた。
まつざかと頻繁に喧嘩をしているが、決して仲は悪いというわけではなく、まつざかについても真面目な先生だと思っている。また盲腸で苦しんだ際、まつざかにひまわり組のことを頼んだりなど、親友と呼べる関係である。
園児達には非常に慕われており、石坂との結婚で幼稚園をやめることになると勘違いしたかすかべ防衛隊のメンバーが、それを阻止すべく直接石坂を説得しようと勤め先まで行ったことがある。
石坂 純一（いしざか じゅんいち）
声 - 坂東尚樹
みどりの夫。24歳（原作では28歳とも）。血液型はB型。石田純一に似ていると常日頃から自慢されているが、しんのすけからは石倉三郎似と言われている。友達程度の交際時代からのストーリーがある。心優しい性格がみどりに惚れられたようだが、裏を返せば気が弱く優柔不断でもあり、それが原因で一時は破局寸前まで進んだこともあった。しかし、幼稚園での野外結婚式の際、予想外の大雨で中止寸前の状況となり狼狽えているところをしんのすけの檄により発奮、雨の中に飛び出し凛々しい姿で結婚宣言をし、来客からの喝采を博した。飯田橋駅にある「ツーリーブス産業」という会社に勤務。原作では課長に昇進している。田舎暮らしの両親がいる。
石坂 桃（いしざか もも）
石坂夫妻の長女。みどりが野原みさえに借りた本を返しに野原家へ訪れた際、陣痛が始まり、たまたま居合わせた大屋主代の助産により誕生。桃のようにかわいい女の子になってほしいということで「桃」と命名。アニメでは妊娠すらしておらず、子供の設定そのものが存在しない。そのため後述の熱繰椎造のポジションも変更されている。
よしながの両親
よしなが家では、代々結婚式で、ふんどし姿につのかくしだけで踊ることになっているため、よしなが先生の父親が一生懸命練習していた。よしなが先生が結婚する前に心配で電話をかけた。母親（声 - 峰あつ子）はよしなが先生が盲腸で入院したときにお見舞いに訪れた。
まつざか 梅（まつざか うめ）
声 - 富沢美智恵
ばら組の先生。24歳の独身。身長は157.5cm。苗字は基本的に平仮名で表記されるが、アニメのサブタイトルで二度漢字表記されたことがあったり、お話内に漢字で表記されていることもある。
原作では黒髪のロングヘアだが、アニメでは黒だったり緑だったりと回によって髪色が異なる。また先生になりたての頃は髪型がショートだった時期がある。また、その時担任していた松本ショウ（声 - 池澤春菜）に逆上がりを教えてやれるようなったため、ショウは まつざかに片思いをしており、卒業後思いを伝えようと幼稚園に来たが結局言えず、まつざか本人は気づいていない。
プロポーションは良く、自称だが胸囲は84センチCカップ。厚化粧。ボディコンやハイレグ水着など露出度の高い衣装を好み、あえて高い物に身を包むことで高級な女を演じようとしている。初期の頃には本人曰く、普段ジュリアナ埼玉のお立ち台で踊っているらしい。合コンやお見合いなどに積極的に参加しているものの性格の悪さが露呈するため断られてばかりいる。
高飛車な性格で、ばら組の園児を鼻にかけており、ひまわり組を馬鹿にする発言が度々見られる。初登場は連載第7回のアクション幼稚園運動会で、この時点で自ら受け持つばら組を「優秀」と言い、よしながの前で「おたく（ひまわり組）と比べちゃかわいそう」と言い放っている。そのために、よしながとの口ゲンカは絶えない。とはいえ、ひまわり組の園児たちのことを心底嫌っているわけでなく、よしながにも友情を抱いている。今の幼稚園で働いていることも誇りに思っており、私立で給料の高いエレガンス幼稚園のスカウトマンから、自分の職場を馬鹿にされた際は激怒し、「2度とそのツラさらすなよ」と撃退した。子供の頃に「梅干し」と馬鹿にされたトラウマが原因で、周囲から特に下の名前（あるいはフルネーム）で呼ばれる事を嫌がっている。
よしながとは色んな面で正反対だが、酒癖の悪さは共通しており、しんのすけに出された酒に酔ってしんのすけに襲いかかったことがある。好きなものは、ブランド品や派手な服装で、給料の多くをこれらにつぎ込んでいるため、クレジットカードの債務に追われる倹しい生活を送っている。映画は夢に彼氏として出てくるほどのドラキュラ伯爵好き。音楽は演歌を好むよしなが先生とは対照的にかなりのヘヴィメタル好き。運動音痴で、学生時代は「鉄の人魚姫」と言われるくらいカナヅチだったり、スキー大会のボーゲンの部でブービー賞を取ったことがある。
幼稚園の先生にならなかったら「オードリー・ヘプバーンみたいになりたかった」とのことで、園長とよしながから「お姫様みたいな暮らしをしていい男に出会いたかったわけね」と解釈されていた。
男運が皆無で、お見合い・婚活・合コンをしても出かけた先のほとんどで遭遇するしんのすけ（時には野原夫妻までも）または上尾の妨害・自身の態度及び言動・相手の男性が婚約者がいるまたは既に結婚しているなどでなかなか上手く行かず、最後は号泣したり、焼き酒や焼け食いする事などがしばしばである。基本的に失敗に終わるオチはコミカルに描かれているが、ラブレターを渡してきた男子高校生かずおの気持ちに応えようとするも、母子家庭の彼が自分のために受験勉強が手つかずになっていたのを知ると「しっかり勉強して早く親孝行しな」と、その高校生のためを思って、自ら身を退くと、シリアスに描かれたこともある。また、ボーちゃんや記憶喪失中のしんのすけに惚れられたこともあった。
職員室の机の中に男性の写真を入れていたのをしんのすけ、よしなが、ネネ (アニメ版では ネネではなく園長)に見られた事もある。
風間から「まつざか先生の悲しい話なんて救いようが無いじゃないか!」とストレートに言われた事もある。
園児含め異性から思いを寄せられるエピソードは多く、スタイルが良いだけでなく作中屈指の美貌の持ち主でもあり、落ち込んでいる時には、園児達や園長が揃って見惚れてしまう程、雰囲気がある女性になっていた。
三姉妹の三女で、家族は両親と2人の姉がいる。2人の姉とは、会えば基本的にケンカになる（主に男のこと）が、3人で飲みに行ったりすることから仲は悪くない。長女は中学校教諭の松、次女は小学校教諭の竹。名前が三姉妹で松竹梅になっており、姉妹揃って男とは無縁。幼いころは長姉・松や次姉・竹のお古であるおさがりを着ていたらしい。
子供の頃は「泣く子も黙る『缶けりクイーン』」と呼ばれていた。
自称「六本木生まれの六本木育ち」だが、実際は田舎生まれの田舎育ち（東北地方、作中では宮城県）で、親に電話をする際はかなりの東北訛りが出ている。だましだまし暮らしているためしょっちゅうボロを出しており、その度にかろうじてフォローしている。中学時代は「田植え娘」「田植え姫」の異名を持つほど田植えが上手で、幼稚園の実習で田植えや芋掘りなどがあると土に触れたいという衝動に駆られる。実家は椎茸を栽培しており、母親がスーパーに卸して販売する椎茸のパッケージに自分の顔写真を勝手に入れられている。高級マンションの「マンションジュリアナ」居住と自称するが、実際は「瀬古井荘（せこいそう）」（原作第8巻）や「ウマレ荘」（原作第43巻）というアパートに居住。また、原作第43巻から住まいをかすかべ防衛隊の秘密基地にされた（アニメではされていない）。
徳郎との恋愛は彼女がいつものように泥酔して階段から転げ落ち負傷し、サンタバーバラ接骨院で診察を受けた時に出会う。アニメではまだ徳郎が南米に就任中のままで再登場していないが、原作では彼が南米から帰国した後、あるアクシデントから彼と破局の危機に陥るが、かすかべ防衛隊の仲介で無事仲直りし、結婚の約束をした。しかし数日後、徳郎が現地で無差別爆弾テロに巻き込まれて死亡したことをニュースで知り、そのショックから職務中にウィスキーを煽るなどアルコール中毒にも近い状況にまで追い込まれ謹慎を言い渡されてしまい、死に場所を求めてガールズファイトに参加するなど自暴自棄になったが、徳郎が生前に書いた手紙がきっかけで立ち直った。その直後に職務中に飲酒していたことを保護者達から責められ、懲戒免職の危機に追い込まれたが、園児達の懇願により減俸3か月の処分で事無きを得た。
現在はいつもの人物として吹っ切れており、新しい恋を見つけようと合コンや婚活イベントなどにも積極的に参加するようになった。
くまモンが 「埼玉と熊本の仲を深める為に お互いの地を見学する事になった」際に、「春我部の代表」として熊本に行った事もある。
初期から専用BGMがある。
お仲間総選挙では、5位を獲得し出演した。
まつざかの母親
声 - 麻生まどか
梅に六本木とお見合いさせた人。松、竹同様に梅の合鍵をもっており、勝手にはいってはビールを飲んだりしている模様。また、先祖代々伝わる結納の舞を梅に踊らせたり、徳郎と梅の結婚を反対していたが夫に一括されて黙った。徳郎の死後、梅の携帯に電話をしてもでなかったため幼稚園の同僚から話を聞き、心配で寝込んでしまった。アニメでは、「まつざか先生見ちゃいや～んだゾ」（2005年6月24日放送）で初登場する。その際は、電話でのみの登場であって、生椎茸の写真に梅の写真を使っていたため怒られていた。
まつざかの父親
アニメ未登場。梅と徳郎の結婚しか認めない妻に「ロッキー・ザ・ファイナルにはガッカリだよ」と一括して黙らせた。徳郎の死後、畑で取れた野菜を梅のところに持ってきて励まして帰っていった。
まつざか 松（まつざか まつ）
声 - 勝生真沙子
まつざか三姉妹の長女で、梅の長姉でありまつざか竹の姉。28歳（徳郎には梅より二つ上と言っていた）。妹達と同じく独身。中学校教師（私立伝統校勤務）（原作20巻では高校教師と名乗っている）。和服と泣きボクロが特徴。小山まさえと同じく教師であり普段から和服で過ごしている。
竹とともにしんのすけを利用して幼稚園での醜態を徳郎に暴露させ、サンタバーバラ接骨院に入院中の梅を破局に追い込もうとしたが、失敗に終わったばかりか、幼稚園にとって梅がかけがえのない存在であることを思い知らされる。最終的には梅と徳郎の間柄を認めた。原作46巻に再登場するが、妹の竹と同じく原作20巻に比べて容姿がかなり変わっている。
まつざか姉妹の長女だけあって、末妹の梅も彼女には頭が上がらない様子。怒った顔をしなくても結構な迫力があるが、怒った時の顔や態度は梅そっくり。また、梅の家の合鍵を持っている。
まつざか 竹（まつざか たけ）
声 - 速見圭
まつざか三姉妹の次女で、松の長妹であり、梅の次姉。26歳。松と梅と同じく独身。小学校教師。あだ名は「チーママ」。梅よりも派手さを意識した格好となっており、金髪に真紅のロングコートが特徴。よく梅とは口げんかをする。
原作46巻に再登場するが、姉の松と同じく原作20巻に比べて容姿がかなり変わっている。また、梅の家の合鍵を持っている。
松本ショウ（まつもと しょう）
声 - 池澤春菜
まつざか先生が初めて受け持ったクラスの児童。容姿はイケメン。ふたば幼稚園のOBの少年。父の仕事の都合で今はアメリカに住んでいる。園児時代に､まつざか先生に逆上がりのコツを教えてもらってできるようになったため、現在は逆上がりが得意。当時から、まつざか先生に恋をしていたが本人に告白する勇気が出ず、告白はしなかった。幼稚園に遊びに来た際には､ネネに一目惚れされたり､トオルに憧れられたり､園児達に高く評価されている。

上尾 ますみ（あげお ますみ）
声 - 三石琴乃
アクション幼稚園（ふたば幼稚園）の先生。23歳の独身。埼玉県上尾市に由来。原作では21巻、アニメでは「久しぶりの幼稚園だゾ」から登場。骨折して入院したまつざか先生の代理教員として幼稚園に来たが、まつざか先生が復帰した後は「さくら組」の担任として引き続き勤務している。
当初は、極端なシャイで園児と接することもままならないほどだったが、現在はおおかた改善されている。普段はおとなしくて何を考えているかわからない変人だが、眼鏡をはずすと性格が豹変し､思っていることを大声で言ってしまう。これに関しては「近視で眼鏡がないとほとんど何も見えず、何も見えないと怖さが軽減され何ごとに対しても強気になれるから」と本人が説明している。不良に絡まれた際には､眼鏡を外して怒鳴り散らし､暴言を吐いて不良達を撃退した事もある。よしながからコンタクトレンズを勧められたこともあったが「目の中に入れるのが怖い」という理由で使用していない。このように眼鏡を付けているときと、付けていないときで性格が極端に違うこともあり、よしながからは眼鏡を付けていた方が良いと思われている。また、メガネを外すと美人で、しんのすけや園長も認めており、合コンした際には男全員から惚れられてしまったこともある。高所恐怖症であり、梯子はおろか、踏み台も登れず泣き叫んでしまう。乗り物酔いをしやすく、バスに乗る時は歌を歌って気を紛らわす。「ジョージ」という名の藁人形がお気に入りで携帯しているが、一度まつざかの怒りを買った際に ライターで燃やされそうになったことがある 。
アパート「ハイム ツンツルテン」に居住。ニシキヘビの「ステファニー」をはじめ、クモやトカゲなど変わったペットを多数飼っている。
あいのSP・黒磯に恋をしていて、両思いなのだがお互いの性格が災いして進展はない。何か起こると携帯電話のムービーやカメラを駆使して一人興じている。中でもまつざか先生のことは格好のネタとして、よく彼女の行動や顔を写真に収める。なお、本人曰く胸は「まつざかよりでかい」とのこと。吉永やまつざかに比べると存在感は若干薄いが、思わぬところで役にも立っている。また、園長や他の先生と同様に園児思いな先生であることに変わりはない。しんのすけ以上にマイペースな一面もある。
缶けりが得意な一面があり、かつては「春我部の缶蹴りターミネーター」と呼ばれていた 。
幼稚園の先生にならなかったらなりたかった職業はエレベーターガールで、理由は「大声を出さなくてよくて、壁に向かって話していればいいだけだから」。携帯カメラに限らず、写真機、ハンディー型ムービーなどを扱う場面も見られる。また、パソコンに関しては高い技術・知識をもっており、「上尾のお部屋」なるウェブサイトを開設しているが、訪れる者は皆無。
熱繰 椎造（あつくる しいぞう）
声 - 田中一成（第541話Aパート - 第556話Aパート）（2005年8月26日 - 2006年2月3日）→檜山修之（第1213話Cパート - ）（2023年12月23日 - ）、佐藤ゆうこ（子供時代）
出産休暇をとったみどりの代理（アニメでは幼稚園教育実習生）。22歳。初登場は原作39巻、アニメでは「あつくるしいゾ」（2005年8月26日放送）。その名の通り暑苦しい性格で、典型的な体育会系教師である。モデルは松岡修造で自身も彼を尊敬しており、自身の部屋にはポスターも貼られている。さいたま市大宮区在住。
はじめはあまりの暑苦しさに園児や職員からも煙たがられていたが徐々に打ち解けていくも、よしなが先生復帰に伴って運動会後に他の幼稚園に転任する事が決まるも、これを撤回させようと運動会の閉会式中にひまわり組の園児たちが職員室に立てこもる事件が発生するほどまでに慕われた。この時幼稚園教諭は止めるどころか加勢していた。「立派な幼稚園の先生になって帰ってくる」と誓い、原作42巻、アニメでは「さよならファイヤー!だゾ」（2005年11月18日放送）で幼稚園を去った。
2006年2月3日放送「しいぞう先生と雪遊びだゾ」にて再登場し、園児たちと雪遊びに興じた。また、2012年3月30日放送「花見で迷子だゾ」では、声なしでモブキャラとして再登場し、その後『おひさしブリブリProject』で1位を獲得し2023年12月23日放送の「あっちこっちであつくるしいゾ」で11年ぶりに再登場し、社会経験を積むためパン屋やサウナ屋､出前などいろいろなところでアルバイトをしていたが熱くなりすぎている影響で失敗ばかりしていたがしんのすけと一緒にいるうちにやっぱり幼稚園の先生になりたいと思うようになった。そそっかしい所もあるが心優しく非常に頑張り屋。幼少時、ウサギに手を咬まれて以来ウサギ恐怖症。それもオレンジ色好きな椎造がウサギの食べていたニンジンを横取りして食べようとしたためで、椎造は今までウサギが故意に咬んできたと考えていたが、それが誤解だということを思い出しウサギ恐怖症を克服した。
小泉先生
上尾先生が赴任してくる前のさくら組の担任の先生。セリフは一言もなく、アニメ「愛の七夕祭りだぞ」(1995年7月10日放送)で結婚したことで火の女神となってそれ以降登場していない。
イーグル
幼稚園で飼われている凶暴なニワトリ。鋭い目つきの上すぐに襲い掛かってくるので園児たちから恐れられている。ひまわりが幼稚園に入園した番外編にも登場した。

### 園児の保護者
風間 みね子（かざま みねこ）
声 - 玉川砂記子
トオルの母で息子を「トオルちゃん」と呼ぶ（アニメではしんのすけにこの声音をよく真似され、息子がからかわれている）。バブル時代を彷彿とさせる化粧や髪型を好む、知的でスマートな美女。颯爽とした聡明な女性であり、基本的には万人に親切。見栄っ張り。裕福だが倹約家でもあり、スーパーの特売にはトオルや偶然居合わせたしんのすけに手伝ってもらい、お一人様一つの商品を買うなど節約もできる様子。トオルがみね子に親孝行をしているように、みね子もトオルを溺愛しており、トオルがトイレで用を足した後には尻を拭いている。その一方で教育熱心で厳しい一面もあり、塾通いが嫌になったトオルに「塾に行かないと私立の学校には行けない」と発言したことがある。しかしトオルが塾のテストで順位が上がらないことに焦りを感じていた時は無理をしないように優しく窘めている。原作4巻でしんのすけが初めて遊びに来たときには「派手な下着を穿いてそう」と言われ、トオルは泣き叫びながら否定し、本人も赤面しながら否定していたが、実際にはそれ以上に大胆な下着を着用していた。
しんのすけにしばしばその行動を真似られ、その度にトオルから「ママの真似はやめろ!」と嫌がられている。
趣味は男装で、息子のトオルがもえPのコスプレをするのと同じく、血筋だといっている。隠れてコスプレをしているトオルを知ったが､実はみね子がコスプレ好きということを告白し､その数日後にかすかべ防衛隊とコスプレパーティーを開催した。「やっぱりスキーはカナディアンロッキーですわね」と高飛車な発言をしていたが、スキーは下手。トオルの伯父にあたる、イギリス在住の5つ上の兄がいる。しんのすけには振り回されることがあるものの、しんのすけはじめ野原一家を激しく嫌悪するネネの母と異なり、みね子は息子の友人としてしんのすけに対しても裏表なく好意的に見ておりみさえともしんのすけとも仲がいい。
原作とアニメではデザインが異なり、原作では、30代後半から40代前半ながらも若々しく、アニメでは30代半ばぐらいだが、メイクが濃く少々老けているように描写されている。
風間くんの父
声 - 金丸淳一
本名不明。仕事で豪州のパースに赴任。オーストラリアに住んでいるため、みね子や野原家の前でオーストラリアンジョークを披露して爆笑をさらっていた。息子思いの優しい父親。IT企業に勤めていてかなりエリートらしく、専務まで就任しているらしい。みね子と比べてかなり若く描写されている。妻のみね子よりも年下で、20代半ばから30代前半。トオル曰く、春我部交通安全運動協会の役員をやっている。
風間くんの伯父
声 - 笹岡繁蔵
本名不明。アニメ「こまってる人を助けるゾ」（1993年6月7日放送）に登場した、みね子の5つ上の兄。イギリス在住の実業家。久しぶりに日本へ遊びに来た時にみね子、トオルに会いに春我部へ来て 道に迷った所を しんのすけに道案内してもらうが、途中でジュース、ハンバーガーを奢らされたり、疲れたしんのすけをおんぶさせられるなど苦労させられてしまう。
その後は、風間家に『英国 水ようかん』を贈った際に 彼の名前だけが出た。
桜田 もえ子（さくらだ もえこ）
声 - 斉藤庄子（第3話Aパート - 第92話Aパート）（1992年4月27日 - 1994年4月11日）→萩森侚子（第98話Bパート - ）（1994年5月23日 - ）
ネネの母。28歳。茶髪のロングヘアが特徴。しんのすけからも「美人」と言われており、見た目は清楚。自身を「美人で優しいママ」と自負しており、人前では優しいがみさえ、みね子、よしなが先生、まつざか先生以上の見栄っ張りで裏表が激しく陰湿で男勝りで気性が激しい上に計算高い性格。知り合いの主婦との会話でもイラ立つことがあり、自宅で「カマトトぶりやがってムカつく」と一人で激怒していた。大体怒った時や機嫌が悪い時は口調が荒くなり、裏で大好きなうさぎのぬいぐるみを殴る蹴るの暴行を与えストレス発散させるのがお約束である。しんのすけからは本性を見抜かれている。「アクション仮面の新必殺技だゾ」では、ストレス解消のために「ロータリーシューティングストーム」という技をうさぎにかけた際、その様子をしんのすけが驚愕しながらも影でビデオ撮影し、それをアクション仮面の新必殺技に採用されたことがある。
しんのすけをはじめとする野原家に対しては表面は優しいママを演じているが、本心は「鬱陶しいガキ(または野原家)」と敵視しており、その図々しさには嫌悪感や怒りを抱いている。
成り行きで ネネちゃんの「白雪姫ごっこ」に付き合わされながらりんご飴を作った時に、紫色の服と 付け鼻を着けさせられて「魔女の役」をさせられた時には ダミ声を出したり、不気味な高笑いまで見事な演技をこなした為に しんのすけから「嵌まり役ですなぁ」と言われた事もある 。
みさえと同じく粗雑でガサツで短気でケチで見栄っ張りで酒癖が悪く、見た目は華奢だが隠れ肥満で体脂肪率が高めで、便秘気味。作る料理は常に「しつこいお味」でしんのすけから指摘されており、みさえ・ひろし・風間トオル・風間みね子・マサオ・ボーちゃん・苗木（夫）もこれを認めている。しかし、しんのすけは「この味がクセになっている」と高評価して好んで食べることが多い。また、『食リポに挑戦だゾ』ではちらしずしを作ってネネに食べさせたところ、そのネネ本人からも「し、しつこい…」と言われてしまい、かなりショックを受けていた。りんご飴を作った時には、ネネからも「すごい甘い…」と言われてしまった。しつこい味の理由は、しつこい醤油、マヨネーズ極みのしつこさ、コクのありすぎるお味噌などを買い物で買っているためである。
一方、裁縫の腕はネネのドレスやティッシュカバーを手作りできるほどで、かすかべ防衛隊メンバーや風間やマサオの母たちからも好評価を受けている。
また、イケメンアイドルの「トンちゃん」(声‐ 星野貴紀)の大ファンという意外な一面もある。
当初はもえ子が暴れるとネネが「いつものママじゃなーい」と泣き出すのが現在も含め定番。その為、アニメではネネと共になぐられウサギから復讐を受けることもある（夢の中という設定で、演出としてはホラー調）。
しんのすけ（時にはみさえやひろしも加わる）の図々しさにより、しょっちゅうお茶の時間を台無しにされる（しんのすけに「用意してくれた」と勘違いされて食べられる）、外食などで食事の時間を台無しにされる、花見の席にも割り込まれるなど散々な目に遭っている。これらのことから野原一家（特にしんのすけやみさえ）を嫌っているが、アニメ版では、社交辞令も兼ねみさえとは基本的に仲良くやっている。また、野原一家に振り回されがちがゆえに報復を行おうとするが、失敗に終わるケースが多い。
保護者の中ではみさえの次に登場数が多く、単独での登場やメインの回が多い。また、みさえたちの井戸端会議のメンバーの中で一番若い（22歳ぐらいで結婚し、23歳でネネを出産している）みさえと仲が良いのは年が近いことも関係している。
桜田 苗木（さくらだ なえき）
声 - 大滝進矢（第44話Bパート - 第1140話Cパート）（1993年3月29日 - 2022年7月23日）→乃村健次（第1175話Aパート）（2023年4月1日）
ネネの父。クールな性格で二枚目風の容姿をしており、地域で評判の男性。会社員であり、役職は課長である。野原一家とはお花見や花火大会やBBQなどの外出時で会うことが多い。毛虫が嫌いであり、見ると錯乱してしまう。もえ子と比べて登場機会が少ない。
初登場はもえ子よりも早く連載第6回で、アクション幼稚園運動会にてネネをビデオ撮影していた。
アニメでは原作とデザインが異なり、眼鏡を掛けたおっとりとした雰囲気の中年男性となっている。外出先で野原一家に鉢合わせて激しく嫌悪感を影で丸出しにするもえ子とは逆に、野原一家に対しても快く同行を受け入れたり歓迎したり、BBQ中に野原一家を見つけてそのまま仲間に入れるなどと至って温厚な性格であるものの、それによって もえ子がストレスを溜める一因を担っている事には気づいていない（みさえとひろしの関係とは逆に、もえ子からお仕置き等は特に受けていない模様）。

マサオくんの母
声 - 大塚智子
本名不明。少し小太りで、顔はマサオくんにそっくり。
趣味はテニス。みさえとは仲が良いが、しんのすけの図々しさには少々困り気味。
洗濯物を洗濯する前には ポケットの中をチェックしないで洗濯してしまう所もある。
マサオの事は基本的に「マサオ」「マサオちゃん」と呼ぶが、「マーちゃん」と呼ぶ事もある。
原作の連載初期では姿形が違っている。またアニメでも初期は顔の形と体型が異なっており、瘦せ型の外見だった。

マサオくんの父
声 - 松山鷹志（第704話Aパート～）（2010年6月11日～）
原作で後ろ姿のみ登場。幼稚園の参観日に一瞬登場した。アニメでも顔は一切映らない。
一人称は「ボク」。ロックバンドをやっていたと見栄を張るが 実は嘘で ロックよりクラシックが好き。
原作では黒髪として描かれているが、アニメ版では 髪型が異なりマサオくんに似た 坊主頭となっている。
ボーちゃんの母
原作10巻のしんのすけたちかすかべ防衛隊がボーちゃんを探ろうとする話に、一度だけ影のみで登場し台詞も存在する。この時、しんのすけたちはちんどん屋に気をとられ詳細は掴めなかった。
アニメでは姿は登場していないが、映画『嵐を呼ぶジャングル』ではしんのすけたちの親はボーちゃんの母親のことを知っている旨の発言がある。しんのすけ、風間くん、ネネちゃん、マサオくんで顔を想像して描いたことがある。新7巻にも登場したが影のみしか登場しなかった。
ボーちゃんの父
新7巻に登場。影とセリフのみの登場だったが若そうな雰囲気でボーちゃんに存在を気づかれていなかった点から影が薄いのかもしれない。
ボーちゃんの祖母
アニメにて、ボーちゃんの台詞でのみ存在が語られている。容姿は不明だが、ボーちゃんと暮らしている模様。
ボーちゃんからは「おばあちゃん」と呼ばれている。
ツム郎
新7巻に登場。ボーちゃんが飼っているカタツムリ。
あいちゃんの母
声 - 小林沙苗
2003年11月8日放送の第484話「あいちゃんと駆け落ちだゾ」で、一瞬登場した。2022年5月7日放送の「カスカベの休日だゾ」では声付で登場した。茶髪でショートカットだったが、後ろ姿のみでの登場だったため顔は見ることができなかった。なお、黒磯によく花瓶を割られており、『トイレで考える人 (ロダン)のブロンズ像』も壊された事がある。また、黒磯というSPをつけていることかもわかるように、会社をいくつも経営している実業家。
あいちゃんの父
声 - 松山鷹志
2022年5月7日放送の「カスカベの休日だゾ」に登場した。ペットのイグアナの結婚相手を探していたのを黒磯があいの結婚相手を探していると勘違いしてしまったことがある。
黒磯に鉢植、女神の彫刻、『バカダ』の高級グラスを壊された事もある。
黒磯（くろいそ）
声 - 立木文彦
酢乙女あいのボディーガード兼秘書兼運転手。下の名と年齢は不明。サングラスをかけ、黒いスーツ(黒服)を着ており、酢乙女あい専用の酢乙女あいを模したボンネットマスコットを取り付けた黒塗りのリムジンを運転する。常に身体を鍛えることに余念が無く、あいを常にガードしたり、多忙な両親に代わりあいのスケジュール管理や秘書業務や世話に加え、各種パーティーや各種会場や各種ミッションの手配をもしている。
仕事柄、口数は少なく感情はあまり表に出さないクールな性格。しかし報告義務違反（ゴルフクラブで素振り中盆栽やブロンズ像を破損させたりやエクササイズ中に木の枝を折った事を隠蔽や報告せず等）や隠し事(飼い犬の餌の高級サーロインステーキをつまみ食いや豆大福をつまみ食い等)が結構な頻度であり、あいにいつも弱みを握られ、あいのわがままなミッションを受けさせられている。また、あいが京友禅の着物で登園した際にあいの着付けをよしなが達3人の教諭が誰もできず、上尾が黒磯のリムジンに駆け寄り黒磯に助けをお願いしに行ったものの、勤務中に関わらず黒磯がリムジンの運転席で仮眠していたという抜けた一面もある。
サングラスを外した素顔を1度も見せた事が無い為、しんのすけに「サングラス取って」と頼まれた事がある。
上尾に恋をしており、両想いなのだが、お互い恋愛に奥手なゆえ、進展は皆無でアニメ上でも描かれなくなった。
カラオケの十八番は『鉄道唱歌』。映画「バイオ・ハザードランプ」(バイオハザードのパロディ)シリーズの女優、ミラジョボ・ビッチビチ(ミラ・ジョボヴィッチのパロディ)の大ファン。あいの好物である酢こんぶをつまみ食い（あいの勘違いだったが）したことが原因で一度はSPを解雇されたが、それでも彼女を心配してあとをつけつづけており、後に滑って転びそうになったあいを助けたことやある気遣いを認められたことで彼女から復職を頼まれる。
成り行きで 野原家の「レンタルサービス」を行う事になった際は、家の片付け、ひまわりのミルク作り、パンケーキ作りを見事に行い、しんのすけの「アクション仮面ごっこ」にも笑顔で付き合う。
その一方でドローンの扱いには慣れていない所があり、練習している最中に コントロールが効かなくなり「あいちゃんの父」の お気に入りの彫刻を壊してしまった事がある。
お仲間総選挙では、11位を獲得し出演した。
ロッテン前田
声 - 浅川悠
一時的に解雇された黒磯に変わって登場したあいの新しいボディーガード兼秘書兼執事兼運転手。あいからは「ロッテン」と呼ばれている。厳格な性格で、あいを常に守る事や彼女のスケジュールの管理、怪しいと思った人物に容赦無く絡むなどの徹底した行動を見せているが、反面ではしんのすけの下品さに動揺する等のコミカルな一面やあいの命令に忠実になる余りに彼女が逃げ出す隙を作ってしまうなどの抜けた一面もある。また、女性でありながらも黒磯と同様にサングラスを掛けており、黒いスーツを着ている。逃げ出したあいを追いかけた際に泥の水溜りから彼女を助けようとしたが、身を挺した余りにあいを放り投げてしまい、直後に現れた黒磯からSPとしての行動力の無さを指摘されたことでそれを反省すると共に「SPの勉強を一からやり直す」と語り、あいの元を去った。
酢乙女家の執事頭
声‐ 大西健晴 （第830話Aパート） (2014年5月23日放送）
『執事喫茶だゾ』で初登場した、酢乙女家の執事頭の男性。2つの口髭を持つ 高身長の若々しい外見。本名不明。
新人執事の教育係も任されている為に 少し厳しい性格。ヘリコプターに乗って現れて、ネネのリアルおままごとの「執事喫茶ロイヤルラビット」の執事を務める風間トオル、佐藤マサオ、ボーちゃんに、執事としての正しい姿勢を教育指導する。あいの事は「あいお嬢様」と呼ぶ。

## 近所の住人
北本（きたもと）
声 - 鈴木れい子
野原家の隣人。埼玉県北本市に由来。アニメのクレジットタイトルは「隣のおばさん」名義であり、名前が出てくることは少ない。
アメリカ人と日本人の姉との間に生まれた甥のロベルト、フランス人と日本人の妹との間に生まれた姪のエマがいることから英語とフランス語に堪能で、更にはスワヒリ語や中国語も話すマルチリンガル。
お喋り好きで、みさえとは1～2時間も立ち話をすることもしばしば。野原家の建て替え中や旅行時等のシロの預けを快く受け入れたり、ひまわりやしんのすけを預かったり、日頃高価な差し入れや高価な旅行みやげを惜しげなく振舞ったり、野原家をよく気にかけるなど極めてお人好しで面倒見の優れた極めて善良な人物で、野原家にとっては頭の上がらない人物のひとり。ただ「歩くワイドショー」の異名を取るゴシップ好きでもあり、たまたま見かけた野原家の不審な行動や、しんのすけの与太話を真に受けた噂がたちまち町中に広がっていき、その結果、野原家が近所で笑い者にされてしまうことが多かったが近年はそのような描写は薄れたのでお人好しなおばさんという印象の方が強い。過去の経歴についてはほとんど明かされておらず、ロベルトやエマにも教えていないため、エマには元スパイではないかと憶測を立てられた。夫（声 - 星野充昭）もいるが、原作、アニメともに明確な姿は描写がされていない。原作では右手甲に十字の傷がある以外に描写はされておらず、北本の夢の中でコードネーム「サザンクロス」として登場したのみである。アニメでは野原家は一度も見たことがなく、写真にも腕しか写っていなかった。現時点で直接登場はしていないが、既婚の娘もいる。また、友達として本庄（声 - 片岡富枝）とバツイチで暗い性格の児玉（声 - 伊藤美紀）がいる。
野原一家が「30年前」にタイムスリップした時には、若い頃の姿で登場した。
ロベルト・マクガイヤー
声 - 堀之紀
北本のハーフの甥。北本の姉がアメリカ人と結婚したため、その息子である。時折、居候や旅行で春日部の北本の家に滞在する。
日本マニアで思い込みが激しく、しんのすけに変なこと（ケツだけ星人やケツだけ歩きなど）を教えられ、それを日本の文化、習慣、風習と勘違いする。ななこに一目惚れしたことがあったが、しんのすけがななこの彼氏だと知ると、「親友の彼女に手は出せない」と素直に身を退いた。日本語はあまり話せず、しんのすけを「チンノスケ」、みさえを「ミサイルさん」と呼ぶ。原作では吹き出しの台詞を横書きにすることで英語を話していると想定し、アニメでは登場の際に「ロベルトさんは日本語を話しているようですが、これは吹き替えで、あくまでも英語を話しています」「日本語を英語だと思ってください」「クレヨンしんちゃんは分かりやすいアニメを目指します」という趣旨のテロップが出る。
「花見で迷子だゾ」を最後に登場していないかったが「あっちこっちであつくるしいゾ」（2023年12月23日放送）では声無しでモブとして登場して、「解説放送でのナレーション」から「ロベルト」と名前を呼ばれていた。
エマ
『新クレヨンしんちゃん』5巻のVol95にて初登場。
北本のハーフの姪。北本の妹がフランス人と結婚したため、その娘である。しんのすけを「チンチャン」、北本を「マダム北本」と呼ぶ。
フランス語を話すため、英語を話すロベルトとは北本を通じてではないと会話が成立しない。日本語はほとんど分からないが、日本のお笑いが大好き。
鳩ヶ谷 ヨシりん（はとがや ヨシりん）
声 - 阪口大助
野原家の裏側のアパートに住む若い夫婦の夫。埼玉県の旧・鳩ヶ谷市（現・川口市）に由来。野原一家とはハワイ旅行（アニメでは遊園地）で知り合いその後野原家の近所に引っ越してきた。また、知り合いになる前にも登場しており、その頃はまだ夫婦ではなく交際中で野原家が秋田へ新幹線で行く際、鳩ヶ谷家が野原家の席に間違えて座っていた。容姿はそこそこの美形だが、とてつもなく非常識かつ自己中心的な性格で、妻のミッチーを溺愛している一方、ミッチー以外の人間に対する遠慮や気遣い等は皆無に等しく、極めて厚かましい行動が夫妻ともに目立ち、特にひろしに対する厚かましさは凄まじく、ひろしは鳩ヶ谷夫妻を激しく嫌悪している。夫妻はいわゆるバカップルで、プライベート時では大抵服装がペアルックである。その光景は近所はもとより、会社に行く途中の駅、発車寸前の電車内でも見られる。喧嘩をすると野原家に駆け込み、野原夫妻に図々しく仲裁を押しつけてはすぐ仲直りする。また、野原家の隣に転居してきたときはひろしに引っ越し作業を手伝わせたり、野原家の夕食を横取りしたり、家族イベントに無理矢理割り込んでくるなど、図々しい迷惑行為で野原夫妻にたびたび精神的、物理的苦痛を負わせているが、本人はそのことを全く自覚していない。ただ、ごく稀に希に野原夫妻を助けることもある。それらの自分勝手さや厚かましさは親族の遺伝であるようで、後述する親族も皆、基本的にヨシりんとよく似た性格をしている。野原夫妻（特にひろし）にとっては体調不良を覚えるほどのストレスの種になっており、普段から何かと疎ましく思われている。一方でみさえに対しては、本気で叱責されると萎縮するなど、ひろしよりは礼儀を弁えた態度で接している。夫妻ともに極めて精神年齢が低いゆえかしんのすけとは良好な仲である。その性格のため、妻のミッチーともども友人は1人もいないというが、「なぜか自分たちから離れていく」と述べるなど、自らの性格や言動が原因であることは自覚していない。野原家に泊まりに来ることもある。
基本的にはミッチー一筋であるものの、フィギュアやアニメグッズの収集を趣味としているほか、グラビアアイドル好きという一面もあり、エッチなDVDを「仕事資料」と偽って隠していた、写真集も所有しており、時折、密かにしんのすけに見せていることもある。風間トオルと同様、魔法少女もえPの隠れ大ファンでもある。家事はミッチーに任せており、料理は苦手である模様。そして中島みゆきが好き。
原作では勤めていた会社をリストラされて自殺未遂に及んだが、その後ひろしの勤務する双葉商事に入社した。当初は経理部に所属していたが、ひろしの直属の上司に気に入られて営業部に転属し、ひろしの直属の部下になった。以降は仕事先でのミスを犯した際にひろしにアドバイスをもらって素直に礼を言ったり、一緒に飲みに行くなど、ひろしとは良き上司と部下として、それなりに信頼関係が芽生えつつある。
アニメではおじのマシりん（声 - 佐藤正治）、いとこのユー（声 - 山下大輝）とその彼女のリー（声 - 久野美咲）が登場している。そして弟がいることが判明している。

鳩ヶ谷 ミッチー（はとがや ミッチー）
声 - 草地章江（第242話Bパート - SPECIAL 42、映画：第7作、第8作、第11作）（1997年8月15日 - 2004年4月3日）→大本眞基子（第503話Aパート - 、映画：第14作 - ）（2004年6月12日 - ）
鳩ヶ谷ヨシりんの妻。趣味はホラー映画鑑賞、恐竜のぬいぐるみ集め。栃木県出身。顔もスタイルも良いが、夫と同様に天然かつ利己的な性格やワガママを言う一面が目立ち常識や礼儀が極めて欠けており、図々しいヨシりんに乗って野原夫妻を散々な目に遭わせたり、野原夫妻を呆れさせる事が多い。さらには時折野原一家を見下すような発言をすることも多い。
またヨシりんと趣味が合わないようで、ヨシりんの集めていた美少女やヒーロー物のフィギュアやグッズを処分するよう言った際にヨシりんに気味の悪いモンスターのフィギュアを集めていたことを咎められてケンカになったことがある。ミッチーの方も夫のスケベさには寛容になれないなど、妙なところで反りの合わない夫婦である。だが、基本的には相思相愛で、喧嘩してもすぐに仲直りする。
時偶に真っ当な意見でヨシりんの身勝手さを窘めるなど、彼に比べればまだ常識的な面もあり、みさえとは騒動や面倒事以外の時は、比較的良好な関係である。
意外と内弁慶な面もあり、町内会費を集める事になった時には「お金のことでご近所トラブルになるのは怖い」という理由で みさえに協力してもらって無事に集められた事もある。
酒井 しのぶ（さかい しのぶ）
声 - 伊藤美紀（第10話Aパート）→西原久美子（第24話Aパート～）
野原家の近所のアパート「フタバコーポ」に住む女子大生。金欠で貧しい生活を送っていて、普段着はTシャツにパンツだけという格好である。しんのすけからは呼び捨てで呼ばれている。初登場（原作では1巻、アニメでは『女子大生はお友達だゾ』〈1992年6月15日放送〉）で初めて しんのすけと出会って休みを邪魔された以降、しんのすけを迷惑がるようになり、その後のエピソードでアルバイトの途中に現れたしんのすけのマイペースに振り回されたせいで濡れ衣を着せられる形で、最後は各アルバイトの店の店長から怒られた挙句にクビを言い渡されて失敗ばかりしている。また、周囲の男とは無縁である。
『ガソリンスタンドへ行くゾ』の最後において、ガソリンスタンドのアルバイトを店長からクビにされた時に野原家で夕飯を食べさせてもらったが、しんのすけのせいでアルバイトをクビにされた事に号泣しながら焼け食いしていた。
『お化粧は楽しいゾ』ではアクションデパートの化粧品売り場のスタッフに就き、客として来たみさえの付き添いの しんのすけに商品である化粧品を悪戯（体へのお絵かき）で使われるものの、みさえや先輩スタッフに見つかった事で、しんのすけはみさえからお尻叩き100回の体罰に処され、しのぶは先輩スタッフからこの騒動の責任をとってもらうと宣告され、またクビになると嘆いていた。『忘年会で盛り上がるゾ』（1994年12月26日放送の年末スペシャル）ではまたしんのすけにアルバイトを邪魔されるも、しんのすけを探していたみさえのおかげでクビは逃れたが、「あの子（しんのすけ）のいない町へ引っ越したい」と発言していった。その後、第1213話Cパート『あっちこっちであつくるしいゾ』（2023年12月23日放送）でモブキャラとして、29年ぶりに再登場した。この時は髪を切っていた。
なお、『ハンバーガーショップ』と『たい焼き屋』のバイトは、原作では 別の女性店員が登場している。
原作では名前が出ておらず、アニメ初登場のクレジットでは「女子大生」と表記されていた。

### 原作のみのキャラクター
門呂 マリ（もんろ マリ）
野原家の近所に住んでいる女性。「んふ」が口癖で、色っぽい話し方をする。料理が非常に下手で、しんのすけ曰くひろしの足よりもひどい悪臭を放つ。夫が海外赴任中で男手がないため、困ったことがあると野原家を訪ねて助けを求める。その際、ひろしは彼女の色気につられあったせいでどんなことも引き受けてしまい、最後はみさえにこっぴどく怒られたり、呆れられたり、押し付けられるなど悲惨な目に遭っている。好物はよっちゃんの酢漬けイカ。
門呂 オサム（もんろ オサム）
マリの息子。小学2年生。クールで無表情かつ非常にこましゃくれた性格（ひろし曰く「憎たらしいガキ」）で、母の色香に釣られるひろしを内心馬鹿にしている。ひろしの行動に対する反応などでしんのすけとは気が合い、母親のアルバムを一緒に見たりおもちゃで遊んだりしている。
捨内（すてない）
野原家の近所に住んでいる、ゴミ集めを趣味とする変人。自宅には大量のゴミが溜め込まれており、一時それらのゴミが原因で異臭騒動が起きた事もある。既婚者で妻がいるが、異臭が原因で出ていってしまった。その後フードロスに目を付け、農家から余った野菜を貰って保存食にしては近所に配っていたが、保存の研究を進めた結果、独自のくさや液の他に糠床やチーズの発酵なども始めたため、臭いがゴミ屋敷の頃よりパワーアップしてしまった。以前「女子七楽棒」（女子十二楽坊のパロディ）のコンサート会場でひろしと会ったことがあり、ひろしもその事を何度か話しているが、捨内自身は覚えていない。「はふー」が口調。
不潔な一面とは裏腹に逆上がりを得意とするなど、運動神経は良い。ひろしは捨内から逆上がりを教わったことがある。
千住 平八（せんじゅ へいはち）
野原家の近所に住んでいる独り暮らしの老人。70歳。6年前に妻に先立たれ、身寄りもなく寂しく生活していたが、しんのすけと喧嘩したシロと出会い仲良くなる。後日野原家を訪れシロを譲ってくれるよう頼み、一時期シロと暮らしていたが、シロにはしんのすけが必要だと悟り、しんのすけに返した。その後も彼らのもとに度々遊びに行っている。
二度目に登場したときは山で山菜採りをきていたところにかすかべ防衛隊とも出会い、丸太でブランコを作るなどして打ち解けた。山火事に巻き込まれてしまうが、平八の判断で難を逃れる。
以前は消防士をしており、火事で助けた人数は1000人を越えるという「伝説の消防士」であった。しかし煙草の不始末が原因で自宅が火事に遭い、妻は無事だったものの一人娘を亡くしてしまい、その直後に退職した。
正義感が強く、煙草をポイ捨てした人を堂々と注意している。手先も器用で体力も健在であり、丸太でブランコを作ったり、関節技で即の悪いサラリーマンを抑え込んだり、丸太に乗ってソリのように坂を滑るといった行動を取った事がある。普段は公園の清掃をしたり、山で山菜を採っている。近所の人から「変わり者のおじいさん」と呼ばれており、かすかべ防衛隊も当初は怪しんでいたが、平八と遊んだり、山火事から助けてくれた事で考えを改め、かすかべ防衛隊に入れようと考えていた。

## 友達関係

### しんのすけの友達・知り合い

#### 大原家と関係者
大原 ななこ（おおはら ななこ）
声 - 紗ゆり（第175話Aパート - 第766話Aパート、映画：第7作、第8作、第11作）（1996年1月29日 - 2012年3月30日）→伊藤静（第790話Bパート - ）（2012年12月7日 - 、映画：第23作 - ）
しんのすけが恋をしている女子大生。20歳。アパート「メゾン毒とかげ」（アニメでは「メゾン・ド・黒トカゲ」）で一人暮らしをしている。相撲が好きで、関取のようなコロコロした体型が好み。
穏やかで優しく、かつ真面目な性格で、料理も得意とするなど家庭的な人物。その一方、お茶目で積極的な一面もある。スキー場で若い男からナンパされた際はあまりのしつこさに「久しぶりにキレちゃおうかな」と苛立ったり、劇場版『温泉わくわく大決戦』では巨体の忍を引っ張るほどの怪力を発揮したこともある。
しんのすけと知り合ったきっかけは、目のごみを取ってあげたことから。その恋心はひろし・みさえも承知しており、しんのすけに家事などのやる気を出させる時に利用することがある。その美貌はしんのすけだけでなく、ひろしやロベルトと言った他の男性にも好意を寄せられたことがあるほど。一方、しんのすけに恋心を抱く酢乙女あいからは一方的にライバル視され、フェンシングでの勝負を挑まれたこともあった。
原作とアニメではキャラクターが異なる。原作では髪が茶髪でサバサバした性格であり、しんのすけを呼び捨てにすることが多い。その一方、アニメでは黒髪で容姿もかなり違っており、性格はおしとやかで、しんのすけを一貫して「しんちゃん」と呼んでいる。しんのすけからは「ななこおねいさん」と呼ばれているが、夢や妄想の中では「ななこ」と呼び捨てにしている。
お仲間総選挙では、3位を獲得し出演した。
大原 四十郎（おおはら しじゅうろう）
声 - 塚田正昭（第236話Cパート）（1997年7月4日）→麦人（第273話Cパート - ）（1998年5月15日 - ）
ななこの父。主人公の豪快な生き方を描く「豪快」シリーズ小説を25年にわたり執筆し続けるベストセラー作家。
家族思いではあるが極度の心配性で、とりわけ娘のななこに対しては少しでも心配になると、原稿の締切が迫っていようと会いに行くほど溺愛している。彼女が遠出する際も必ず同行しているが、ななこ本人からは迷惑がられている。また、ななこと親密なしんのすけに対してはかなりの敵愾心を燃やしており、彼から「お義父様」呼ばわりされることを極端に嫌っている。しかし、ななこのことになると息の合ったコンビネーションを見せることもある。
毎年恒例の伝統行事である「大原家の餅つき」を楽しみにしているため、原稿の締め切りが2日も過ぎていながらも鈴木の妨害をあしらいつつ行い、その際に ななこに良い所を見せようと「秘打！白鳥の沼」を披露するが、肝心のななこはしんのすけと会話をして見ておらず 忍だけが呆れながら見ており、その後 再び杵を持ち上げようとした際にギックリ腰になってしまい、結局餅つきを楽しめずに号泣していた。
アニメでの初登場時は容姿が大きく異なっていた。
大原夫人
声 - 巴菁子
ななこの母で、四十郎の妻。下の名前は不明。ななことは似ても似つかない肥満体型。原作では20巻、アニメでは「ななこおねいさんを看病するゾ」（1998年5月15日放送）・「ななこおねいさんのお父さんだゾ」（1998年5月22日放送）・「ななこお父さんと再会だゾ」（1999年1月15日放送）に登場。娘と同じく心配性の夫に呆れており、「こんな人がよく豪快サラリーマンなんて書けるわね」とコメントしている。しんのすけをはじめとした野原一家の面々とは一度も会っていない。
神田鳥 忍（かんだどり しのぶ）
声 - 大塚みずえ（旧芸名：大塚瑞恵、大塚海月）
ななこの親友で同じ大学に通っており、女子プロレス同好会在籍。強靱な筋肉を持つ大柄な女性。
しんのすけがななこと一緒に遊びに行く際には必ず同行しており、ななことの妄想に浸って有頂天になっているしんのすけを現実に引き戻し、時にはしんのすけを絶望させてしまうことがある。加えて、しんのすけを困惑させるほどのマイペースぶりを発揮することもあり、そのため彼は忍を若干敬遠している節があるが、時には意気投合して一緒に遊ぶなど、決して仲は悪くない。また、ななこから自分以外の男を遠ざけるための盾代わりとしてしんのすけに利用されることもある。
毎年「町内の餅つき大会」に参加しており、大原家の毎年恒例の伝統行事の「餅つき」の時にはプロレスラーの衣装を着ながら 餅つきを行い、しんのすけからも その腕の良さを褒められていた。腰を痛めてしまった「四十郎」の代わりに「餅をつく」「餅を捏ねる」を1人2役で こなし続けるという活躍を見せ、しんのすけ＆ななこも「すごい！」と褒めていた。
原作ではオマタと恋に落ち、その後自分がモロダシ共和国の王子であることを明かしたオマタから求婚されたが、プロレスラーになる夢を捨てきれず結婚を断念した。なお、父であり国王のオオマタはオマタの結婚に反対していたが、忍を一目見て気に入り結婚を認めた。
鈴木 けんすけ（すずき けんすけ）
声 - 成田剣、東龍一（代役：第642話Aパート）（2008年8月29日）
四十郎の担当編集者。32歳。出版社フタバ出版（アニメではミツバ出版）に勤務。しんのすけには「変態さん」と言い間違えられる。原作41巻・アニメ「オラをスキーに連れてってだゾ」（2006年1月27日放送）にて初登場。
元テニスインストラクターで、散らかったテニスボールを箱に戻す癖がある。好物は生ガキで、趣味はホームパーティー。しかし、四十郎が原稿を落としたせいで中止になったり、四十郎の元に来るために中断したりもしている。アニメでは四十郎の親バカに巻き込まれて愚痴を言うことが多く、原稿が遅れていることに対して怒りを見せるシーンも増えている。家族は妻と子供2人がいる。
大原家の毎年恒例の伝統行事の「餅つき」の時も、大好きなホームパーティーを中断してまで2日も締切日を過ぎている四十郎に原稿を大急ぎで完成させるために大原家へ慌てて来るが、餅つきを楽しみにしていた四十郎が、投げてバラまいた1000ピースジグソーパズルを見て、やる気満々になって意外と早く完成させてしまうという一面がある。
モデルとなった人物は、原作者臼井担当の元編集者で、新クレヨンしんちゃんの立ち上げにも携わった鈴木健介。2020年現在、双葉社ライツ事業部部長兼クレヨンしんちゃん編集室編集室長を務めている。

#### 埼玉紅さそり隊
1980年代のようなレトロなスケバングループ（3人なのでトリオ）で女子高生。原作では4巻、アニメでは「スケバンと対決だゾ」（1993年9月6日放送）から登場。この3人は、女子校に通っている。当初は、しんのすけから『玉さすり隊』と間違えて呼ばれる事が多かった。
決めポーズと掛け声には同じ高校の生徒達、遊んでる子供達、凶暴な野良犬、大人しい犬、ハト」ですら呆れていたが、竜子だけは「みんなビビッてるぜ」と最後まで勘違いしたままだった頃もあった。決めポーズを変える事もある。
ふかづめ 竜子（ふかづめ りゅうこ）
声 - 伊倉一恵、高乃麗（代役：第843話Aパート）（2014年10月31日）
埼玉紅さそり隊のリーダーである高校3年生。本名は桶川 竜子（おけがわ りゅうこ）。埼玉県桶川市に由来。髪は茶髪で、3人の中で唯一ロンタイではなく、短めのスカートを着用している。スケバンをやっている一方、家は厳しいらしく母親（声 - 達依久子）を「お母様」と呼んでおり、アニメ版では自身の部屋も非常に女の子らしい物にしており、ぬいぐるみには名前を着けている 。また、猫が好きな所もある。また、ロールケーキが好物。
実はコンタクトレンズを着けている。また、いい加減な事は嫌いな性格の持ち主でもある。また、原作では『躍動（やくどう）』と『挫折（ざせつ）』という漢字を知らなかった。また、「紅さそり隊のテーマ曲」と、 クリスマスソングを作詞・作曲しているが、本人だけが「しみるなァ いい歌だぜ」と言って満足しているだけで お銀とマリーからの評価は最悪。なお、意外と女子力は高く料理も出来るが、自分の弁当は「漬け物」ばかりが多い。
お銀とマリー共々しんのすけから「お笑い芸人」扱いされ、その観点で「師匠」呼ばわりされている。事実大阪もとよし軍団とのお笑い勝負でお銀、マリー、しんのすけとステージに立った際には会場の観客を爆笑させていた。基本的に「あたいらはお笑い芸人じゃねぇ」と否定しているが、話の流れでそれを認める言動を取ることもある。しんのすけが剣道を始めた時、しんのすけが武蔵野剣太を師匠と言ったことについて、「しんのすけの師匠は自分だ」と言い、道場に押し掛けたこともあったが、逆に剣太に惚れてしまう。しんのすけが言いふらしたせいでみさえや幼稚園の友達からもお笑い芸人だと思われている。しんのすけを突き放した言動を取るものの、しんのすけのペースに巻き込まれ最終的には絡むこととなる展開が多い。女子高生ながら携帯電話（自身の機械オンチが原因）を嫌い、ルーズソックスも嫌っていたが、第658話Aパート『師匠のさがし物だゾ』の（2009年2月20日放送）ではメンバーに内緒で変わった色の携帯電話を購入しており、ストラップを大量につけており、ルーズソックスに対する考えも改めている。
影響されやすい性格でもあり、熱血不良漫画「どこでもヤンキース」にハマって紅さそり隊のメンバーを「もっと増やす！」と宣言した事があるが、最終的には「やっぱり3人で活動する」事になった。
また女の子らしい一面も多く家では密かにセーラームーンのコスプレをしたり、ウサギやイチゴ、クマ柄のパンツ、セーラームーンのパンツを穿いている。男子高校生の鞄が当たった老婆を助ける、決闘を申し込んだ女子高生の母親が交通事故に遭い、アルバイトをしてお見舞い金を贈る（アニメ版では、決闘を最初に提案したのが竜子だが、怪我をした猫のタマを助けるために金を集めた）、母親と喧嘩し不良になろうとした風間を密かに諭すなど情に厚い一面もある。紅さそり隊では恋愛禁止であるが、彼女自身ひろしに好意を寄せ、お銀とマリーにバレてしまい罰を受けることになった。剣太に好意を寄せたこともあり、お銀とマリーからは「リーダーの悪いクセ」と惚れっぽいことを指摘されている。一時的ではあるが四十肩のお京に負けて、埼玉紅さそり隊を解散したことがある。また、女子高生から告白されてラブレターをもらったこともある。シナリオによっては歌唱力に定評があるという設定だったり、音痴という設定だったりする。
しんのすけのことは基本的に「ジャガイモ小僧」と呼ぶが、みさえの前では「しんのすけ君」と名前で呼んでいる。しかし話によっては、みさえがいなくても普通に「しんのすけ」と呼ぶ事もある。
初期の頃は、しんのすけの素行に業を煮やし、初対面のみさえに文句を言おうとしたが、しんのすけに怒る様子があまりにも怖かったので、あっさり引き下がった。
お仲間総選挙では、8位を獲得し出演した。
魚の目 お銀（うおのめ おぎん）
声 - 中沢みどり（第65話Bパート）（1992年9月6日）→星野千寿子（第83話Aパート - ）（1994年1月31日 - ）
埼玉紅さそり隊隊員の高校3年生。髪はオレンジ色で、×印のマスクとロンタイがトレードマーク。やせ気味で長身。
可愛い唇をしていて不良に似合わないため、マスクを着用している 。母親との2人暮らしであり、42巻では母親が病気で入院し、治療費を稼ぐために白ヘビ宅急便でアルバイトをしていた。そのため、紅さそり隊の集会にはたびたび遅れていたが、その後母親は退院し元気になった。竜子と違いしんのすけの言動にも積極的に対応し、仲は良い模様。
なお、お銀とマリーは 当初は『紅さそり隊』の名前を改名したいと思っていた事もあり、決めポーズや掛け声を恥ずかしがっていた事もあったが、話が進むにつれて 堂々と決めポーズと掛け声を言うようになり、すっかり馴染んでいる。また、お銀とマリーは ルーズソックスを愛用していた事もある。
しんのすけからは「お銀さん」、「お銀姉さん」と呼ばれる事がある。
ふきでもの マリー
声 - むたあきこ
埼玉紅さそり隊隊員の高校3年生。眉を薄くしており、お銀と同じくロンタイを着用しているが、体形は対照的に太め。お銀の母親が入院していた時には、2人の気持ちを知っていて困った時期もあるが、とても友人思いな少女である。お銀同様、しんのすけとの関係は比較的良好。
アニメ版では、3人の中で唯一 花粉症でもある。
容姿は不明だが「親戚の叔父さん」がおり、紅さそり隊3人の「高校生の自分達の青春の1ページの写真」を撮影する為に 姪のマリーがカメラを借りた事がある 。
しんのすけからは「マリーさん」、「マリー姉さん」と呼ばれる事がある。
以上の3人は移動用に90 ccのスクーターを所有している。また3人とも高校3年生であるが、「嵐を呼ぶ モーレツ!オトナ帝国の逆襲」では3人とも懐かしい匂いに取り憑かれ、大人たちに混じって公園のブランコで遊んでおり、オート三輪の列が春日部に来たシーンでもそれに乗り込み20世紀博へ向かっている。
四十肩のお京（しじゅうかたのおきょう）
声 - 松井菜桜子、橘U子（代役：第693話Aパート）（2010年2月5日）
埼玉紅さそり隊のリーダーの座を奪いに来た女子校生。ルーズソックスを履いている。通り名のように本当に四十肩で、肩から上が半分しか上がらない。一見真面目な人物だが、実際には鶏や鳩の真似をしたり、イチゴ柄とトマト柄のパンツを愛用したり、時代遅れの歌詞を用いた埼玉紅さそり隊のテーマソングを作って歌ったり など、根は子どもっぽく、それを見ていたお銀やマリーからは軽蔑されていた。
リーダーの座を巡って竜子と対決し、偶然勝利して埼玉紅さそり隊の新リーダーに着任。しかし、他の不良グループに果たし状を出した際にその翌日に夕食後の食べ過ぎによる下痢で参加できず、結局は竜子やしんのすけに助けられる始末となった。

#### その他の不良グループ
庄和町（しょうわまち）黒とかげ団
声 ‐ 不明
原作16巻、アニメ『決闘！紅さそり隊だゾ』に登場。
4人のスケバン集団で、学校名、本名は共に不明の4人組。紅さそり隊とは元々から対立関係であり、紅さそり隊に果たし状を送る。「春日部 森林公園」(※アニメでは「春我部 森林公園」)で紅さそり隊と 果たし合いをする予定だったが、しんのすけ達が幼稚園の野外保育で遊びに来た事で中断となり、竜子とリーダーは逃げるが 見つかってしまい、 お銀とマリー、黒とがげ団の子分達がすっかり意気投合して仲良く遊んでしまい、迷子になったネネ、マサオ、しんのすけを探してあげた事で、決闘は 後日に延期した。黒とかげ団のリーダーも子分達も、子供達に優しくて笑顔も見せていた為に、根は良い性格のメンバー達の集まりの模様。
アニメ版では、竜子とリーダーの行動の立場が入れ替わっている場面もある。
かすかべ東 厚底ブーツ軍団
『原作27巻（104ページ）』に登場。隣町の 15人の厚底ブーツを履いた不良ギャルグループ。マリーとお銀によれば、その強さは半端なものではない模様。四十肩のお京に果たし状を送られた事で新・埼玉紅さそり隊と戦おうとした。お銀とマリーに対して挑発的な態度や馬鹿にする様子も見せており、性格と口調が共に悪い。しかししんのすけの三輪車に着いていた「パトカー型ベル」のサイレン音を本物のパトカーの音と勘違いして逃げた為、警察だけは かなり恐れている軍団でもある。
作中の不良グループの登場人物としては、メンバー全員が厚底ブーツを履いた足しか描かれておらず 顔の容姿と服装が 完全に不明という、珍しい存在となっているのも特徴。
武里（たけさと）チェリーボーイズ
『原作36巻』に登場。本作では珍しい男の不良グループ。本名不明の4人組。紅さそり隊の花見で、リーダーが大声でカラオケしており、竜子に 自分の歌にケチをつけて邪魔された事と、しんのすけの言い間違いの謝罪にも腹を立てる。竜子と乱闘になりそうになるが、そばで食べ物が喉に詰まったおばあちゃんを共に協力して助けた事で和解して、共に花見を楽しむ。根は良い性格のグループの模様。
コラテラル学園 黒とかげ団
原作42巻に登場。上記の庄和町黒とかげ団とは完全に無関係の他人。
リーダー兼ボスの『お京』は、厚化粧にモジャモジャロングヘアーが特徴の、黒セーラー服を着た 空手の有段者。本名不明の3人の子分を従えている。紅さそり隊の事を前々から知っており、紅さそり隊を潰す為に、手始めにマリーを袋叩きにして 竜子の怒りを わざと買わせた。今まで戦って倒して来た他の不良達を自分達の傘下にしており、紅さそり隊も傘下にしようと竜子を「袋ネズミの森」に誘う。空手を喧嘩に使う筋金入りの外道な性格の、真の不良。紅さそり隊の友情を「しょぼい友情劇」と馬鹿にして挑発もする。しかし、あと一歩で竜子に勝てそうな所で しんのすけに邪魔されて竜子に強力な頭突きを当てられて鼻血を出す。実は血を見るのが怖いという子供っぽい一面もあり、大泣きしながら逃げてしまった。
なお、リーダーの「お京」は、「四十肩のお京」とは別人で 無関係。
ピスタチオ高校の女番長と子分達
『原作42巻』に登場。女番長『キューティクルのユミ』は、ショートヘアーの美少女で、本名不明の子分2人を従えている。チーム名は不明。上記の「コラテラル学園 黒とかげ団」のお京に敗北した事で 黒とかげ団の傘下にされてしまう。しんのすけと 紅さそり隊との関わりは無い。
長瀞川下り団
秩父地方の長瀞から船に乗って川を下ってくる、地味でダサくて真面目でドン臭いド田舎の不良グループトリオ。リーダーの『川下理 船子』（声 - 永澤菜教）をはじめ、団員2人（声 - 佐藤ゆうこ、足立友）の「長瀞から〜、漕いで来たよ〜」「ローエンドロー、ローエンドロー」という掛け声とともに、川だけでなくアスファルトの上も船を漕いで移動する。紅さそり隊に勝負を挑んだことがある。
KSB48
『三原山 ジュン子』（声 - くじら）をリーダーとする不良グループで、エコをモットーとしている。春日部最強のレディースと言われており、グループの規模も大きく、竜子もその名を聞かされた際には驚き、ジュン子と電話越しで話す際には恐縮していたほど。
コンビニで屯していたところ、終電を逃して帰れなくなったひろしを迎えに行く途中のみさえ、しんのすけと遭遇。その際「エコを気にしているならスクーターから自転車に変えてはどうか」とみさえに提案されたことに感銘を受けて仲良くなり、その後は携帯の番号まで交換している様子。紅さそり隊と大阪もとよし軍団の勝負の際、しんのすけに呼び出されたが、札幌で開催される「レディースエコサミット」に向かっている途中だったため来られなかった。
おランチアート隊
『ルネッサンスランチの桃子』（声 - 桑谷夏子）をリーダーとする不良グループ。リーダーに加えて構成員が2人（『動物ランチの真希』〈声 - 青山桐子〉、『ガーデニングランチの美樹』〈声 - 新井里美〉）の3人組であることや通り名がついていること、さらには名乗り方までが紅さそり隊と共通している。その名の通りお弁当のデコレーションにこだわりがあるようで、一人一人がお弁当を本当のアートのように再現できるという特技を持っている。埼玉紅さそり隊の事を始めから知っており、その紅さそり隊からシマを奪うべく来訪し、その時に紅さそり隊のお弁当を馬鹿にした上でシマを賭けてランチ対決を申し込むが、結果的には引き分けに終わる。それでも審判にしたしんのすけ達の行動もあって 竜子から「お弁当は皆で食べた方が美味しい」と諭され、それに納得した事で和解して、再戦の約束を交わした。
太賀虎子
声 - ささきのぞみ
スケバングループ青ムカデ隊の元メンバー。現在は警察官を務めている。竜子が警察官を目指すきっかけになった人物。
横浜中華隊
『肉まんの雅代』（声 - 水野まりえ）、『あんまんの光子』（声 - 花藤蓮）、『ピザまんの睦美』（声 - 池田果奈子）からなる横浜の不良グループ。
オシャレ番長
『ぐちょぱ』（声 - Lynn）、『あきぽよ』（声 - 島袋美由利）、『ねこるん』（声 - 長縄まりあ）からなる、東京で活躍する大人気モデルグループ。ファッションセンスに長けていることからその名がついた。竜子はケンカの強い不良だと勘違いしていた。
沖縄ハイサイジャンプ
『貧乏ゆすりのイリオモテヤマネコ』（声 - 儀武ゆう子）、『歯ぎしりのハブ』（声 - 下地紫野）、『舌打ちのマングース』（声 - 紡木吏佐）からなる、沖縄の不良グループ。
茨城霞ヶ浦ビッグフィッシュ隊+ナンシー（留学生）
『アケミ』（声 - 渕崎ゆり子）、『レイコ』（声 - 松田利冴）、『ナオミ』（声 - 杉本ゆう）、『ナンシー』 （声 - 須藤沙織）からなる不良グループ。期末テストの前日に水切りで勝負したため、ナンシー以外は、勉強しとけばよかったと後悔していた。

#### 不良グループには含まれないグループ
かすかべスーパールーズエンジェルス 
声 ‐ 不明
（第259話Bパート）『紅さそり隊VSルーズソックス隊だゾ』（1998年1月9日放送）
原作では「19巻」で初登場した、不良グループでは無いルーズソックス愛好家のトリオ。『シャネルのヨーコ』（声 ‐ ）、『グッチゆうこ』（声 ‐ ）、『エルメスのミカ』（声 ‐ ）のセーラー服のギャルの仲良しトリオ。
紅さそり隊の事は全然知らなかった。チーム名が華やかな為に お銀とマリー、しんのすけから拍手された。竜子が「ルーズソックス履いてるヤツは腑抜けヤローだ！！」という発言を偶然聞いた事により、ルーズソックスを愛する者として聞き捨てならない為に「さっきの言葉取り消してよ!」と頼むが 竜子が断ったので 紅さそり隊と翌日に決闘する事になる。しかし当日にヨーコの母が交通事故に遭ったので病院に行かないといけなくなり中止になる。事情を聞いた 竜子達は、しんのすけが園長にプール掃除のアルバイトを任された時に園長に頼んで共にプール掃除のバイトをさせてもらい、その時に稼いだバイト代をヨーコに「お見舞い」として渡し、ルーズソックスの事とスーパールーズエンジェルスの事を「腑抜け」呼びした事を謝罪した事で和解した。
アニメ版では、制服姿が 青色のブレザーと水色のネクタイに変更されており、ヨーコの母親と妹は未登場で、家族構成は不明だった。アニメ版では 3人が「20匹以上の野良猫」を保護して面倒を見ており、その内の1匹の白猫の『タマ』が交通事故に遭った。自分達だけではエサ代だけで手一杯だから動物病院にも連れて行けないと困っていた為勝負は中止となる。事情を知った竜子達の元へ園長が来て、この時のバイト代をヨーコに渡して原作と同様に謝罪した事で和解した。「田抜動物病院」でタマを治療してもらった。
埼玉紅ショウガ隊
（第914話Cパート） 『紅さそり隊に入りたいゾ』（2016年11月25日放送）
『ペンだこ涼子(りょうこ)』(声 ‐鉄炮塚葉子 )、『シャーペン回しの お金(おきん)』(声 ‐ 吉田小百合 )、『七色マーカーのサリー』(声 ‐ 花藤蓮)の青のセーラー服の女子中学生トリオ。学園名、本名は共に不明。
草に隠れながら移動して 紅さそり隊の前に現れた。5日前に不良男子生徒トリオ(声‐高校生A 横田成吾、高校生B 荘司勝也、高校生C 不明) にナンパされていた所を 紅さそり隊に助けられた事で、女子中学生3人は埼玉紅ショウガ隊を結成して、紅さそり隊を「姐さん（ねえさん）」と呼んで子分になりたくて来た。しかしお銀とマリーからは「中学生と つるむのはあんまカッコイイ物じゃない」とのことで、竜子からも弟子入りを断られてしまう。一度はマリーに脅されて逃げるが、弟子入りを諦められずに尾行を続け、紅さそり隊に勝負を挑む。しんのすけにより「師匠（竜子）の事」のクイズになる。3人は「子分になるために竜子の事を 5日前に助けられた日から観察していた」ので、今朝の竜子の朝食や、昨日竜子が部屋で着ていた服も知っていた。しかし、クイズの最終問題の「1週間前に竜子がサトーココノカドーで何をしていた？」という問題には答えられず、その答えを聞いた紅ショウガ隊は ドン引きしながら呆れて後退りで帰ってしまい、しんのすけ、お銀とマリーまで呆れてしまう。
埼玉ビューティーカラーズ
『押尾希世（おしおきよ）』（声 - 佐倉綾音）、『武蔵登美代（むさしとみよ）』（声 - 大地葉）、『白子鳩子（しらいはとこ）』（声 - 小原好美）からなる、ご当地ヒーロー。埼玉紅さそり隊から「ご当地グルメとくっつけたら」と提案をされ、押尾希世は、『パリッと悪を叩き割るせんべい戦士押尾希世』、武蔵登美代は、『コシの強さは百人引きうどん戦士武蔵登美代』白子鳩子は、『繊維細かくやわらかいネギネギ戦士白子鳩子』となった。
埼玉 盛りギャルズ
（第1277話Bパート）『紅さそり隊をかっこよく撮るゾ』（2025年3月29日放送）
『ツルりん』（声 ‐ 喜多村英梨）、『パチりん』（声 ‐ 赤崎千夏）、『ニャンコりん』（声 ‐ 渡部優衣）の、本名不明の仲良し女子高生トリオ。不良グループでは無く、スマホでの自撮りが大好きで 撮影した写真を アプリを使って加工して、それをSNSに投稿して「いいね！」をもらう事を好む。なお、「ギャルズ」を自称するが 実際はノーメイクの普通の女子高生な外見であり、自分の自撮り写真を アプリで盛って加工する フェイク写真を撮る。3人ともハイテンションで明るい性格。
紅さそり隊が本拠地にしている河川敷を、「いつも自分達が自撮りを楽しんでいるホームグラウンド」にしている。また、紅さそり隊の事を 全然知らなかったので、紅さそり隊を見て「昔の不良グループのコスプレ」と勘違いしていた。紅さそり隊としんのすけ、むさえの写真もアプリで可愛く盛った事で 紅さそり隊とは早く仲良くなる。しかし3人は「写真は盛らなきゃ駄目」「リアルをそのまんま見せてもつまんない」という事をモットーにしている為、反対に「写真は真実を映し出すもの」「アプリで盛った写真なんてフェイク」と怒ったむさえに勝負を挑まれる事になる。紅さそり隊が盛りギャルズとむさえの どちらが撮影した写真が良いかを判定する事になり、最終的に盛りギャルズの写真が 可愛く盛られていた為に 紅さそり隊に選ばれた。しかしその後、マリーが自分の叔父に借りたカメラの写真を確認すると、むさえが偶然撮影した紅さそり隊の写真が見事に撮影されていた為に 最終的に盛りギャルズもむさえの写真に感心した。

#### 埼玉紅さそり隊が通う女子高校の人たち
原作では「アクション女子高校」、アニメ版では「六束（むたば）女子学園高校」。
楽句院 蝶子（がっくいん ちょうこ）
声 - 新井里美
『女子校の学園祭にいくゾ』に登場。竜子ら紅さそり隊のクラス学級委員で、レンズの透けた眼鏡を掛けている 三つ編みツインテールの女子生徒。竜子とは幼馴染で、子供の頃から泣き虫という面がある。竜子からフルネームや苗字で呼ばれている。
学校では、常に敬語を使って話す。紅さそり隊の事は「竜子さん」「お銀さん」「マリーさん」と呼ぶが、幼馴染の竜子の事は「竜子ちゃん」とも呼ぶ。クラスの決まり事、風紀には厳しい性格でもあり、眼鏡のレンズを眩しく光らせる事が多いのも特徴。自分のクラスの学園祭のメイド喫茶『ロッテン マイヤー』にも協力的に仕切る。しかし冷やかし客として来た「他校の不良男子生徒トリオ」に勇気を出して注意しに向かうが、からかわれて泣きそうになり、結果的に 紅さそり隊としんのすけに助けられた。不良男子生徒トリオをかっこよく追い出す所を 他の生徒達やお客達に見られた事で竜子がすっかりモテモテの人気者になったのを見て、メイド喫茶をスケバン喫茶に変える事を決め、同時に1歩進めてひっくり返して考えて、最終的に『番長喫茶 おとといきやがれ!!』に変える事にした。紅さそり隊は学ランを着る事になり、生徒達やお客達からは大歓声を上げられて、喫茶は満員になり大忙しになった。
紅さそり隊の入隊希望者の後輩達
声 ‐ 不明
『原作11巻（55～57ページ）』、アニメ『紅さそり隊の師匠だゾ』に登場。
紅さそり隊の学校の後輩である、本名と学年は不明の ショートヘアーの女子コンビ。紅さそり隊に入りたくて突然現れた。以前から紅さそり隊に憧れており、紅さそり隊を「かっこいい」と評価していて、竜子達に特別に入隊を許可された。
しかし、竜子が自分の部屋で 紅さそり隊のリーダーとしての疲れた心を癒す為に「セーラームーンのコスプレ」をしていた所を しんのすけに見られてしまい、口止め料の替わりの条件に翌日に「しんのすけを 1日リーダーにする」約束をのんで仕方なく「1日子分」となって しんのすけの命令に従うのを見て「ダッセー やってらんねえや」と 帰ってしまい、1日で紅さそり隊を辞めてしまった。
アニメ版では、2人ともルーズソックスを履いており、1人は「茶髪で肌の色が濃い」、もう1人は「青髪」になり、お銀とマリーに「紅さそり隊の掟3ヶ条」を教わる。怒りながらしんのすけを追いかける竜子に呆れる様子も見せた。その後は 原作同様にわずか1日で竜子に見切りをつけて2人とも去っていく。
担任
声 ‐ 不明
『原作6巻』と アニメ『女子校で遊ぶゾ』に登場した、紅さそり隊のクラス「3年B組」の女性担任教師。教科担当、本名は共に不明。特徴のある髪型を持つスリムな体型の女性。美人なのでしんのすけに気に入られた。しんのすけが 竜子の事を「ママーー!!」と呼ぶので、顔を赤くして焦りながら「父親は誰なの!?」と 竜子の事を誤解してしまう。
理科の先生
声 ‐ 無し
『女子校で遊ぶゾ』に登場した、青いスーツを着た 中年男性の理科の教師。本名不明。紅さそり隊のクラスとは違うクラスの生徒達に「理科教室」で授業を行う。突然やって来たしんのすけに少し驚くが、会話は無かった。
保健の先生
声 ‐ 不明
『女子校で遊ぶゾ』に登場した、身長高めで 茶髪ロングヘアーの 眼鏡を掛けた女性の保健室の教師。本名不明。机で仕事中だった為に しんのすけとの会話は無かったが、保健室のベッドで遊んでから 保健室を出て行く しんのすけに気づいて「誰今の子?」とだけ言う。
担任
声 - 堀越真己
『女子校を見学するゾ』に登場した、紅さそり隊が通う高校の女性教師。茶髪ヘアーで 眼鏡を掛けている。体型は ぽっちゃり。教科担当は英語。本名は不明。上記の担任とは別人。にこやかで明るい優しい性格。生徒達共々しんのすけのペースに乗せられ、竜子の事を「師匠」といじった。紅さそり隊とは良好な関係であり、掃除をピカピカに きちんとしてから帰る 紅さそり隊の見事な掃除っぷりを「今日も気合 入ってるわね」と評価して褒めている。
体育教師
声 - 鶴田真希
『女子校を見学するゾ』に登場した紅さそり隊が通う高校の女性教師。茶髪ショートヘアーに ピンク色のジャージが特徴。本名不明。見学に来た「かすかべ防衛隊」にも優しく組体操をやらせてあげる。
なお、原作では担任が体育を教えている。
間地 佳代（まじ かよ）
声 - 山崎和佳奈
『マジな先生が来たゾ』に登場した紅さそり隊が通う高校の教育実習の大学生。竜子が「まじかよ」というと自分の名前を言われたと思って「はい！まじかよです！」と答えている。また、マリーが「ツイアゲッター」で上げた画像で紅さそり隊を追跡していた。

### みさえの友人
本田 ケイ子（ほんだ ケイこ）
声 - 高山みなみ
みさえと同郷の熊本県出身で、中学、高校時代の同級生。通称「おケイ」。旧姓「最上川」。結婚前は「PHOTOスタジオK」に勤める雑誌のカメラマンで、エミ（声 - 大谷育江）というアシスタントがいた。クールでキビキビした性格。
登場初期は独身だったが、後に悟史と結婚し、息子のひとしが誕生。しんのすけからは「高望みして婚期を逃し、年下の男を巧く騙して結婚した」などと言われている。結婚当初は些細なことで夫婦喧嘩をしては野原家に逃げ込み、みさえに泣きついていた。ケイ子の出産時にはしんのすけが一役買った。一軒家住まいだったが、原作では戸田市の高級マンション「メスライオンズマンション」に転居している。みさえの長電話の相手は基本ケイ子である。オートバイの運転免許を持っており、転倒事故を起こして足を骨折したことがある。脂っこい料理が好きで、ベジタリアンの悟史とトンポーローが原因で、喧嘩をして家出した事がある。アニメでは親戚の撫子が登場している。
本田 悟史（ほんだ さとし）
声 - 牧野良樹（現：永野椎菜）（第55話Cパート - ）（1993年6月21日 - ）→鈴木琢磨（第332話）→私市淳
ケイ子の夫。21〜22歳（ケイ子より7歳9か月年下）。愛称「トッシー」。イラストレーター。ケイ子との結婚披露宴でしんのすけのことを「かわいい子だね」と言ったが、ケイ子に「今『変わった』って言いそうになったでしょ」と指摘される。アニメ好きで、アクション仮面のビデオやフィギュアをたくさん持っている。ベジタリアンで、ケイ子が5時間かけて作ったトンポーローを「ギトギトの豚の脂身なんて体に悪い」と言って食べなかったことで家出された事がある。ケイ子曰く「普段おとなしいくせにいざとなると頑固で意固地」で、「どっか、しんのすけに似てる」という。
本田 ひとし（ほんだ ひとし）
声 - 天野由梨→南央美、水田わさび（代役）
本田夫妻の息子。愛称「ひと君」。輪郭は野原兄妹と同一。アニメではまだ0歳の赤ちゃんだが、原作では成長して少し喋るようになり、スイミングスクールに通っている。アニメでは、おケイがひまわりのことを「ひまわりお姉ちゃん」と言っていて、ひまわりよりは年下。ひまわりと同じくまだ喋れないが、「ウー」という声でコミュニケーションがとれる。ばら組のひとしとは別人。
最上川 ふみえ（もがみがわ ふみえ）
声 - 小桜エツ子（現：小桜エツコ）
ケイ子の姪（ケイ子の兄の娘）で、ひとしの従姉。小学5年生。捻くれた性格で、しんのすけに対してつっけんどんな態度を取る。彼と初めて会ったときには「お姉様」と呼ばせ服従させたが、近所の散歩の際はしんのすけの普段の行動に対しあちこちで頭を下げるはめになった。「嫌いなものを聞かれること」を嫌い、1番嫌いなことは「桜ミミ子に似ていると言われること」だが、ふみえとミミ子は外見から声に至るまで酷似しており、担当声優も同一である。恋愛ドラマが好きで、しんのすけの子守りのために野原家を訪れた際には、彼のことをそっちのけで恋愛ドラマの再放送を見ていた。しんのすけには頬にキスをされた事がある。理科のテストでは30点をとるなど、あまり成績はよくない。ふたば幼稚園で人形劇を演じたこともある。Amazonプライムビデオで配信されている『お・お・お・のしんのすけ』では「桜ふみえ」という名前で、設定も番外編ゆえに大幅に変更されているが再登場した。
白井好子（しらい よしこ）
声 - 水谷優子
みさえの旧友で漫画家。屋内外問わず常にベレー帽を着用している。アクション仮面やカンタム・ロボなどのコレクターでもあり、しんのすけにまで指摘されるほどの生粋のオタク。アシスタントが病気でダウンした際、みさえにバイト代と高級料理を報酬に手伝わせたが、しんのすけの落書きで台無しになる。しかし自身はそれを怒りもせず、落書きをセンスがあると絶賛するなど、しんのすけに対して広い寛容と共感を示す。なお、このときの「高級料理」は、「バタフ社新人賞授賞式」のパーティであった。その後、みさえとしんのすけを同人誌即売イベントに連れ出し、同人誌やコスプレの魅力を伝える。

### ひろしの友人
つっちゃん
ひろしの中学時代の同級生。本名は不明。髭を生やしている。ひろしの事を「ひろす」と呼んでいる。
パイ毛マン
ひろしの中学時代の同級生。本名は不明。太った体格をしており、中学時代は坊主頭だったが、現在は天然パーマになっている。ひろしの事を「ひろす」と呼んでいる。
十和田湖（とわだ うみ）
ひろしの中学・高校時代の同級生。中学3年の時にひろしに告白されるが、「来年は受験がある」という理由で振った。その後は別の男性と結婚して2人の子供（長男・しょうたと長女・しずか）を儲けるが、3年前に夫の借金と浮気が判明して離婚。現在は子供達と3人で暮らしており、スーパーで働いている。ひろしを振ったが、実際はひろしに好意を抱いており、告白された時は「嬉しかった」と述べており、同窓会ではひろしと会話が弾んでいた。なお、銀の介やつるは彼女や子供達と面識がある。しんのすけはしょうたとしずかとその友人のけんじと友達になっている。

#### その他の知り合い
ヨダ
声 - 永井一郎（第632話 - 第795話）（2008年6月6日 - 2013年2月15日）
野原一家（主にひろし）がたびたび訪れる居酒屋「やきとりデスペラード」の店主。ヨダという苗字はアニメのみの設定で、原作では本名不明。野原一家や常連客からは「マスター」と呼ばれている。焼き鳥作りの腕前は超一流だが、焼き鳥と店名が付いている割に様々な料理がメニューにあり、上尾から「ポリシーの無い店」と言われている。顔が『スター・ウォーズ』のヨーダにそっくりであり、しんのすけからは初対面時にヨーダと間違われた。
アニメではエンディングで各キャラクターの相談相手として登場しレギュラー化。その回に放送されたエピソードの後日談とされる事が多かった。
一流の料理人を目指して18歳で上京し、かつては高級ホテルのシェフとして働いていたが、天狗になって多くの飲食店を見下していた。しかし、ある時に偶然訪れた焼き鳥屋の焼き鳥を食したことから感動してホテルのシェフを辞め、すぐにそこの焼き鳥屋へ弟子入りし、そして自身の居酒屋を立ち上げたという。ボーちゃんと同じ審美眼を持っている節がある。
アニメでは劇場版「バカうまっ!B級グルメサバイバル!!」の宣伝の一環として2013年2月15日に放送されたミニコーナー「タレが命だゾ」が最後の登場となった。担当声優の永井は2014年に逝去しているが、原作では永井の逝去後も引き続き登場している。
キャラクターのモデルは、作者の臼井が生前通っていた春日部市内の居酒屋の店主。
2023年に行われた『おひさしブリブリProject』では第5位を獲得した。

## 双葉商事（アクション商事）
霞が関に本社を置く企業。ひろしが自宅最寄りの春日部駅から東武伊勢崎線（東武スカイツリーライン）から直通する東京メトロ日比谷線を利用し通勤している。映画『ヘンダーランドの大冒険』ではひろしの名刺に所在地が書かれており「東京都中央区日本橋猫町12番1号」（実在しない）となっていた。具体的な事業内容などは作中で語られていないが、大阪にも支店がある。なお、原作・アニメ共に開始当初は単に「会社」としか表記されなかった。その後、原作では「アクション商事」、アニメでは「双葉商事」と表記されたが、最終的には後者の名称に統一された。一部の社員の名前は、埼玉県内にある市に由来している。
川口（かわぐち）
声 - 中村大樹（第74話Cパート - 第1213話Cパート、映画：第11作、第14作、第21作、第22作、第24作、CG映画）（1993年11月15日 - 2023年12月23日）→増元拓也（第1255話Bパート - ）（2024年10月19日 - ）
春我部に越してきた双葉商事の社員でひろしの部下。24歳独身。埼玉県川口市に由来。しんのすけ曰く「老けて見える」。格闘技ファンでそれに関する雑誌も持っている。元々アニメオリジナルキャラクターだったが、後に原作にも逆輸入される形で登場した。
ひろしを「先輩」と呼び、ひろしの良き理解者でもある。ひろしが欲しがっているものを買ってきたりもするが、金銭感覚にだらしない面があり、時々給料日前の金欠状態のひろしから金を借りることもある。しんのすけからは当初、さん付けで呼ばれていたが、後にひろしの口癖の影響で「川口のやつ」と呼ばれている。
ピーマンを好きと言ったが本当は嫌いで、子供好きと言ったがしんのすけと遊んでみて「やっぱり子供を世話するのは苦手」とのこと。
恋愛面に関しては、ユミに恋をしているが進展は特になし。親は結婚しろと煩く、アニメ初期には野原夫妻が嫁の世話をしようとしてくれたが、紹介したまつざか先生との交際は、両者の勘違いが原因で自然破局。その後、夫妻が世話をしようとする様子も無く現在は女と無縁。
高校時代競技は不明だがインターハイで優勝したことがあり、優勝カップをスマホ入れとして活用している。
草加 ユミ（くさか ユミ）
声 - 三浦雅子
双葉商事の女性社員。埼玉県草加市に由来。少し天然ボケ。
入社前に死んだ「ゴンザレス（愛称：ゴン）」という幼い頃から飼っていたペットのゴリラがひろしと瓜二つであったため、ひろしに好意を抱いている。それが元でひろしに手紙とゴンザレスにプレゼントするはずだった手編みのベストを贈るが、後に失礼なことをしたと考え直した上、ひろしには既に家族（妊娠中のみさえとしんのすけ）がいるのに迷惑をかけたと心配になって野原家を訪問した際にこの事実を打ち明けた。ひろしは彼女と仲良くしている夢を見ていると必ず、現実でのしんのすけ（稀にみさえやひまわりも加わって）の行いのせいで散々な終わり方をしている。
朝霞 リエ（あさか リエ）
声 - 達依久子（第2話Cパート）→小島悠理（第8話Bパート - ）
双葉商事の女性社員。埼玉県朝霞市に由来。課内でのお茶汲みは積極的に行う。酔うと人に抱きつき、口から出まかせを言うなど酒癖が悪い。初期によく登場していた美人社員で、ひろしが鼻の下を伸ばしたり夢に登場したりした。
結婚退職するも相手の男性がマザコンであったことから3ヵ月で離婚する。その後、居酒屋ラ・セーヌで偶然にもみさえと喧嘩別れをしていたひろしと再会。酒癖の悪さが災いして、ひろしとみさえの仲を拗れさせてしまう。酔いが覚めた翌日、みさえから事情を聞かされ謝罪する。
野田 香織（のだ かおり）
声 - 桑島法子
双葉商事の元女性社員。送別会にてひろしに感謝の気持ちとして黄色のハンカチをプレゼントした。そこにお手紙（お礼状）が入っており、みさえに隠していたが、後にひまわりがイタズラで口紅で手紙にキスをしてしまい、ひろしは真っ二つに破って捨ててしまう。真っ二つに破られている片方の方を見て勘違いをみさえがしてしまい、ひろしはひどい目にあってしまった。
受付嬢
声 - 麻見順子
双葉商事の受付嬢。しんのすけとみさえが会議の書類を、届けに来た時に初登場。カウンターの下にチョコビ等のお菓子や雑誌のアクションレディースを沢山入れている。
課長
声 - 大塚芳忠
アニメのみ登場。双葉商事の課長。既婚。家のローンは30年。しんのすけが新居の中で騒動を引き起こしても「小さな豆台風くらいじゃこの家はビクともしない」と笑いながら許し、しんのすけと一緒に「アクション仮面の歌」を歌うなど非常に心の広くノリの良い性格。
都心から離れた新築の注文住宅に住んでおり、野原一家が新築祝いに商品券を持って訪れた。青い屋根の家で玄関は妻（声 - 高乃麗）の強い意向で吹き抜けになっている。思い切ってマンションを売って一戸建てにしたそうで、本人曰く「小さくても城を持ったって気分になる」。
部長
声 - 郷里大輔（第44話Cパート - 第672話Bパート、映画：第11作、第13作、第16作、第17作）（1993年3月29日 - 2009年7月17日）→大友龍三郎（第864話Aパート - 、映画：第23作 - ）（2015年6月12日 - ）
双葉商事の部長でひろしの上司。本名不明。
職務に対しては厳しい性格でひろしは部長の夢をよく見ては魘されている。その一方でみさえがひまわりを出産する前には業務命令と称してみさえを支えるための早退を促すなど、部下思いで人情に厚い面も持つ。酒癖が悪く泣き上戸。ひろしとは飲み仲間でもあり、しんのすけの悪戯気質にも深い理解を寄せている。
家族構成は原作では不明だが、第494話Cパートで妻がいることが、アニメ版第864話では小学生くらいの2人の息子がいることが判明。初期に登場した際は課長だったが、間もなく部長へ設定変更され、しんのすけ誕生前の過去のエピソードでは係長として登場したこともある。
映画『嵐を呼ぶ 栄光のヤキニクロード』では、社長と共にスウィートボーイズの裏工作で犯罪者に仕立て上げられたひろしを会社から懲戒解雇に追い込んだ事があった。
原作の番外編（刑事モノ）では刑事部長として登場。しんのすけ、ひろしと一緒に女子の着替えを覗きに行こうとする一面が垣間見られた。
専務
声 - 渡部猛
双葉商事の専務。「鬼の専務」と呼ばれるほど厳格な人物である。
アニメでは一人で会社の保養所に宿泊しに行ったところに偶然にも同じく保養所に宿泊する野原一家と偶然鉢合わせする。
社長
声 - 大山豊（第75話Bパート）（1993年11月22日）、宇垣秀成（映画：第11作）
双葉商事の社長。社長室にやって来たしんのすけと一緒にアクション仮面ごっこに楽しく付き合っていた。しんのすけ曰く「顔は怖いけど、とっても面白かった」。ひろしは息子が失礼な態度を取ったと思い嘆いたが、社長はしんのすけを大層気に入った様子。『新』8巻ではひろしの妄想の中に登場。
会長
声 - 西尾徳
双葉商事の会長。広尾駅のホームでしんのすけに落とした財布を拾って貰った事をきっかけにしんのすけを会社まで送った。
会長という設定はアニメのみで、原作では他社の経営者かつ双葉商事とのライバル関係にある。原作では財布を拾ってもらったお礼にしんのすけをヘリコプターで送るとライバル会社だと気付いた。アニメでは双葉商事会長でそのまま会議に参加した。

## またずれ荘の住人

### またずれ荘の住人と関係者
大屋 主代（おおや ぬしよ）
声 - 佳川紘子（第398話Bパート - 第436話）（2001年6月1日 - 2002年5月18日）→真山亜子（第915話Bパート - ）（2016年12月2日 - ）
アニメでは「大家 主代」（読みは同じ）。またずれ荘の大家（貸主）。訛り口調が特徴的で（「〜だに」「～チョ」など）、ガス爆発によって家を失った野原一家を一時的に入居させた。憂さ晴らしに部屋の抜き打ちチェックを行い住人いびりをしたり、雪かきを強制参加させたりなど意地悪な面があり住民たちからは嫌がられているが、原作ではペット持ち込み禁止のまたずれ荘にシロを連れてきたしんのすけを見逃したり（アニメではバレずに逃げ切った）、ひまわりと打ち解けて和気藹々と遊んだりする心優しい一面も見せている。アニメではすき焼きを野原一家やほかの住人たちと一緒に食べているシーンもある。子供嫌いを自称しているが、その理由は30年前に夫と3歳の娘を交通事故で亡くし、当時のことを思い出したくないからであった（アニメでは未亡人の設定はあるが、娘を失った過去は原作のみ）。趣味は入れ歯の形をしたパズルを高く積み上げる立体パズル「入れ歯タワー・中級者編」に挑戦すること（上階の野原家による振動でよく崩される）。元助産師で、原作では野原宅で産気づいたよしなが先生の助産を引き受け、その際によしなが先生を叱咤激励したり、共に頑張ったしんのすけを見直す一面もある。また、夫の遺産であるまたずれ荘をとても大切に思っており、原作で爆破された際には泣きながら生きていけないと嘆いていた。アニメではヒロポン本駄が201号室の壁を壊した濡れ衣を着せられて動揺している隙を突き、本駄から拳銃を奪い取っている（原作ではスーザンが奪い取った）。
四郎（よんろう）
声 - 桜井敏治、岡野友佑（代役：第1154話Cパート - 第1161話Cパート）
野原一家の隣人で、203号室（アニメでは201号室）の住人。外見はいわゆるステレオタイプのアキバ系オタクである。大学受験で三浪しており、4年目も名前の通り四浪になりそうだったが、無事に「東京カスカビアン産業大学」に合格した（「東大」と略して野原家に伝えたことで野原夫妻に東京大学と勘違いされ、出世した時のお礼を期待して手厚いもてなしを受けたが、真実が分かった途端手のひらを返され冷たい態度を取られた）。
引っ越してきたしんのすけといざこざを起こし部屋の壁に穴を開けてしまい、そこからしんのすけが乱入して勉強を邪魔される事がしばしばあったが、一方で野原一家との交流も深かった。なお、この穴はアニメでは野原家がまたずれ荘を去る際にみさえが大屋に修理費を渡していたが、原作ではオマタが崩壊したまたずれ荘を建て直す際にこの穴まで再現してしまい、残されている。かなり濃い顔であるが、オマタの結婚式でモロダシ共和国を訪れた際には現地の女性たちから「カッコいい」と好評だった。そのため日本国内ではいわゆる「ブサメン」の部類に入り、しんのすけ等からそれを指摘されることもあるが、自覚の有無はどちらとも取れ、自分の顔に対する自己評価で「時代が自分に追いついてないだけだ」と述べたり、俗に「美女と野獣」と呼ばれるような夫婦を見て「あの人だってあんな可愛い人と結ばれたんだから、自分だっていつか」という旨を述べた事もある。
アニメでは自動車の運転免許を持っているが、教習所以来一度も乗っておらず、野原家の車（オートマチック車）を急ブレーキでエンストさせてしまうなど、運転技術は極めて悪い。原作では「受験勉強で免許を取る暇がなかった」と言っている。
またずれ荘編終了後も度々登場しており、特に原作では背景役、モブキャラなどでも頻繁に登場している。
モーニング娘。（2001年当時のメンバー）では安倍なつみが好き。新潟県出身。1度だけ腹筋が割れるほど痩せたことがあった。理由は失恋してショックで泳ぎまくっていたから。変わりすぎて野原家には誰も気づかれなかった。水を飲んだだけで太る体質なのですぐに戻っていた。
『新11巻』から、八百長でちょくちょくバイトをしている。
現実世界での扱い
韓国で『クレヨンしんちゃん』を展開する大元メディアは、しんのすけ以外のキャラクターにも関心を持ってもらおうと、2022年から四郎を主体としたマーケティングを展開している。四郎は10～30代の女性を中心に人気が高く、人気の理由について、同社は四郎のキャラクター性に加え、教育に熱心な韓国の国民性を挙げている。韓国のクレジットカード会社・新韓カードが2023年に行った、『クレヨンしんちゃん』のデザインカードの人気投票においては2位にランクインしている。
にがりや 京助（にがりや きょうすけ）
声 - 石森達幸（第428話Bパート - 第574話Aパート）（2002年2月22日 - 2006年7月21日）
またずれ荘の定住者ではないが、張り込みのため205号室（アニメでは204号室）を借りたタウン警察署麻薬取り締まり課の刑事。汚田からは「京さん」と呼ばれている。身分を隠すため汚田とは親子関係で、汚田の思い付きで「顔が原因で妻に逃げられ、さらには腕を骨折した」という設定になってていた。離婚しておらず自宅には愛妻がいる（本人の弁では最近太り気味）。原作ではさらに「覗き趣味のある親子」と誤解される。原作では『まんがタウン』6月号(単行本第45巻)、アニメでは「知らない人にはついていかないゾ」（2006年7月21日放送）で汚田と共に再登場を果たした。その後、「花見で迷子だゾ」（2012年3月30日放送）では、背景のモブキャラとして汚田と再登場した。
汚田 急痔（おだ きゅうじ）
声 - 福山潤
にがりやと共にまたずれ荘に張り込むタウン警察署麻薬取り締まり課の若手刑事。身分を隠すためにがりやとは親子関係で、にがりやの思い付きで「カードの使い過ぎで自己破産し、一発ギャグ発作病（5分に一度一発ギャグを発してしまうにがりやが創作した架空の病気）を持つ息子」という設定にしていた。実は金の遣い方が上手く、レンタルビデオでも延長料金を取られないほど几帳面な性格である。
役津栗 優（やくづくり（アニメでは「やくつくり」） ゆう）
声 - 大本眞基子
役者志望の女性で201号室（アニメでは203号室）住人。普段から色々な役作りに徹しているため性格・容貌・服装がコロコロ変わる。素顔だとおとなしく内気だが、メイクをすることで性格を変幻自在に変えることが出来、脅威の変貌を遂げる。きれいなお姉さんに変化した時ひろしとしんのすけにいやらしい目で見られた。「劇団四毛」主宰者の演出家・しじみこう太を尊敬し、同劇団のオーディションをメイクをした姿で受けるも、しじみに「メイクをするな。本当の自分をさらけ出せ」と酷評される。そこでしんのすけに恥ずかしくならない心得を教わり（実際は「ケツだけ星人」や「コアラごっこ」など、しんのすけの持ち芸をやらされた）、内向的な性格は改善された。その甲斐あって素顔で受けた2度目のオーディションは上首尾に終わり、念願の劇団四毛入団を果たし、入団早々大役に抜擢される快挙を成し遂げる。原作第33巻・アニメ「さよなら優ちゃんだゾ」（2002年5月11日放送）で劇団の宿舎に引っ越し、またずれ荘を出た。また、「あっちこっちであつくるしいゾ」（2023年12月23日放送）では声無しで宣伝ポスターとして登場した。
運転免許は持っているが、教習所以来5年も運転しておらず、またずれ荘の住民（大屋、にがりや、汚田を除く）で海に行く際、ひろしと交代して運転するときはサングラスをかけた荒々しい風貌に変身し、ワゴン車をウイリーで運転した（その後はひろしと運転交代）。
スーザン小雪（スーザン こゆき）
声 - 杉田智和
ニューハーフの204号室住人で、ニューハーフ喫茶「男たちの挽歌」に勤務。本名は「玄武 岩男」（げんぶ いわお）。アニメには長らく登場せず野原家がまたずれ荘に住んでいた頃も原作でのスーザンの登場回は放送されずにいたが「グチりたい母ちゃんだゾ」（2022年12月10日放送）にてアニメ初登場した。
また、上記の通りアニメ版ではまたずれ荘編にスーザンが全く登場しないため、「グチりたい母ちゃんだゾ」でみさえと初対面ということになっている。また、原作と違い髪の毛の色が金髪となっている。また、アニメではまたずれ荘に住んでるかも不明であり、お店「男たちの挽歌」をやっている。
既婚者の妻子持ちである。国内シェアベスト3に入る下着会社「株式会社ゲンブ」元社長（現社長は息子の玄武 タツヤ）、グリーンベレー元隊員、交通法規を守る優良暴走族「16号の黒豹」初代総長と型破りな経歴の持ち主であるが、「過去は捨てた」として現在はニューハーフを生業としている。現在でも腕っぷしは強く、またずれ荘の住民を人質にとったヒロポン本駄から銃を取り上げたり、モロダシ共和国でオマタとしんのすけを拉致したテロリストグループのアジトにヘマタと共に銃を持って乗り込んでいくほどである。
野原一家がまたずれ荘を去ってからも度々登場し、南米から一時帰国した徳郎とまつざか先生を思いやって店を貸切にするなど、気の利く一面を見せている。

### 屈底一家
原作・アニメ共に登場するキャラクターだが、またずれ荘在住という設定はアニメのみ。原作では住人ではないが、便宜上ここに記す。
屈底 厚子（くつぞこ あつこ）
声 - 石川寛美
18歳のギャルママで、205号室住人。その名の通り常に厚底靴を履いており、娘のアツミにも履かせている。みさえの子供に対する躾に感銘を受けたことから（アニメでは娘・アツミを助けてもらったことから）、みさえを「先輩」と呼んで尊敬している。原作では笑った表情をみせない。口癖は「ていうか」。
極度のスピード狂で、自動車の運転はかなり荒く、同乗した者の気分を悪くさせてしまう。娘とともにかなり身体が柔らかく、完全に前屈ができる。鳥の目が怖いようで、実家ではインコを飼い始めたため帰るに帰れないようである。結婚前にはスナックでアルバイトをしており、お酌が上手く、ひろしからは気に入られている。新クレヨンしんちゃん7巻「Vol.133 ギャルママは卒業だゾ」では、厚底を卒業していた。
アニメではまたずれ荘の住人であるため、原作より頻繁に登場している。
屈底 アツミ（くつぞこ アツミ）
声 - 杉本沙織（第400話Cパート - 第1093話Cパート）（2001年6月15日 - 2021年8月14日）
アツシと厚子の長女。2歳にして金髪にしていたり、「イケテル」が口癖であったりと、この年で既にコギャル化している。ひまわりと仲がいい。自分の言うことを聞いてくれないと鼻糞をつけてくる癖があるが、一度だけ寸前で厚子に見咎められ、慌てて口にした事もあった。
屈底 アツシ（くつぞこ アツシ）
厚子の夫でトラック運転手。名前のみの登場で姿を見せることはないが、たまにフルーツなどの特産品をまたずれ荘の自宅に送るらしい。中濃ソースが好物で、ウスターソース派の厚子と喧嘩になり家出されたが、謝罪メールを送って仲直りをした。

### 麻薬密売組織「モルヒーネ・ファミリー」と関係者
ステロイド 麻酢尾（ステロイド ますお）
声 - 真殿光昭
にがりやと汚田が追っていた、麻薬密売組織「モルヒーネ・ファミリー」の人間。「特徴だらけのくどい顔」をしている。恋人リサ・アスピリンに「ビッグになってくる」と言い残し旅に出たが、紆余曲折を経て麻薬組織に入り、麻薬の密売者となってしまった。
リサに会うためまたずれ荘周辺に出没していたが、その際しんのすけ・汚田と知り合う（この時点では麻酢尾は汚田が刑事であることを知らず、汚田も麻酢尾が扮装していたため当人だとわからなかった）。後にしんのすけを利用しリサと再会。リサの気持ちを察して組織から足を洗おうとするも、にがりやたちに見つかり御用となる。しかしその直後、モルヒーネ・ファミリーから派遣された殺し屋に命を狙われ、彼はリサと共に逃れたものの、この時しんのすけが人質にされていたことがきっかけでまたずれ荘の住人全員が人質にされる大事件にまで発展してしまう。その後、人質に取られた住人達を助けるために自ら殺し屋の元に現れたが、その直後に殺し屋はにがりや達によって取り押さえられる。その後、麻酢尾と殺し屋もしんのすけの言葉により罪を償う決心をしたことで事件は一件落着、モルヒーネ・ファミリーも事件後に壊滅した。
モデルは臼井の担当編集者であった増尾徹。原作ではこの他にも増尾をモデルにした「顔はくどいが性格はさっぱりしている」キャラクターが複数登場している。
リサ・アスピリン
声 - 小林沙苗
ステロイド麻酢尾の恋人でモデル。またずれ荘の向かいのマンションに住んでいる。
コカイン矢魔田（コカイン やまだ）
ステロイド麻酢尾に麻薬を渡していた男。麻酢尾が組織から足を洗おうとしていた事を知り、組織に報告した。
ヒロポン本駄（ヒロポン ほんだ）
声 - 大川透
殺し屋。普段は帽子をかぶっている。用心深い性格で、ピストルなどの武器を必ず2つ持つようにしている。しんのすけが被っていたアクション仮面のヘルメットの角が肛門に直撃し、最後は汚田とにがりやに逮捕された。殺し屋としての仕事は初めてで、それ以前はシロアリ・ネズミ・害虫駆除の仕事をしていたという。それほど根は悪くないようで、しんのすけの笑顔で改心し、「おかげで殺人を起こさずに済んだ」と話した。

### 鬼瓦リフォームと関係者
鬼瓦 築造（おにがわら ちくぞう）
声 - 辻親八
建築会社「有限会社鬼瓦リフォーム」の社長で、娘のカンナ・工事とともに野原宅を建て直した。腕は一流だが典型的な職人気質で、気持ちから入らないといけないという理由から、少しでも気に入らないことがあると仕事を投げ出してしまい、みさえから反感を買っていた。その影響で野原宅の建築に大幅に時間が掛かり、その次に依頼された邸宅の建設に至ってはそれ以上に進展がない。ペロペロキャンディが好きで、酒には弱い。阪神タイガースファンであり、「タイガース命」と書いてあるシャツを着ている。
原作ではまたずれ荘編終盤で起きた騒動でまたずれ荘が崩壊した際、再建を担当。その後50巻において、「カンナちゃんのためなら死ねる」と発した工事に「娘を愛してるなら絶対死ぬな」と厳しく諭し、娘との結婚を認めた。
娘のカンナに対しても癇癪を起こしたり喧嘩をする事も多いが、大の娘想いであり内心では感謝している。
天子とはぎっくり腰で入院した時に出会って以来の関係だが、性格ゆえに彼女との喧嘩は絶えず軽蔑される事も多く、お世辞にも順風満帆とは言い難い。
アニメでは長らくテレビ版のみの出演だったが、「激突! ラクガキングダムとほぼ四人の勇者」で声つきで映画に登場した。
鬼瓦 キリ子（おにがわら キリこ）
築造の妻で、カンナの母。名前のみ登場で、カンナが10歳の時に心臓病で亡くなっている。築造曰く芯が強く、笑顔の綺麗な人物だったらしい。また夫婦喧嘩でも強く、いつも築造が負けていたとのこと。
鬼瓦 カンナ（おにがわら カンナ）
声 - 茂呂田かおる
築造とキリ子の娘で、鬼瓦リフォームの社員。22歳。父とは大違いのしっかり者で、少しでも機嫌が悪くなると仕事しない父には手を焼いている。
工事と付き合っており、原作50巻において父に結婚を認められたが、父とはウェディングドレスを着るかどうかで揉めていた（築造は和服を着せたいらしい）。
「カンフーボーイズ」で映画で初登場した。
八根浦 工事（やねうら こうじ）
声 - 檜山修之
鬼瓦リフォームの社員。優しい一方で少し気が弱く、泣き虫な面がある。ひそかにカンナと交際するも築造に認められずにいたが、大工の腕比べで直向きさが認められ、交際を許してもらえた。交際を認められるまでは、カンナの半径3m以内に近づくことさえも厳禁とされた（3m以内に近づいている可能性があるときには、すぐさまメジャーで距離を測定されていた）。野原家の完成後、築造と喧嘩した際に大手リフォーム会社からスカウトされその会社に転職したが、手抜き工事をする彼らのやり方に反発してリンチを受けそうになったところを築造に助けられて和解し、鬼瓦リフォームに復帰。その後、50巻で「カンナちゃんのためなら死ねる」と築造に発したが、彼から諭されると同時に結婚を認められる。

### 劇団四毛
しじみ こう太（しじみ こうた）
声 - 岸野幸正
劇団四毛（げきだんしけ）を主宰する演出家で、日本演劇界の鬼才。水虫持ち。
性格は短気で感情的。オーディションの最中も含め、いつもラーメンをすすっている。優を見守る際に電柱の上に登るなどの独特な感性を持っていたり、またずれ荘を訪れた際に、アパートのくたびれ具合を褒めながら壁を叩いたばかりに壁の一部を壊してしまうなどの抜けた一面もあったりするが、才能を見抜く力は確か。
オーディションにやってきた役津栗優を「30年に一人の逸材」と高く評価するも、メイクをしなければ演技ができないという彼女の欠点も見抜き、この欠点を克服させるべく、敢えて酷評の末に不合格にするが、その後も密かに優を偵察し、彼女が欠点を克服した上で望んだ2度目のオーディションで優の成長を認め、合格とした。優の入団後は時折ぶつかりながらも、彼女の事は何かと気にかけている。

## テレビ、アニメ、特撮関係

### ニュースキャスター
団 羅座也（だん らざや）
声 - 巻島直樹（第3話Aパート）→坂東尚樹（第8話Cパート）→茶風林（第19話Aパート - ）
アクションニュースステーションのニュースキャスター。将棋の角行の駒が描かれた蛍光ピンクの背広を着ている。愛称は「団さん」で、みさえがよく見る、ワイドショーや報道特別番組にも出演。リポーターも務める。2012年3月「お花見で迷子だゾ」でTVシリーズに再登場した。
劇場版第3作『クレヨンしんちゃん 雲黒斎の野望』の改変された現代に登場した際には「団羅左ヱ門」という名前になっていた。

### アクション仮面
アクション仮面（アクションかめん）
声 - 玄田哲章
特撮番組「アクション仮面」の主人公。普段の職業はスタントも自分でこなすアクション俳優。
桜 ミミ子（さくら ミミこ）
声 - 小桜エツコ（旧芸名：小桜エツ子）
アクション仮面の良きパートナー役の少女でセーラー服姿が特徴。色々なアイテムを持っている。いつも怪人たちに襲われ人質にされているが、アクション仮面に救い出され勝利の際には共に「ワッハハハハ」と哄笑している。
アニメ「正義のヒロインネネちゃんだゾ」（1997年11月14日放送）で一度だけ、「ミミ子インストール」の掛け声とともにアクション美少女仮面に変身したことがある。必殺技は、怪人の体を動かなくする「美少女ウインク」、武器を切り裂く「美少女仮面スカーフカッター」、「美少女仮面キック」。
桜 リリ子（さくら リリこ）
声 - 小桜エツ子（現：小桜エツコ）
映画『アクション仮面VSハイグレ魔王』のみ登場し、ミミ子の双子の姉である。しんのすけの暮らす地球とは違う別の次元に存在する地球に住み、アクション仮面の良きパートナーでかつ北春日部博士の助手である。ミミ子と同じくセーラー服姿が特徴であるが、襟のラインとスカート、スカーフの色が異なる。
郷博士（ごうはかせ）
声 - 納谷六朗
アクション仮面を開発した博士。超科学研究所を設立している。パワーアップでアクション仮面Zとアクション仮面777（フィーバー）の次期作としてアクション仮面エクスタシーを考えていたらしい。
北春日部博士（きたかすかべはかせ）
声 - 増岡弘
原作6巻、映画に登場する博士。無類の小林幸子ファンで、彼女の紅白歌合戦の衣装をモチーフにした兵器「ペガサス」を造ってしまうほど。腹が弱いようで、いつも腹を抱えて「う〜、トイレ〜」と言っている。

飯能博士（はんのう）
アクション仮面バックアップ研究所・ABKの所長。本業はタタミ屋。自称「エロ博士」で変身の器具がブラジャーだったり、乳首から放出される必殺技「ムスメチクビーム」等、スケベな面が多く見られる。ミサトから苦情が来たが「これが楽しみでやってるんだ」と完全に開き直っている。
発明品は「アクション仮面ムスメ変身ブラ」や、人体の自然治癒力を高める医療器具等。
吹上助手（ふきあげ）
飯能の助手。本業はフリーターで、コンビニのアルバイト。漫画家志望で4コマ漫画を描いているが、ミサトからコメントを濁されるほどの酷い出来栄え。
しんのすけがABKを訪れた際には、口止め料として飯能博士のゴディバチョコを与えた。アニメには未登場。

#### ブラックメケメケ団
メケメケZ
声 - 青野武（SPECIAL 1 ）（1992年12月28日）、間宮康弘（第1231話Cパート）（2024年5月4日）
アクション仮面の悪役で悪の集団・ブラックメケメケ団の首領。体の左半身が紫で右半身が黄色の体をしている。初登場時、四天王にはブラック首領メケメケ様と呼ばれていた。アクション仮面と互角以上の力を持つ。部下に対しては厳格ながらも、部下達の数は戦闘員も含めて把握しており、部下たちの無念を晴らそうとする等部下思いの人物でもある。アクション仮面と直接対峙した際に煙草のポイ捨てをアクション仮面に注意された。メケメケX、メケメケYという側近がおり、3人で技を繰り出すことができる。
『アクション仮面が最終回!だゾ』（SPECIAL 2）（1993年4月5日放送）では10分の1の性能を持つレプリカロボットが登場しており、その実力はアクション仮面を追い詰める等だったが、パワーアップしたアクション仮面のアクションビームボールを喰らい、腹に「A」のマークが出来て爆死した。しかしそれはレプリカロボットでありその事をアクション仮面等に幻影で告げ去っていった。四天王が全員倒されるまでアニメのクレジットタイトルは「メケメケ団首領」だった。
怪人だけがラインナップされた ガチャガチャの『アクション仮面 怪人コレクション』のフィギュアとしても登場する。
作中のイベント『探せ!アクション仮面展』では、『アクション仮面 怪人コーナー』でも紹介されていたり 等身大の 大型パンチング ビニール人形として『きめろ！アクションキック』のコーナーに登場しており、しんのすけが アクションキック攻撃を命中させた 。
主婦の間でも大人気な アクション仮面ダイエット運動スマホゲーム『アクションウォーカー』では、最強の敵キャラとして ボイス付きで登場しており、「10万歩」歩かないと倒せない強敵だったが、野原一家5人と北本おばさんの協力で何とか倒せた。余談だが 一人称は「ワタシ」だった。
しんのすけが遊ぶ おもちゃの人形として登場する事も多い。「アクション仮面スナック菓子」のトレーディングカードとしての登場回もある。
メケメケZ（強化形態）
声 - 青野武
『アクション仮面絶体絶命だゾ』（SPECIAL 6）（1994年9月26日放送）においてアクション仮面用のパワーアップユニットを用いたメケメケZの強化形態。本来の体は左半身が紫で右半身が黄色だったが、アクション仮面のパワーアップユニットを用いてからは体の左半身が白で右半身が黒になった。アクション仮面を負かした後は都市を破壊し始め、かけつけたアクション仮面との戦いでも優位に立つが、アクションアタッチメントフォーメーションでミミ子と合体したアクション仮面のアクションウルトラハイパースペシャルビームと自身の最強攻撃（ビーム）の撃ち合いの末、「見事だよ、アクション仮面」とアクション仮面を賞賛しつつ消滅した。
メケメケX
メケメケZの右腕と称される側近。『父ちゃんの禁煙だゾ』（第112話Aパート）（1994年8月29日放送）では、アクション仮面のアクションビーム」を浴びた直後に余裕ぶって煙草を吸うも、ビームの威力に耐え切れず爆発した。『アクション仮面に再会だゾ』にも登場し、三人で技を繰り出すことができる。
メケメケY
声 - 石森達幸
メケメケZの左腕と称される側近。『アクション仮面に再会だゾ』（第109話Cパート）（1994年8月8日放送）では、三人で技を繰り出すことができる。『アクション仮面絶体絶命だゾ』にも登場し、最期はアクション仮面に戦闘員もろとも呆気なく倒され「メケメケZは俺のようにはいかないぞ」と言い残して絶命した。
戦闘員は、組織の頭文字でもあるBの字を顔に付けた格好をしており、「ビー」という言葉を発する（ただし、普通の言葉も話せる）。しんのすけの人形としても登場した。
うみうし長官ビジョー
声 - 玉川紗己子（現：玉川砂記子）（第17話Aパート）（1992年8月24日）、不明（第1231話Cパート）（2024年5月4日）
アクション仮面の悪役・ブラック四天王の一。ハート型の被り物を被る 人間に近い外見の美女の怪人。一人称は「あたし」。しんのすけとアクション仮面が初めて出会ったヒーローショーにて悪役を務めていたが、ショーの段取りを無視したしんのすけの暴走に巻き込まれてしまい、ミミ子に少しだけ同情されていた。後に、ウイルス爆弾を用いた作戦中にそれを阻止しに来たアクション仮面と交戦。激しい攻防の末敗れ、アクション仮面に好意を抱いていたとも取れる発言を残し爆死した。
怪人だけがラインナップされた ガチャガチャの『アクション仮面 怪人コレクション』のフィギュアとしても登場するが、頭のハート型の被り物の色が「濃い目の紫色」になっていた。
主婦にも大人気のスマホ用ダイエット運動アプリゲーム『アクションウォーカー』の敵キャラとしても再登場を果たした。「アクション仮面スナック菓子」のトレーディングカードとしての再登場も果たした。
放送初期のサントラＣＤ『クレヨンしんちゃん1』のジャケットイラストでは、アクション仮面とミミ子と共に 普通に登場している。
チンパン総督モンキッキ
声 - 龍田直樹（第27話Aパート）（1992年11月16日）、不明（第1231話Cパート）（2024年5月4日）
アクション仮面の悪役・ブラック四天王の二。劇中劇での初登場は1992年11月16日放送の「カゼの予防はウガイだゾ」だが、1992年10月12日放送の「またまた本屋さんだゾ」でアクション仮面の本の中に登場している。アクション仮面の悪役で最も彼を苦しめた悪役の一人で「モンキーバリア（初期はチンパンバリアだった）」でアクション仮面と渡り合う。失敗が続いて後がなくなり、アクション仮面と直接対決し一度はアクションビームを破り生還する。しかし作戦そのものは失敗に終わったため立場は悪化したままで、カマキリ将軍ギリギリとイグアナ大臣ズビズバの登場によりアクション仮面の打倒のみを目的とした最終作戦を実施することになる。最終決戦では直属の戦闘員に銅鑼やトライアングルを装備させ音波攻撃でアクション仮面を追い詰めるが、栄養ドリンクでパワーアップしたアクションビームに敗れる。この戦いでは軍服の下に鎧を着用していた。アクションビームを完璧に防いだ最初の悪役でもある。息子にヤンキッキがいる。また、たまにおもちゃとして再登場する。
作中で大人気の『アクション仮面 冷凍麺！』のCMでも再登場を果たしている。
怪人だけがラインナップされた ガチャガチャの『アクション仮面 怪人コレクション』のフィギュアとしても登場する。
作中で、日本全国各地で開催されたイベント『アクション仮面スタンプ★ラリー』では、2番目のスタンプとして再登場した。
主婦にも大人気のスマホ用ダイエット運動アプリゲーム『アクションウォーカー』の敵キャラとしても再登場を果たす。トレーディングカードとしての再登場も果たしている。
スーパーファミコンのゲームでは テレポート移動が得意な ほとんどの隙が無い敵キャラとして登場した。
暴走リーダーヤンキッキ
声 - 龍田直樹
アクション仮面の悪役・モンキッキーの息子（声も同じ）。『アクション仮面の映画を見るゾ』（アクション仮面作中でのタイトルは、映画『アクション仮面VSアクション仮面』）に登場。父の仇を討つため、メケメケZの作戦に加担するが倒された。「ヨロシク！」が口癖。
カマキリ将軍ギリギリ
声 - 鈴木みえ（現：一龍斎貞友）（SPECIAL 1）（1992年12月28日）、京田尚子、田中奏多（第1231話Cパート）（2024年5月4日）
アクション仮面の悪役・ブラック四天王の三。劇中劇での初登場は1992年12月28日放送の『アクション仮面スペシャルだゾ』だが、1992年10月12日放送の『またまた本屋さんだゾ』では、本屋にあるアクション仮面の本の中に登場している。『アクション仮面が最終回!だゾ』の前の話で、イグアナ大臣「ズビズバ」と共に アクション仮面と戦い、スペルゲンバリアーでアクションビームを破るなどの活躍を見せるが、アクションビームボールで倒されてしまう。
怪人だけがラインナップされた ガチャガチャの『アクション仮面 怪人コレクション』のフィギュアとしても登場したが、しんのすけが 犬の怪人「改造イヌダー」のフィギュアのパーツを付け替えた「カマキリ イヌダー」となった個体も登場した。しんのすけの人形として登場する事もある。みさえが カマキリ将軍ギリギリの姿でのイメージで登場した事もある。
作中で、日本全国各地で開催された『アクション仮面スタンプ★ラリー』では、1番目のスタンプとして再登場した。
主婦にも大人気のスマホ用ダイエットアプリゲーム『アクションウォーカー』の敵キャラとしても再登場を果たした。
『アクション仮面スナック菓子』のトレーディングカードと、「カード用アルバム」の表紙にも登場した。
イグアナ大臣ズビズバ
声 - 坂東尚樹（SPECIAL 1 ）（1992年12月28日）、不明（第1231話Cパート）（2024年5月4日）
アクション仮面の悪役・ブラック四天王の四。劇中劇での初登場は1992年12月28日放送の「アクション仮面スペシャルだゾ」だが、1992年10月12日放送の「またまた本屋さんだゾ」でアクション仮面の本の中に登場している。剣を武器としており、「ズビズバビーム」という技を持つ。『アクション仮面が最終回!だゾ』（SPECIAL 2）（1993年4月5日放送）で最終回かと思われた話の一つ前の話で、ギリギリとともにアクション仮面と戦う。ギリギリと戦闘員を盾にアクションビームボールを防ぎ、ミミ子を人質に取るという卑怯な行動を取るも、ミミ子とアクション仮面の連携により倒されてしまう。
主婦にも大人気な スマホ用ダイエット運動アプリゲーム『アクションウォーカー』の敵キャラとしても再登場を果たした。
ブラックタートル
声 - 掛川裕彦
アニメ『クレヨンしんちゃん』内でアクション仮面が最初に倒した 亀の怪人。ミミ子を捕まえていたがアクションビームによって倒された。後に『アクション仮面に会うゾ』（第17話Aパート）（1992年8月24日放送）の「アクション仮面 ヒーローショー」では、ブラックシロクマンと共に、うみうし長官ビジョーの「復活光線」のおかげで復活して地獄から蘇ったという形で再登場して、アクション仮面に復讐をする為に現れた。敵ながら、アクション仮面の強さを認める所もある。
一人称は「オレ」と「俺様」。語尾に「カメ」を付けながら話すが、台詞の多くに「カメ」という口癖が多いのも特徴の 一つ。
ただの一怪人にしか過ぎないが、その後も度々しんのすけの おもちゃとして登場している。トレーディングカードとして登場した時には、「アクション仮面好きなサラリーマンの男性」が持っていた「アクション仮面スナック菓子」の「カード用アルバム」の表紙にも登場したり、風間トオルが ダブりの「ブラックタートルのカード」をサラリーマンの男性から貰えて喜んでいた。
スタンプラリーイベント『探せ!アクション仮面展』では、「アクション仮面 怪人コーナー」で ブラックシロクマンと共に紹介されている。
ゲームボーイ作品では、「もぐらたたき」をモチーフにしたミニゲーム『アクション仮面ゲーム』の敵キャラとして、下記の 青色のシロクマ怪人の『ブラックシロクマン』と共に登場した。
ブラックタートル2世
声 - 山本格
外見は、ブラックタートルと同じ体形と色をしている。
みさえの技が採用され、アクショングリグリによって倒された。
作中で、日本全国各地で開催された『アクション仮面スタンプ★ラリー』では、「ブラックタートルII世」という表記で、4番目のスタンプとして再登場した。
ブラックシロクマン
声 ‐ 不明
ブラックメケメケ団の幹部の1人。青色の体をした シロクマの怪人で、鋭い2本の牙がある。
アクション仮面により 1度は倒されたが、作中の「アクション仮面のヒーローショー」では、上記のブラックタートルと共に、うみうし長官ビジョーの「復活光線」のおかげで復活して地獄から蘇ったという形で再登場して、アクション仮面に復讐する為に現れた。ブラックタートルと同じく、アクション仮面の強さを認める所もある。
作中で、日本全国各地で開催された『アクション仮面スタンプ★ラリー』では、「ブラックシロクマ」という名前で 3番目のスタンプとして再登場した。
作中のスタンプラリーイベント『探せ!アクション仮面展』では、「アクション仮面 怪人コーナー」で ブラックタートルと共に紹介されている。
「アクション仮面スナック菓子」のトレーディングカードの1種として登場した時には、ブラックタートルと共に「カード用アルバム」の表紙にも登場した。
ゲームボーイ作品では、ブラックタートルと共にもぐらたたきをモチーフにしたミニゲーム『アクション仮面ゲーム』の敵キャラとして登場した。『クレヨンしんちゃん4』では、アクション仮面ショーのボスキャラとして再登場してしんのすけと戦った。

#### 秘密結社スズメノナミダ
ツバインバッハ
声 - 飯塚昭三
フルネームはリヒャルト・フォン・ツバインバッハ。秘密結社スズメノナミダの首領。すきっ歯が特徴。
郷博士とは学生時代の友人であり、彼に再会した郷は「学問において良きライバルだった」と回想している。天才科学者の郷をして「ワシの気付いていないアクション仮面の弱点を発見するかもしれない」と言わしめるほどの優れた科学者。「人間が多すぎるから、科学を悪用する者も多く出てくる。自分の目の届く範囲に、雀の涙ほどの人間がいれば良い」と考えるようになったことが、秘密結社スズメノナミダを組織した理由であることが示唆されている。終盤でアクション仮面の弱点を突いて罠にはめ、『核爆弾誘導ボタンピッチ―ちゃん』を使い、地球上の核兵器を全て爆発させようと企むが、自己充電機能を持つアクション仮面にピッチーちゃんを強奪され、イーグルヘッドに取り戻させようとするも、イーグルヘッドのミスでピッチーちゃんが破壊されて計画は頓挫、その後、イーグルヘッドを責め立てるも、ミミ子に庇われて心を取り戻したイーグルヘッドに反逆される。最期は自らを改造ロボットに換え、アクション仮面とイーグルヘッドの二人と戦うが連携攻撃の前に敗北した。
作中で、怪人だけがラインナップされた ガチャガチャの『アクション仮面 怪人コレクション』のフィギュアとしても再登場したが、この時は名前が『ツインバッハ』となっており、字幕表示で 秘密結社名が『スズメの涙』となっていた。
イーグルヘッド
声 - 小杉十郎太
メケメケZが倒された後、新たなる敵「暗黒ランポポ党」として登場。後に正体は秘密結社スズメノナミダの首領ツバインバッハに捕縛・洗脳されたミミ子の兄イーグルヘッドである事が発覚した。ミミ子によって洗脳が解けた後、アクション仮面と共闘して改造ロボットに変身したツバインバッハを撃破。その際、共に大爆発に巻き込まれて生死不明になるも、アクション仮面共々無事に生還した。
後に、しんのすけの持っている人形としても再登場している。

#### その他の敵
アクション仮面が過去に倒してきたブラックメケメケ団や秘密結社スズメノナミダほど、正式な組織名はない（もしくは不明）の敵が頻繁に登場する。また、テレビで倒されても看板として再登場する時もある。
スケルトン教授・ゾンビリビー
声 ‐ 青野武（映画：第1作）
劇場版1作目『アクション仮面VSハイグレ魔王』の、テレビアニメ『アクション仮面』に登場する ブラックメケメケ団の幹部。毒グモのような不気味な仮面を着用しているのが特徴。ミミ子を人質にしてアクション仮面をおびき寄せる計画を実行する。その後は、代役が演じるアクション仮面を追い詰めるが、最終的にはアクションビームを受けて敗北・爆死した。
番組の撮影中に 予定外の爆発が起こった際には、監督やスタッフやミミ子達と共に「郷さん!」と呼びながらアクション仮面を心配していた。
アニメ版では、その後「フィギュア」と「トレーディングカードのアルバム」といった 作中のグッズでも再登場している。
フラワー男爵
声 ‐ 結城比呂
黒いマントやタキシードを見に包んだ青年。アクション仮面の宿敵。イケメン俳優が起用されていた為に、みさえと ひまわりはファンになった。最期はアクション仮面に倒され爆死した。その後、彼によく似たグルメ子爵・ブランド伯爵・ジュエル候爵・マリッジ公爵という四天王がアクション仮面の前に現れるが、以降はアクション仮面と戦う事は無かった。
ダークシャドー　　　　　　　　　　　　　　　　　　　
声 - 一龍斎貞友
マサオくんに瓜二つの悪役。
分身したダークシャドーは本体を見破られ、攻撃によってマントを引き裂かれてしまう。実はダークシャドーの正体は少年並みの等身で、竹馬を使って大人の体格に見せかけていた。再び逃げようとするが、浮遊も岩山に潜んでいた部下が釣り糸を使って引っ張り上げていただけに過ぎず、釣り糸を切られて墜落。身を起こした所をアクション仮面の「アクションデコピン」によってトドメをさされ、爆死した。
自分を変えるためにダークシャドーになりきっていたマサオくんは、このことでショックを受け、防衛隊の面々からも「ダークシャドーカッコ悪い」と呆れられてしまった。
怪人マックロウ
声 - 乃村健次
アクションミラクルドッグに付いているミサイルによって倒された。モデルはカラス。
後に、作中のスタンプラリーイベント『探せ!アクション仮面展』では『アクション仮面 怪人コーナー』で紹介された敵の1人として再登場した。
なお、ブラックメケメケ団の幹部には 同じくカラスの怪人の『ヤミヨノカラス』がいるが、関係性は不明。
マックロウと同一人物かは不明だが 後に『マックローン』という名前の怪人が登場しており、黒磯が「デザインが良かったから印象に残っている」と しんのすけに言っており、しんのすけも同感と思っており、しんのすけと「アクション仮面ごっこ」をして遊んだ黒磯が マックローンのコスチュームを着ながら マックローン役を演じて見せた事もあるので、黒磯も意外と アクション仮面に興味がある模様。
怪人ショーロン ポーク
声 - 不明（第1051話Bパート）（2020年10月3日）
頭にせいろを乗せた ブタの怪人。頭の せいろから熱々の小籠包を飛ばす「爆裂小籠包」をアクション仮面の口に入れた怪人で爆裂マシンガン小籠包という攻撃もある。アクション仮面のアツアツのアクションビームによってチャーシューになり、消えていった。
後に、作中のスタンプラリーイベント『探せ!アクション仮面展』では、『アクション仮面 怪人コーナー』で紹介された敵の1人として再登場した。
怪獣シリマルダシ
声 - 不明
ゴジラのような巨大な怪獣。後にピンクの巨大な尻がある。しんのすけがソフトビニール人形を持っている。
トドドリル
声 - かぬか光明
トドような怪物。鼻についているドリルで､相手を威嚇する。口からドリルを吐いて､さらった人に問題を無理やり解かせる。
だが､必殺技のアクション仮面・優等生モードで吐いた漢字ドリルは全問正解で､ショックで膨らみ､破裂して倒された。
ラクガキ伯爵
声 - 間宮康弘（第1163話Cパート）（2023年1月7日）
お仲間総選挙で初登場なため0票なことをいじられていた。アクションビームによって須毛駒志郎と一緒にビームを浴び逃げていった。
改造イヌダー
声 ‐ 不明
黒色と灰色の顔の2足歩行のドーベル犬のような外見の怪人。大きな骨の武器を持つ。必殺技は「脇固め」。
作中に登場するガチャガチャの『アクション仮面 怪人コレクション』のフィギュアの1種としても登場しており、マサオが 同じ物ばかりダブってしまって困っていたが、しんのすけが パーツを付け替えて「馬イヌダー」「カマキリ イヌダー」、「キャタピラ イヌダー」に改造して楽しんだ。
キメラレン
声 ‐ 不明（第891話Bパート）（2016年4月22日放送）
必殺技を「25個以上」も持つ怪人。しかし、迷い癖が激しい性格であり、どの技でアクション仮面と戦うかの選択肢に迷って 技を決める事が出来なくて、頭を抱えながら「キメラレン キメラレン!」と言いながら困っていた。
アルアール
声 ‐ かぬか光明
鼻と唇が四郎に似ており、人間に変身できる能力を持つ怪人。人間になった姿が 四郎に瓜二つ。その為、しんのすけとマサオは、アルアールと四郎が「同一人物」だと勘違いしてしまう。
余談だが、しんのすけのイメージで、四郎をモデルにした怪人の「怪人ヨンロー」(声 ‐ 桜井敏治)が登場した。
イドバータ
声 ‐ 鈴木れい子
アルアール登場回の次のアクション仮面に登場した、「北本(隣のおばさん)」に外見が瓜二つな怪人。髪の毛は茶髪。名前の通り、井戸端会議が好きな怪人であり、髪の毛を伸ばしてアクション仮面を掴んで アクション仮面に噂話を長々と聞かせる。しんのすけは、北本と同一人物だと思っていた。
サバゾンビ
声 ‐ 江藤博樹
半分に切られた鯖の顔に、緑色の手足がある人型の怪人。
スタンプラリー好きな怪人であり、「サバゾンビ スタンプラリー」を用意して、既に3つ押されているスタンプラリー台紙をアクション仮面に見せて「この台紙に4つ目のスタンプが押される時、日本は我々に征服される」と宣言して「日本征服計画」を実行しようと企む。どちらが先に「4つ目のスタンプ」を押すかの競争となった。
ゾンビとは思えない程に足が速いのが自慢であり、アクション仮面よりも先にスタンプを持つ事に成功するが、アクション仮面の「アクション ツッコミビーム」により「サバだけに サッパリ分からなかった…」と言いながら爆死した。
後に作中で開催されたスタンプラリーイベント『探せ!アクション仮面展』では、『アクション仮面 怪人コーナー』で紹介された敵の1人として再登場した。
オツマミー
声 ‐ 田中進太郎
正式名称は えだまめ怪人オツマミー。全身が緑色の服装で、枝豆の顔に、三つ葉の形の両手を持つ 人型の怪人。大きな丸い両目と オレンジ色の大きな丸い鼻も特徴。「アクション仮面ヒーローショー」に登場した怪人。言葉を話せるかは不明だが、「マメマメ～」と言っており、あっさりアクションビームで敗北して倒れてしまう。なお、作中のテレビ放送では 既に登場した事がある怪人のようで、フィギュアも発売されていた。しんのすけが、ひろしに頼んで「かすかべ おもちゃセンター」で買ってもらう。

### カンタム・ロボ
カンタム・ロボ
声 - 大滝進矢
テレビアニメ「超電導カンタム・ロボ」に登場する巨大ロボット。必殺技はカンタムパンチや指先から発射するカンタムビーム、分離した下半身で体当たりするカンタムゴットウィンド、背後のブースター付きウィングを投げるブーメラン等。基地は大仏内のカンタムロボ・シークレットベース。しんのすけがアニメで1番尊敬するロボット。しんのすけは「アクション仮面は特撮、カンタム・ロボはアニメ」と判断している為にどちらが1番好きか比べる事が出来ない。
最初はジョンがロボの頭の上に乗って指示を出していたが、第8話「立て!カンタムロボ」において、人間サイズのカンタムが操作していたことが発覚。カンタム本人の口からヒューマロボノイドは全員自分と同じ姿の巨大ロボの中で暮らしていることが語られ、以降はジョンも共に操縦している。カンタムは元々はミッドナイトの一員だったが、組織のやり方に疑問を持ったことから離反し、人類側に付いた。なお、カンタム本体には巨大カンタムの翼は備わっていない。アニメでは変型するシーンが存在しており、上半身と下半身に分離し上下が入れ替わる形で合体した赤色の「超カンタム・ロボ」（武器はカンタムハリセン、必殺技は必殺ハリセンアタック）、超カンタム・ロボの状態時に内部でジョンとカンタムがバーベルを持ち上げる事で超超化し、目に瞳が現れる超高速戦闘形態「超超カンタム・ロボ」になる（必殺技はカンタム超電導アンマ）。その強さはカイザム等ミッドナイト五人衆を一瞬で破壊するほどの威力であるが、その時に発生した膨大な熱を発熱するために全身のハッチが展開する為、長時間の戦闘が出来ない。
アニメの番外編では等身大サイズながらも巨大カンタムの姿をした状態で登場し、しんのすけのお気に入りのヒーロー繋がりでアクション仮面との共演が多くしんのすけの味方に付く場合が多い。
山田 ジョン（やまだ ジョン）
声 - 松尾佳子、青年時代：山口勝平（映画：第3作）→檜山修之（映画：第22作）
カンタム・ロボのパイロット。明るく正義感の強い少年。東京都東村山市出身。未来からやってきたカンタム・ロボと友達になり共に戦っている。初めのうちは「KR」と刻まれたバッヂでカンタムを呼んで頭の上に乗っていた。映画『雲黒斎の野望』と『ガチンコ!逆襲のロボとーちゃん』では最終話の後の話にあたる劇中の映画でジョン青年として登場した。
ギルギロス大統領
声 - 青野武
ロボット族の未来のために、過去の地球の侵略を目論む「秘密結社ミッドナイト」の最高指導者。その正体は実体を持たないエネルギー体であり、漆黒のローブを身に包んでいる。ギルギロスを称える掛け声は「ハイホー」。
最終話にて、超超カンタム・ロボに敗れたミッドナイト五人衆の残骸を合体させてカンタム・ロボの上を行く巨躯の超巨大ロボ「ウルトラトラトラカイザム」を生成、自らカンタムに最終決戦を挑んだ。超超カンタム・ロボを追い詰め戦局を有利に進めるも、究極カンタム・ロボの捨て身の攻撃によって次元の穴とともに完全消滅した。必殺技はギルギロスデスショック、ギルギロスデスサンダー、必殺ギルギロスギロチン。さらにギロチンにはミサイルが内蔵されている。
カイザム・ロボ
声 - 石井康嗣
カンタムの実兄で、秘密結社ミッドナイトが誇る強力ロボット軍団「ミッドナイト五人衆」の一人。全ての能力においてカンタムを上回っている。「人類は自然環境を破壊する」とカンタムを諭すも話は決裂。武装はカイザムミサイルやカイザムパンチ。カンタムと違って分離せずに「超カイザム」に変形できる。「超」の武器はカンタム同様カイザムハリセン。
なお、ミッドナイト五人衆は全てカンタムの従兄弟兄弟や家族であり、残り4人は叔父のオータム（声 - 郷里大輔）、いとこのザンザム、叔母のキンタム（声 - 京田尚子）、祖父のジジザム。カイザム同様に「超」にハイパー化変形できる。最終話におけるカンタムの強さは五人衆ひとりひとりと互角で互いにハイパー化したが、即座に超超化したカンタムの超高速の必殺技の猛攻に敗れ去った。
シーラ・ロボ
声 - 萩森侚子
カンタム・ロボの婚約者。最終話でロボ社会を裏切り、カンタムを追って未来からやってきた。山田ジョン曰くカンタム・ロボとはやることはやっていて、一子を儲けている。
カンタム・Jr（カンタム・ジュニア）
声 - 戸谷公次（映画・雲黒斎の野望）→大滝進矢（映画・ガチンコ!逆襲のロボとーちゃん）
カンタム・ロボの遺児で、カンタム・ロボとシーラ・ロボの間に生まれた。映画『雲黒斎の野望』と『ガチンコ!逆襲のロボとーちゃん』では成長した姿で登場し、青年になったジョンと共にカンタム・ロボに搭乗して戦った。その際父とは違い山田ジョンの事を「ジョンさん」と呼んでいた。

### ふしぎ魔女っ子マリーちゃん
少女向けの魔法少女作品。基本的にはアニメではなく特撮であり、劇中で撮影されているという設定（春日部でのロケが描かれるエピソードもあった。ただしアニメ版も存在）。男性のファンも少なからず存在し、風間は隠れファンで、しんのすけ・マサオはファンを公言している。アニメ版では2000年頃から姿を消してしまい、2003年から現在に至るまで下記の魔法少女もえPが代わりを担っている。一方、原作では話題のみであるが『新クレヨンしんちゃん』になって以降も時折登場している。アニメ「オオクワガタを捕るゾ1」（2005年8月19日放送）では風間の部屋に飾られているフィギュアとして再登場、「ネネちゃんのモウソウだゾ」（2008年3月14日放送）ではネネが妄想する風間の背景にグッズが登場、「レンタルショップのソムリエだゾ」（2014年4月25日放送）ではレンタルショップの準新作の棚にDVDが並んでいる。また、2003年公開の映画「嵐を呼ぶ 栄光のヤキニクロード」の中では、風間の自転車のキーホルダーとして登場している。
師走 マリー（しわす マリー）
声 - 國府田マリ子（実写版）、田村ゆかり（アニメ版）
主人公である魔法少女。魔法高校を落第され、それを阻止するために人間界の高校に転校してきた。魔法界の掟により魔法少女であることは隠しているが、シーラの策略により毎回クラスメイトらに正体を知られてしまい、そのたび皆の記憶を消し去り、同じ高校に転校しなおしてくる。アニメ版ではピンク色の髪の少女で、変身後は大人の女性になるなど特撮版とは設定が異なる模様。
セイン
声 - 大谷育江
師走マリーの弟で、いつもマリーのそばにいる。呪いをかけられ、姿をラッコにさせられている。
神無月 シーラ
声 - 川村万梨阿
師走マリーのライバルである魔法少女。いつもマリーが正体を現すよう仕向ける。普段は正体を隠しマリーのクラスメイトとして同じ高校に通っている。セクシーな風貌のため、しんのすけとひろしは「シーラおねいさん」と呼び夢中になっていた。
ナオキ
声 - 鈴村健一
マリーの転校してきた高校のクラスメイト。クラスの中心的存在で、マリーが魔法少女であることがわかっても、素直に受け止めていたが、魔法界の掟に反するためすぐにマリーの魔法で忘れさせられてしまう。
山岡先生
声 - 井上和彦
マリーのクラスの担任。

### ま・ほー少女もえP
アニメオリジナルの劇中劇。いわゆる萌えアニメで、魔法少女アニメにもかかわらず、一度も魔法が使われることなく終了する放送回が数回あり、ネネからは「ヲタ向け」と酷評されている。特撮版もある。アニメ版では2003年から登場。風間トオルや鳩ヶ谷ヨシりんが溺愛し、桜田ネネは好意を持っている描写も、嫌悪している描写もありあやふや。しんのすけも観ていることがあるが風間ほどの熱意はなく、特別好んでいるわけではない。靴や下着などのキャラクターグッズやお菓子付きフィギュアやトレーディングカード、カツラやコスチュームでもえPにメイクアップするセットなどが発売されており、風間トオルはもえPグッズ全てを所有している。また、映画も作中で登場しており、タイトルは「練馬区一のギョーザを作るわ！」で、その宣伝カーも走っていた。その後作中で映画の内容が公開された。なお映画館では、濃いファンが多い模様。また、もえPの歌を作詞したのはムトウユージである。
もえP（もえぴー）
声 - 野川さくら
「ま・ほー少女もえP」の主人公である魔法少女。初期は実家暮らしだったが、中盤から練馬区の葉月ちゃんの家にホームステイしている。アニメの主題歌では「ネリマクマヤコン星から練馬区へ、ホームステイでやって来た、プリンセス目指して」という歌詞があり、ネリマクマヤコン星からやって来たことを歌っている。
葉月（はづき）
声 - 倖月美和
もえPの親友の少女。「はづはづ」という独特の一人称を使う。また、イクコママにハジュハジュと呼ばれている。
イクコママ
声 - はやみけい
葉月のママ。しんちゃんの推しでもある。

#### ネリマクマヤコン星
モエピーノパパ大王
声 - 古谷徹（第1197話Bパート）（2023年9月2日）
もえPのパパ。2022年7月9日放送「もえPのイベントだゾ」で初登場したがその頃は名前も不明で、ハリボテで登場している。
モエピーノママ王妃
声 - 金月真美（第1197話Bパート）（2023年9月2日）
もえPのママ。2022年7月9日放送「もえPのイベントだゾ」で初登場したがその頃は名前も不明で、ハリボテで登場している。

#### その他
トオル
声 - 古谷徹
モエピーノパパ大王の声優で映画館では風間トオルの隣に座っており、「練馬区いや春日部一素晴らしい応援だったよ」と風間トオルに声をかけていた。

## エンピツしんちゃん
「エンピツしんちゃん」は「もしもしんのすけが小学校に進学したら？」という設定の物語。原作では第29巻に初めて掲載。アニメでは2001年4月20日に初めて放送。この物語中では風間だけ私立小学校に進学。しんのすけ、ネネ、マサオ、ボーちゃんは公立のアクション小学校に進学している。なお、しんのすけ、マサオ、ボーちゃんは1年1組、ネネは1年3組に在籍。一部のエピソードは幼稚園の話として放送されたこともある。
なお、『クレヨンしんちゃん』内で見受けることのできる「エンピツしんちゃん」（1994年1月31日放送）とは無関係で、こちらの「エンピツしんちゃん」は「クレヨンしんちゃん」自身のパロディアニメである。
鳩ヶ谷（はとがや）/ 持田（もちだ）
声 - 川上とも子→西村ちなみ
アクション小学校6年1組の女子。鳩ヶ谷は原作での名で、持田はアニメ版での名前。
地区別集団登校B町13地区班長。10年連続で1人も遅刻者を出していなかったがしんのすけが加わったことで10日連続（2021年4月に掲載された話では記録更新で30日連続）遅刻になってしまう。アニメ版「マカロニえんぴつしんちゃん」（2021年4月24日Cパート）では未登場。原作において同じ苗字を持つミッチー・ヨシリンとの関係は不明。
久喜（くき）
声 - 若菜ようこ
しんのすけのクラスメイトで最初はしんのすけの左隣の席にいた。友人でもあるちほちゃんとは対照に勝ち気で気が強い性格。
鯛造がちほちゃんを好きであることを見抜いており、鯛造に「ブス」と言われた時は強烈な怒りを露にして鯛造を殴り飛ばした。また、クラスで捕まえたカエルが解剖されそうになった時、カエルがかわいそうと言って、クラスメイトと一緒にカエルたちを一斉に逃がしている。アニメ版「マカロニえんぴつしんちゃん」では未登場。
ちほ
しんのすけのクラスメイトで隣の席の女子。原作第35巻で初登場。アニメ未登場。
友人でもある久喜とは対照に内気で大人しい性格。同じクラスの鯛造にいじめられていたところをしんのすけに助けてもらったことがあり、それ以来しんのすけに恋心を寄せている。
意地目 鯛造（いじめ たいぞう）
しんのすけのクラスメイト。原作第35巻で初登場。アニメ未登場。
いじめっ子で口も態度も悪い。実はちほちゃんのことが好きで彼女から好かれるしんのすけに嫉妬することが多い。
意地目 鯛太郎（いじめ たいだろう）
鯛造の兄で5年生。アニメ未登場。
肥満体で大柄な体格。弟共にいじめっ子だが弟がいじめられたと聞いた時には「イジメは最低だ」と激怒する等、ダブルスタンダードを見せる。さらに理不尽な一面もあり、弟を普通にいじめたり、弟から「こいつ」呼ばわりされた際は弟に対して「『こいつ』って言うな！」と怒りながらも「こいつ」呼ばわりして殴り返していた。同級生の2人のいじめ仲間がいる。
しんのすけに因縁をつけて決闘しようとしたがしんのすけが鯛太郎から逃げている際に鉄棒を逆上がりしてとんぼを捕まえようとした姿を見て、逆上がりが得意な事を知り、体育のテストが逆上がりだったためにしんのすけに鉄棒の逆上がりを教えてもらった結果、体育のテストに合格。以降、しんのすけを「師匠」と呼び、すっかり平身低頭な態度になる。この姿に鯛太郎のいじめ仲間はしんのすけに対して戦慄し、弟の鯛造はすっかり腰の低くなった兄に呆れて泣き出し、兄からしんのすけのランドセルを持たされた。
姫宮（ひめみや）
声 - 鷹森淑乃
しんのすけのクラスでもある1年1組の担任。原作第33巻で初登場。
31歳の独身。眼鏡をかけている。日々クラス内で問題行動を起こしているしんのすけに手を焼いている。
窓のサンに少しの埃がついているのを見て注意をしたり、勉強の覚えが悪いしんのすけを居残りさせる等、教育方針は厳格な一方で体育の授業の際に南桜井の姿に見とれて、自分の跳び箱の模範演技を見ていなかった上に南桜井を「学校一（の美人教師）」と褒めたしんのすけに対し、当てつけるかのように代わりに模範演技をさせたり、授業中に苦手な蛇が現れたために生徒の前でパニックを起こす等、やや大人げなく、教師としての自覚の足りなさも時折見受けられる。
南桜井（みなみさくらい）
声 - 川上とも子
1年2組の担任。自分を一番の美人と自負しており、姫宮が敵対心を抱いている。彼女に釣られて、しんのすけが1年2組の教室に入ろうとしたことがある。アニメ版「マカロニえんぴつしんちゃん」では未登場。

## よしいうすととその関係者
よしい うすと
声 - 土師孝也
野原家の近所に住んでいる漫画家。37歳。作品は当初は「少年忍者吹雪丸」だけだったが、原作45巻からは「バクハツ主婦みさぴょん」が登場している。趣味はウンコ観察。
すぐ冷静さを失う大人げない性格であるため、妻のたえ子とうすとの編集者たちから見下される・周囲に性格が悪い事の嫌みを言われるなどしており、ファンのマサオにすら「人間性は最低」と評されるなど、人望は全く皆無である。いつも妻に原稿に勝手に手を加えられた挙げ句に、机の上の物を台無しにされ、その後はしんのすけと編集者たちに執筆を邪魔され、そして最後は大ケガや警察に誤認逮捕されるなどのハプニングが原因で、原稿を落として漫画の連載が休止となったりするなど散々な目に遭うのが定番のパターンである。
トイレの時間が長く、排便後いつも便を観察しその度に「このまま流すには惜しい作品だ」などと流すのを惜しんでいる。また、単行本の発売日にはかすかべ書店へ偵察へ出ている。カラオケが得意。ネタに困るとすぐに主人公を絶体絶命にして次回へと続かせてしまうことが多く後に困ることが多い。血が苦手でカッターナイフを使うトンボ貼りはほとんど自分ではやっておらず編集者からもやらないと約束されている。
アニメでは「有名マンガ家のサイナンだゾ」（1999年8月27日放送）以降でしばらく登場しなかったが、「オーラッ!スペイン旅行だゾ」（2004年5月29日放送）で再登場。しんのすけに執筆を邪魔された挙句、最後は現地の警察に誤認逮捕された上に、原稿を落としたと同時に漫画の連載が休止になるオチは相変わらず。
番外編の「野原刑事の事件簿」では2度登場した事があり、1度目は殺人事件の被害者として登場。2度目は妻を刺して重傷を負わせた犯人と誤解されて警察に事情聴取を受けるが、しんのすけがドアを開けっぱなしにして逃げる経緯で脱走。最終的に自力で犯人の下へ辿り着き、説得して自首させた。命を狙われた理由は、吹雪丸の最終回が近いという噂を信じた熱狂的ファンの一人が「最終回を見たくない」という屈折した思いを抱き、よしいが死ねば最終回はなくなると思いよしいを殺そう家に行ったが、間違えて妻を刺してしまったというもの。最後にうすとは「吹雪丸はまだまだ終わらんよ」と告げている。
ジュン子とは中学時代の後輩にあたる。
『新クレヨンしんちゃん』では通行人役として何度か登場している。以前のようにしんのすけたちとの絡みはなく、主にしんのすけの奇行に対してツッコミを入れる役回り。
よしい たえ子（よしい たえこ）
声 - 勝生真沙子
うすとの妻。夫のアシスタントをしているが、かなりいい加減な性格で、自分で好き勝手に絵柄を変えてしまうため、いつも口汚く罵られている。うすとに怒られると性格が豹変し、うすとの作業机を激しく揺らしたり作業机に乗ってコサックダンスをしたり回転したりして大暴れし、机の上の物を台無しにした後、外出をするだけで出番は終わるというパターンである。旅行の時も自分の荷物をうすとに持たせている。趣味はカタログショッピング。
原作では23巻まで、アニメでは「有名マンガ家のサイナンだゾ」（1999年8月27日放送）までに登場。アニメと原作では容姿と性格が違い、アニメはセミロングで笑顔の似合う女性、原作では長髪でやる気のない表情をした女性。
うすと曰く「結婚した途端性格が変わった」とのこと。
番外編の「野原刑事の事件簿」では、うすとの命を狙ったファンに勘違いでナイフで刺されてしまうという不幸に見舞われた上、夫が犯人として疑われ警察に逮捕されてしまったが、一命は取り留めた。
戸津加 源久（とつか もとひさ）
声 - 沼田祐介
うすとの担当編集者。双葉出版に勤務。菱形口が特徴。35歳。顔は怖いが根は善良でしんのすけに「人相の悪い優しいおじさん」と言われたが、本人は気にしなかった。うすとに対しては染谷ほど露骨に見下す事はないが、ぞんざいな態度を取っている。学生時代ラグビーをやっており、時々何かにタックルしないと落ち着かないらしい。酒を時々飲んでおり、妻に怒られている。勘が鋭い。
実在する人物で、現在双葉社の社長を務めている。
戸津加 源基（とつか げんき）
声 - 原えりこ
源久の息子。1996年誕生。託児所に預けられたとき、居合わせたひまわりに一目惚れした。目や鼻が父と瓜二つで父と同じ菱形口が特徴。
ひまわりの幼稚園児時代を描く外伝では、ひまわりと同じアクション幼稚園に通っており、相変わらずひまわりには惚れているものの、当のひまわりには舎弟同然に扱われており、こき使われたり、汚れ役にされたりと、ひどい目に遭わされる事が多い。
『新』では8巻に登場。しんのすけたちの未来を描いた物語に登場しており、「超大物漫画家・戸津加」としてマサオのアイデアを盗んで大成功し、マサオを見下すなど嫌みな性格になっていた。マサオは未来の技術で過去へ行くことで歴史改変を試みる。すると破滅の人生を歩んだ「更に未来の戸津加」が現れ言い争いとなる。最終的にはしんのすけの「二人で協力すれば」という案を飲み、互いに納得して引き下がった。
染谷（そめたに）
声 - 岡野浩介
双葉出版に勤務するうすとの担当編集者の一人。果物好き。うすとを「スケベヒゲオヤジ」と内心見下しており、電話口での態度にやる気がなかったり、うすとのオヤジギャグを聞いてかなりイラついていた。しかししんのすけとは気が合う方であり、彼がうすとに電話を掛けた際、うすとから電話に出るように頼まれたしんのすけが「うさぎとかめ」の歌を歌いながら、染谷の電話に出た際に染谷は間違い電話と誤解せず、しんのすけ共々その歌を歌った。アニメでは、トーン貼りに失敗した事で怪我をして失神したうすとを心配するなど、原作よりはうすとに対する気遣いを見せる一面もある。
林（はやし）
番外編の「野原刑事の事件簿」で登場した編集者。一見すると常に笑みを絶やさない温厚な人物に見えるが、その実態は「原稿取りの鬼」の異名を持つ恐ろしい人物であり、鎖鎌を片手に新人編集者の増尾と共にうすとから原稿を手に入れるべく追いかけ回していた。
このストーリーでは、うすとは殺人未遂の容疑をかけられており、うすとの容疑が晴れたその後も鎖鎌を振り回してうすとを追いかけていた。
竹内ひさぴょん（たけうち ひさぴょん）
原作45巻に登場したフタバ出版の女性編集者。アニメ未登場。酒好きで本人曰く「酒を飲んでいるときが幸せ」。

## 剣道関係者
武蔵野 剣太（むさしの けんた）
声 - 野島健児
剣道教室の館長。剣道教室の名称は「自分流剣道場」。原作34巻・アニメ「オラは剣の達人だゾ」（2003年4月26日放送）で初登場。髭が濃くて髪が長いがアニメでの髭部分は無精髭の剃り跡のように描かれているという違いがある。普段は真面目でクールに振る舞っているが、根は相当な負けず嫌いで子供っぽい性格。また酒癖が悪く、酔っ払うと猫のモノマネをしだす癖がある。本人曰く「剣の道に女は不要」との事で、剣道歴と彼女いない歴が同じ。物心がついた時から竹刀を握っていた。公園で修行中しんのすけと出会い、才能を見込まれ無料で剣道を教えることになった。昔は「必殺ワザをつくる」と言っては変な特訓をしており、父と剣道に対する考え方の違いからしょっちゅう喧嘩していて、学校を卒業するや家を出て自分の剣の道を追求していった。現在は「剣道は基本が重要」という父の教えを受け入れており、弟子のしんのすけにも基本の重要性を教えた。チンピラ3人を容易く撃退するほどの実力がある。それ以外にも剣道と関係ない得意技を見せたり、「面を打つ時は『味噌ラーメン』ではなく『カントンメン』にしなさい」と発言するなど必殺技作り自体は諦めていない様子が分かり、その後しんのすけも自分なりの剣道技の変わった名称を受け継いだ。また、非道との初対面時に「イチジク（館長）さんでしたっけ？」と尋ねるなど、しんのすけ同様にマイペースな一面もある。
原作36巻・アニメ「対決!剣道大会ヘンなわざ大集合」（2004年1月31日放送）で、しんのすけの行動を見て、もう一度初心に帰り今の己を超えるため、道場を父に預け己を磨く旅に出た。最後に弟子のしんのすけと剣道の勝負をして彼に勝利し、お互いにお礼を言い涙を流して別れた。しかし、彼の足元に犬の糞があることをしんのすけが忠告した直後に踏んでしまい、格好が付かない別れとなってしまった。その後、しんのすけの竹刀がかすった胴着に鋭い切れ目が入っていたことに驚き、しんのすけが剣の道に進まないことを惜しみながら町を去った。その後、「花見で迷子だゾ」（2012年3月30日放送）、「あっちこっちであつくるしいゾ」（2023年12月23日放送）で背景のモブキャラでは声無しで再登場した。
アニメではふかづめ竜子に惚れられている。
非道 外道（ひどう そとみち）
声 - 宝亀克寿
剣道教室「極端流剣道場」の館長。原作34巻に初登場。名前通りの最低な性格の持ち主で、門下生に「負けるくらいなら反則をしてでも相手を痛めつけろ」と教え、勝つためなら手段を選ばず、自分の意向に従わない門下生には容赦なく制裁する。普段は威張っているが、実は相当の泣き虫で、剣道の実力に至っても剣太の足元に及ばない。しんのすけと自分の門下生のイザコザがきっかけで剣道大会で勝負をすることになる。準々決勝で自分の命令に従わず、しんのすけに敗れた名無に制裁を下そうとするが、剣太に諌められ逆上。剣太に八つ当たりしようとしたが軽くいなされてしまい、最後は「怒りのカントンめーん」で成敗され、大泣きしながら逃げていった。
代々木 コージロー（よよぎ コージロー）
声 - 佐藤ゆうこ
「極端剣道場」の門下生。原作34巻に初登場。しんのすけと出会い、「刃くずし」でしんのすけに勝つが、竹刀を無くしてもなおも抗おうとするしんのすけの行動を見て、彼がただ者ではないことを見抜いていた。閉館したプールを貸し切り、「必刀・風車」を編み出す。剣道大会の準決勝でしんのすけと戦い、「必刀・風車」でしんのすけを追い詰めるが、しんのすけが編み出した「秘境・落下傘」により敗北した。その後「自分流剣道場」に移り、剣太の下で剣術を磨いている。アニメではブリーフパンツを前後ろ逆向きに穿くのが癖となっている。名無ら他の門下生からは「代々木さん」と呼ばれ、一目置かれている。
名無（ななし）
声 - 竹村拓
「極端剣道場」の門下生。原作34巻に初登場。彼と北大宮、もう一人の取り巻きの3人としんのすけが街中で鉢合わせした際に起きたイザコザが、しんのすけの「極端剣道場」との対立と、剣道大会への出場のきっかけとなる。いじめっ子気質ではあるものの、剣道に対する姿勢は真剣であり、剣道大会の準々決勝でしんのすけと当たる際には、非道から反則してしんのすけをつぶすように命令されたが、命令に逆らって正々堂々としんのすけと戦った。結果は面打ちと小手打ちされて敗退し、非道に制裁されかけたが、剣太に救われる。その後は代々木や北大宮と共に「自分流剣道場」に移る。
登場当初は名前が設定されておらず、しんのすけから「名も無き脇役くん」と呼ばれていたが、後にこの設定を逆手にとって名無という名前がつけられた（アニメでは観戦しているひろしとみさえ、ひまわりから名無という名前を呆れられる）。
北大宮（きたおおみや）
「極端剣道場」の門下生で、名無の取り巻きの一人。原作34巻に初登場。剣道大会の1回戦目でしんのすけと戦い、しんのすけにより敗北した。その後「自分流剣道場」に移る。
大蛭田（だいひるた）
「牛の首剣道場」の門下生。剣道大会の2回戦目でしんのすけと戦い「秘打・ナイアガラの滝」で一本取るが、しんのすけが即座に編み出した「秘湯・鯉の滝のぼり」で返り討ちにされ一本取られる。半年かけて編み出した必殺技を破られて茫然となってしまった隙に小手打ちされて敗北する。
剣太の父（けんたのちち）
声 - 秋元羊介
名前は不明。武蔵野家は代々「基本流剣道場」の道場をやっており、息子の剣太にも剣道は基本が重要だと徹底的に基本を教えたが、少年時代の剣太はそれに反発しており、喧嘩が絶えなかった。現在は剣太が「剣道は基本が重要」という自分の教えを受け入れてくれたことを嬉しく思っている。
剣太と一時仲違いし、独自で必殺技の修行をしていたしんのすけと出会う。その際、しんのすけから事情を聞いた事で、かつての自身と剣太の関係性と重ね合わせると同時にしんのすけが剣太の弟子であると知る。剣道大会ではしんのすけの試合を見るため変装していたが、しんのすけに派手な袴を貸した時に剣太に見破られた。変装時は、館内が飲食禁止であるにもかかわらずジュースを飲み、菓子を食べながら観戦していた（剣太は最初注意していたが、後に誘惑に負けて一緒に食べながら観戦した）。昔から派手な胴着を着ていた。また、話が長いタイプである。
旅に出た剣太の代わりに「自分流剣道場」を預かった。

## SHIN-MEN
2010年11月26日から2012年9月14日までアニメ『クレヨンしんちゃん』内で不定期に放送されていた『SHIN-MEN』のキャラクター。漫画版は原作と別シリーズで連載。

## その他
ぶりぶりざえもん
声 - 塩沢兼人（SPECIAL 6 - 第357話Bパート、映画：第4作、第6作、第7作）（1994年9月26日 - 2000年5月19日）→神谷浩史（第894話Bパート - 、映画：第28作 - ）（2016年5月13日 - ）
侍の姿をした豚。しんのすけが発案したキャラクターである。
お仲間総選挙では、1位を獲得し出演した。
殴られウサギ（なぐられウサギ）
声 - 矢島晶子（第472話Cパート - 第939話Bパート）（2003年6月7日 - 2017年8月18日）
登場初期では、殴られることに逆襲するウサギだったが、徐々にネネちゃんに殴ってもらうことが自分の存在意義と意識していくようになり、登場初期と現在では、性格が変わっている。
童話「うさぎとかめ」「浦島太郎」の事もある為に、亀の事を「そんな卑怯者」と呼んで嫌っている 。
しんこちゃん
声 - こおろぎさとみ
2008年12月5日放送『謎のしんこちゃんだゾ』から登場。しんのすけと同じくらいの年齢の女児。毛先が巻いた茶髪で、水色の服を着ている。登場時にはソフトクリーム型の黒雲とともに突然現れ、姿を消す時にはソフトクリーム型の雲と共に消える（必ずトイレの水が流れる音がするが、回によってはトイレに入ってそのまま姿を消したことがある）。しんのすけのように言葉を言い間違えることが多い（バケツを「バツケ」など）。
しんのすけ・ひまわり同様、（普段は）正面向きの笑顔を見せない。
家のローンや隣のおばさんのこと、シロの芸である「わたあめ」、寝室の押入れを開けると雪崩を起こすことを知っていたりと野原家の事情に詳しい。また、ひまわりと同じく宝石などの光りものを好んでいる。
最初はしんのすけとはすれ違いに登場していた為、なかなか対面する事が無かったが、2009年4月3日放送『さいごの?しんこちゃんだゾ』にて初めて対面した。その際、自分が「5年後のひまわりの友人」であること、「5年後のひまわりはいつもみさえに怒られてばかりいるので、みさえがひまわりの本当の母親なのかを確かめるためにひまわりの代わりにやってきた」としんのすけに対して語った。これに対し、しんのすけは「5歳児は母ちゃんに叱られる運命、そのうち叱られなくなる」と答える。それを聞いたしんこはトイレの中に消えていった。
毛虫に似た奇妙な人形を持っており、初登場の際にこの人形をひまわりの下に置いていく。その後、『さいごの?しんこちゃんだゾ』で姿を消す直前にひまわりに「その人形を持っていればまた私と会える」と告げたが、その直後にひまわりは人形をしんこが入っていったトイレに投げ込んでしまった。しかし、その夜帰宅してきたひろしが「帰りに買ってきた」と言って、しんこが持っていたのと同じ人形をひまわりに渡している。
2009年10月30日放送『しんこちゃんたびたびだゾ』にて再登場し、その後はジュ（声 - 足立友→内田秀）、ニア（声 - 瀬那歩美）というシロに似た二匹の小さい白い犬を連れており、ネネとあいを仲直りさせたり、しんのすけに妹を大切にするよう指導したりしている。「ラベンダー」という喫茶店にいるマスター（キャストクレジットより）と呼ばれるピアスを付けた男性（声 - 掛川裕彦）もしんこと何らかの関わりがあるようだが、彼らの正体もしんこ同様に謎に包まれている。
2010年1月15日放送『しんこちゃんまたまた!だゾ』（7回目の登場）を最後に登場していなかった。
しかし、2023年3月4日放送『帰ってきたしんこちゃんだゾ』で、13年ぶりに再登場する。初対面となるはずのむさえの事を、なぜか始めから「むさえおばさん」と呼んで知っていた。なので、みさえも「しんこちゃんってむさえに会った事あったっけ？」と謎に思っていた。むさえは、しんこちゃんの写真を撮っていたが、しんこちゃんが帰った後に むさえが写真を確認すると、しんこちゃんの写真は消えてしまっていた。
2024年8月17日の『ばってん しんこちゃんだゾ』でも再登場を果たして、番組開始前の「始まるゾ」コールも務めて、みさえが しんのすけ、ひまわりを連れて「熊本の実家の小山家」に里帰りすると、なぜかおり、ひさえ曰く小山家に「1週間前から毎日来ている」とのこと。しんのすけを「おにぃ…」と言いそうになる他、「よし治」を「じじい」と呼んで、彼の足腰を心配する様子を見せて、彼が いつまでも健康でいられるように「よし治スペシャル」という名の オリジナルの体操を教えてあげていた。よし治はしんこちゃんを見て「ひまわりちゃんが5歳くらいになったら あんな感じに…!」と言っていた。しんのすけ達が再び「春我部」へと帰ると、しんこちゃん自身も帰ってしまった。
売間 久里代（うりま くりよ）
声 - 津野田なるみ
まゆつば社の訪問販売員（アニメでは「まゆつば教育出版社」）。また、「ぶりぶりざえもんの冒険～閃光編～」でもまゆつば社が出てきている。社内業績トップで、通称「地獄のセールスレディ」。27歳。独身。星座は水瓶座。
登場する際はラジカセで映画『ターミネーター』のBGMを流しながら姿を見せ、自分についての解説を独り言で言う。訪問販売をしており、一度狙いを定めたら買うまで話し込む。商品を売るために、さまざまな道具を使うことがあるなど少々手段を選ばない一面もある。正真正銘の女性だが、低声で化粧が濃く容姿がニューハーフっぽい為、しんのすけからは「おかまのおねえさん（2014年の再登場以降は「女装した人」）」と呼ばれ、近所の人に怪しいオカマとして警察に通報されたりした（そのたびに戸籍謄本のコピーをばらまき「忍法、戸籍舞うの術」と名乗り逃げている）。竜子、かすかべ書店店長同様にしんのすけのことを「ジャガイモ小僧」と呼ぶ。しんのすけと出会ってからは仕事の成功率が大幅に減ってしまい、業績もガタ落ちし、その月の営業成績が最下位となり、しんのすけの住む界隈には近づけなくなってしまう。このことからしんのすけをターゲットにするようになるが、毎回煙に巻かれてしまい、そうこうしているうちにまゆつば社は倒産してしまった。なお、アニメ版ではまゆつば社は倒産しておらず、彼女の登場する物語の冒頭で自らの業績について「まゆつば社業績一位」と述べている。売っている商品は、幼児教育セットや赤ちゃんの離乳食と幼児用商品が多い。
原作では、倒産後は頭を丸めて山に篭り、熊などの動物相手に魚介類の叩き売りを行うなど修行に励み、修行を終えた後は新しい会社に転職。しんのすけへのリベンジのために再び春日部に姿を現すが、野原家に商品を売りつけようとするも失敗。落胆しつつ野原家を後にした直後、しんのすけが興味を示した自作のキーホルダーを無料で譲った。形はどうであれ、しんのすけに売りつけることが出来たことに満足する。以後も彼女は「地獄のセールスレディ」であったという。それ以降は35巻（2003年頃）で再登場後長らく登場しなかったが、2010年に連載スタートした『新クレヨンしんちゃん』の第2話でモブキャラクターとして登場している。
アニメ版では1997年4月25日放送「ひまわりと地獄のセールスレディだゾ」以来登場していなかったが、2014年7月11日放送「地獄のセールスレディ・リターンズだゾ」で再登場し、それ以降は2024年時点で年に一度のペースで登場している。また久里代の決意と投げキッスを描いた直後にしんのすけが悪寒を感じるというエピローグがオチとして描かれ、2014年以降はしんのすけの他に、その時セールスを聞いていたしんのすけの家族を始めとする他の人物も悪寒を感じるようになる。そして2023年9月23日放送「むさえちゃんVSセールスレディだゾ」では、むさえが売間の写真を撮りたいがために、売間に付いていき売間が一般人に売っているところが見られるが、しんのすけとむさえのセールス方法により客が買ったため、「一般人に負けるなんて」と悔しがって撤退していった。そして、イノシシやハゲワシバンドウイルカなどの師匠がいる。
なお、よしながは、売間とは2019年6月28日放送の『幼稚園に来た地獄のセールスレディだゾ』でまつざかと上尾と共に「初対面」となったのにも関わらず、2024年11月16日の『よしなが先生に売りまくるゾ』ではお互いに「完全な初対面の人」に変更されており、よしながからは「どちら様？」と言われていて、売間の方も「初めまして～！」と自己紹介していた。なお、旦那である石坂純一の方は、この話で本当の初対面となった。
また、2014年の再登場以前にも2011年12月1日発売のニンテンドー3DS専用ソフト『クレヨンしんちゃん 宇宙DEアチョー!? 友情のおバカラテ!!』では、ボイス付きで登場をしている。
2012年3月30日放送の「花見で迷子だゾ」では一瞬ではあるがモブキャラとして再登場。
2024年の劇場版『オラたちの恐竜日記』でも、登場を果たしていてセリフもあった。
お仲間総選挙では、6位を獲得し出演した。

### かすかべ書店
しんのすけたちの行きつけの書店。むさえがアルバイトを始めたが、一日で辞めてしまった店でもある。また、みさえもアルバイトをしていた。初期はしんのすけの悪戯に巻き込まれてトラブルに遭う場面があった。
かすかべ書店店長
声 - 京田尚子（第9話Cパート - ）（1992年6月15日 - ）、愛河里花子（ゲーム「かすかべ映画スターズ」）
かすかべ書店（原作ではかすがべ書店）の女性店主。本名不明。とがった眼鏡をかけている。しんのすけ曰く「カマキリみたいなおばさん」「カマキリ将軍ギリギリ」。店での立ち読みを無くす為にあらゆる作戦を立てて立ち読みする人に対抗しているが、しんのすけやみさえたちには通用せず、しんのすけはブラックリストワースト1で、データによるとしんのすけが来ると売り上げ80%ダウンらしい。竜子と同様、しんのすけのことを「ジャガイモ小僧」と呼んでいる。立ち読みする人を目の敵にする理由は、父親が経営していた書店が客に好き放題立ち読みされた挙げ句に潰れた為である。この考えは今では古臭い物として認識されており、またその追い払う方法がかなり個性的で、ジェスチャー（書店連盟公認のブロックサインとのこと）での会話など、力を入れるところが微妙に間違っているのでバイトに来たむさえからは「この店長くねえな」と評された。
中村（なかむら）
声 - 稀代桜子
かすかべ書店のベテラン女性店員。下の名前は不明。店長と共に立ち読み客を一掃するべく奮闘している。店長同様「書店協会公認のブロックサイン」のジェスチャーで会話をする。チョコビが大好きなようで、しんのすけにチョコビで買収された事がある。
2代目オープニングテーマ『夢のENDはいつも目覚まし!』では主要なキャラクターの一人として、よしなが先生、まつざか先生の3人で登場して踊っている。
須毛駒 志郎（すけこま しろう）
声 - 森川智之
22歳の大学生。顔は男前だが女たらしで、性格はガサツかつ気障で大人げない。「母性本能をくすぐる眼差し」で多くの女をナンパしているが、しんのすけのマイペースに振り回されたせいで振られたり、オカマをオトしてしまうなど失敗ばかりしている。「親のすねかじり大学生」で本人もそのことを気にしており、そこを指摘されると激怒する。さらに人望は皆無で、振られた女やオカマを始めとする周囲からも言われている模様。しんのすけからもすねかじりであることを見破られてしまっているが、名前そのものが「すねかじり」だと誤解されてしまっている。免許を所持しており、外国車のスポーツカーを持っている。
初登場では帰り際に車でななことようやく二人きりになれたと思って喜んでいたものの、しんのすけの残していったすかしっ屁を自分のものだと勘違いされ、その際「俺じゃないよ」と言ったことが原因でななこに「じゃあ私がしたっていうの!?」と機嫌を悪くし振られる。アニメでは「俺じゃない、あのクリクリぼうず何食べてんだよ」と言ったことで機嫌を悪くされ振られている。更にその直後、ピクニック場所で不慮の出来事でオトしてしまったオカマのコーちゃんに追い掛け回され、最終的には車の中で襲われる羽目になった。その後も、別の女性をオトそうとしていたところ凧揚げをしていたしんのすけに邪魔され、その際にしんのすけに大人げない態度をとったところを相手の女性に見られたことで「あんな子供にムキになるなんて危ない人」と幻滅されてしまう。原作では16巻（「おねいさんとピクニックだゾ」）と17巻（「たこ上げはむずかしいゾ」）のみの登場だったが、アニメでは「たこ上げはむずかしいゾ」の前のエピソードである「ひまわりを追跡するゾ」（1998年2月6日放送）にも登場を果たしている。そこでも後ろ姿を見てナンパしたがナンパした相手はここでもオカマだった。そのオカマに「ドライブに誘ってくれたんじゃないのと」言われている間にひまわりに気に入られ車に忍び込まれてしまい、そのオカマからは「子連れでナンパするなんて失礼しちゃうわ」と言われ、しんのすけに「誘拐犯」呼ばわりされ、彼を追ってきた園長をヤクザだと思い込んで泣いて命乞いしたり、さらにその現場を警察官に目撃されたことで、園長共々職務質問される羽目になったりと災難に見舞われた。
その後、長らく出番がなかったが、エンディングの『全体的に大好きです。』の映像に、2018年の映画「カンフーボーイズ」のジェンカのラストシーンでモブキャラとして久々に再登場し、その後は2022年に実施されたサブキャラクター投票企画「クレヨンしんちゃん おなかま総選挙」で4票を獲得し、「ぶりぶりざえもんの冒険 おなかま総選挙編」（2023年1月7日放送）で登場。相変わらず周囲の女とは無縁と同時に女運と人望も皆無で、再びななこをオトそうと「母性本能をくすぐる眼差し」を向けたが、彼女から避けられたと同時にコーちゃんをまたオトしてしまい、彼から追いかけ回される羽目になった。その後も『あっちこっちであつくるしいゾ』でモブキャラとして登場し、相変わらず周囲の女2人にナンパしていたが 女2人からは迷惑そうなリアクションをされていた。
竿野 志成（さおの しなり）
声 - 戸谷公次（SPECIAL 48 Cパート）（2004年10月16日）→谷昌樹（第1195話Bパート - ）（2023年8月19日 - ）
釣りがうまい青年。一人称は「オレ」。全国の釣り場を渡り歩いて荒らしているのだが、しんのすけに完敗してしまった。また、しんのすけのことを「師匠」とも呼んでいる。
新クレヨンしんちゃんで再登場した際には船でしんのすけと勝負した。
2023年の8月19日『父ちゃんと船釣りだゾ』では、アニメでは19年ぶりに再登場した。
2025年1月18日の 第1267話Bパート『釣り堀レストランだゾ』でも再登場。ひろし、しんのすけと 偶然にも「釣り堀レストラン玉手箱」で再会を果たし、2人を「以前会った親子」と呼び、しんのすけを「坊主」と呼ぶ。反対にしんのすけからは「殿のおな～り～」と名前を間違えて覚えられていた。店内に釣り竿を持ち込むも「自前の釣り竿を使うのは禁止！」と店員さんに注意されてしまって、竿を没収されてしまう。さらに「酒を飲むと眠くなる」という最大の弱点がある事が明らかとなり、10秒もしない内に鼻ちょうちんを出しながら爆睡してしまう。しかし、しんのすけが「見事な尻さばき」で 魚を釣り上げる所を「眠りながら解説」していたり、この店の「一番高い本当の大物」である「100万円真珠」を釣り上げてしまったひまわりの様子を 爆睡しながらも見ており、2人の事を「圧倒的尻力の兄」と「引きの強さを持つ妹」と呼んで負けを認めていたが、「次は必ず勝つ…！」と宣言して再び爆睡してしまった。
たけし
声 - 片岡富枝
いつも帽子を被っている、近所の不良小学生。アニメでは第16話のBパートから初登場。
一人称は「オレ」。マサオを含めた年下をいじめており、ポケットに蛙の死体を入れたり菓子を奪い取ったりしている。短気で暴力的だが、しんのすけの石頭に敵わず、常にゲンコツで痛い目を見ている。また、乗せられやすい性格のため、しんのすけにからかわれる。弟（声‐ 小桜エツコ）をいじめることもあるが、すぐ母親（声 - さとうあい→高乃麗）に知られるため、母親を恐れている。なお、母親は「アニメ版」では みさえとも仲が良いので おしゃべりを楽しむ事もある。
公式サイトによると、小学4年生。原作では「オレ今年4年生になるんだよ」と しんのすけに言っているので、まだ小学3年生。
放送初期は出番が多かったが、ひまわりが生まれた頃から出番が無くなった。
原作では かなり久しぶりに再登場をしている話もあり、マサオが大切にしている赤いミニカーを奪っていた。
原作では、アニメ版と同じ姿で出る時と身長の高い姿で出る時があったが、アニメ版では終始同じデザインで定着していた。
「ゲームボーイ」シリーズでは 敵キャラとして出ていて、「1」と「2」では、いずれも「ひたすら走るだけの敵キャラ」として登場。『3』では名前も呼ばれていて、なぜか 「ばら組の『ひとし』」と仲良くしていた。『4』では、遠足のお菓子のチョコビを奪った「ボスキャラ」として「タケシくん」と誤表記されて登場した。
野原樹の友達のタケシ（声‐くじら）とは 同姓同名の別人である。
もとひさ
声 - 渡辺久美子（第245話Aパート - 第298話Aパート）（1997年9月5日 - 1998年1月27日）→くまいもとこ（第661話Aパート）（2009年4月3日）
しんのすけをライバル視している少年。子供ながら映画『ロッキー』やアラン・ドロンに感化されており、登場当初は不良少年グループ「埼玉レッドサン」を結成していた。ネネに一目惚れして「ハニー」と呼び、無理やり遊びにつき合わせた。彼女を助けにきたしんのすけ・マサオの両名と鉄砲で対決したのが初めての勝負となった。
母親（声 - 麻見順子）には「今どき珍しいわよアラン・ドロンになりきってる子供なんて」と映画フリークぶりを呆れられている。ネネをめぐってしんのすけ・マサオ・ボーちゃん・風間と対決したことがある。のりやすい性格。1998年の放送を最後にしばらく登場しなかったが、2009年3月「さすらいのハスラーだゾ」で再登場。ネネを賭けてしんのすけにビリヤードで勝負を挑む。一方的に有利になるも、しんのすけが打った球が額にぶつかってしまい、倒れまいと踏ん張ったことでビリヤード台が傾き、全部の球を穴に入れてしまった。このため負けとなり、「今度会う時は必ず白黒つけてやるからな」と捨て台詞を残して逃げていった。
やすお(チーター）とはまた違った思惑でしんのすけに勝負を挑み続けた。
北与野（きたよの）
原作のクレしん外伝「北与野博士の大発明」に登場。研究所で奇妙な発明品を開発しているが、その発明がきっかけでいつも野原一家がトラブルに巻き込まれている。原作では頻繁に登場している準レギュラーだが、アニメ未登場。
原作では手軽にクローンを生み出すことに成功するが一日も生きることができないという欠点があった。不慮の事故からしんのすけのクローンたちが生まれてしまい、悲しみながら消滅するしんのすけたちと、悲しみに暮れるしんのすけを目の当たりにしたことで「もうクローンなんて作るのはやめよう」と心から反省した。
ローラーのコーちゃん
声 - 菅原正志
ローラースケートの達人であるオカマで、しんのすけのスケートの師匠で、「北浦和のコーちゃん」の異名を持つほどのインラインスケートの名人。「キムタク」という名の強気なダックスフンドを飼っている。
かつては高校球児だったらしく、シロとキムタクを襲う意地悪な犬に向かって剛速球を投げ、陰湿な飼い主を問い詰めるなど果敢な一面もある。一時はしんのすけだけでなく、ひろしにもオネエ言葉が感染してしまう。
アニメではコーちゃんが登場するローラースケートの回のラストでは、優雅な音楽に合わせてしんのすけとフィギュアスケートのような華麗なスケートテクニックを披露して締め括る。原作ではオチに少しだけ登場し、しんのすけが「おねいさん」だと思って飛びついた際、アップで顔を見てしまったため気絶する。「おねいさんとピクニックだゾ」（1996年11月1日放送）では須毛駒に惚れ、ローラースケートで須毛駒の車に追いついたり、数時間でかすかべまで到着するほどの体力と持久力を見せた。その後、「花見で迷子だゾ」（2012年3月30日放送）で背景のモブキャラとして再登場。その後も2022年に実施されたサブキャラクター投票企画「クレヨンしんちゃん おなかま総選挙」で107票獲得し、「ぶりぶりざえもんの冒険 おなかま総選挙編」（2023年1月7日放送）で久々の登場を果たす。志郎がななこをオトそうと向けた「母性本能をくすぐる眼差し」に惚れ、追いかけまわした。
アンジェラ小梅（アンジェラこうめ）
声 - 千葉一伸
すだれ頭の中年オカマタレント。俳優の藤原啓治と内密に交際しており、ロケ撮影の際に居合わせたしんのすけにお弁当の手渡しを頼んだことがある。しかし藤原が矢島から「オカマと付き合っている」と笑われたことで否定するためにお弁当を叩きつけてしまい、怒った小梅が飛び出してしまう。直後に「やめろ来るな！俺のイメージが崩れる！」と言われたことから悲しみのオカマパンチで殴り飛ばした。後に藤原と婚約したことを発表した。婚約発表の際に結婚指輪を貰ったことも発表した（藤原はアンジェラが男だという事実を知らなかった）。1997年10月10日放送の「テレビドラマのロケ隊が来たゾ」では、しんのすけと対面している。
『アンジェラ小梅のお宅拝見』というタイトルの冠番組を持っている（2005年3月11日放送の「インタビューに答えるゾ」より）。
連図（れんず）
声 - 橘U子
「バラクーダ写真スタジオ」という写真屋でプロとして働いている写真家で、世界中の撮影旅行に行くほか、双葉幼稚園の行事にも写真家として同行するときがある。弟子を探していたところでむさえに会い、むさえを弟子にした。社用車としてスズキ・アルトラパン（初代）を保有している原作では『新』2巻で、TVシリーズでは2017年3月「家族写真を撮ってもらうゾ」で再登場した（その前に2008年9月12日放送「母ちゃんが家出したゾ2」のむさえの部屋で写真として登場はしている）。
悪のエスパー
声 - うえだゆうじ
「エスパー兄妹 今世紀最初の決戦！」に登場。元々はリストラされたごく普通の中年男性だったが、宇宙から飛来した暗黒の力を宿したことで豹変。邪悪な心を持ったエスパーとなり、一流企業から双葉商事をはじめとする三流企業まで破壊し見境なく復讐していた。最終的にみさえとひろしを傷つけたことでしんのすけとひまわりの怒りを買い、正義のエスパーに目覚めた兄妹の合体攻撃（お尻型のエネルギー波）によって敗北。暗黒の力は浄化され、やる気に満ちた善良な男性となり再起を志すようになった。
アニメ版では青年という設定に変更され、更に終盤で怪獣に変身するという演出がされた。圧倒的な力と巨体でしんのすけたちを追い詰めるも、兄妹の力を合わせた一撃を股間に受け今度こそ浄化された。原作同様善良な青年となり、ひろしから励まされるというラストになっている。
美優
原作のみの登場。ひまわりが託児所で出会った芋虫のような眉とたらこ唇が特徴の女の子。ひまわりの幼稚園時代を描く外伝ではひまわりと同じアクション幼稚園に通っており、ひまわりの親友で一緒に遊んだりしている。源基に惚れているが源基には嫌がられている。

### あみだくじの声キャラ
声 - 斉藤次郎
「呪いのあみだくじだゾ」で登場。

### フリースタイルしんちゃん カスカベのラッパー
DJぶりぶり
声 - 神谷浩史
ぶりぶりラジオをやっているぶりぶりざえもんでカスカベシティで生き残るには欠かせない情報源でこのシリーズのナレーターもやっている。
アイアム伝説 ロンパオ
声 - 天﨑滉平
チーターたちの先生。
「フリースタイルしんちゃん カスカベのラッパー #3」のみ登場する。
バリバリガールズ
カオル
声 - ファイルーズあい
バリバリガールズのリーダー。
「フリースタイルしんちゃん カスカベのラッパー #4」から登場する。
アミ
声 - 紡木吏佐
バリバリガールズの一員。
「フリースタイルしんちゃん カスカベのラッパー #4」から登場する。
クミ
声 - 山本希望
バリバリガールズの一員。
「フリースタイルしんちゃん カスカベのラッパー #4」から登場する。
まんまB
声 - AquesTalk
バリバリガールズの新メンバー。
「フリースタイルしんちゃん カスカベのラッパー #6」に登場する。

## 特別ゲスト
藤岡弘、
声 - 本人
アニメ『野原ひろし探検隊 秘境に秘書だけの村を見た』（2003年9月27日放送） にて、『藤岡弘、探検隊シリーズ』のパロディとして本人役で登場。
あたしンち
『あたしンち』第1回のおまけコーナーにしんのすけがカメオ出演する。その後、アニメ「オラ、母と初共演!!あたしンち＆クレヨンしんちゃん ぶりっと120分スペシャル」（2004年10月16日放送）にて本格的な共演を果たし、しんのすけと母がコントを披露した。その後も共演を重ねたことがある。
よゐこ
声 - 濱口優、有野晋哉
原作45巻、およびアニメ「オラがよゐこをプロデュースだゾ」（2006年4月14日放送）にて本人役で登場。
仮面ライダー電王
声 - 佐藤健・関俊彦
コラボ回「仮面ライダーしん王」（2007年8月3日放送）にて登場。特撮テレビドラマ「仮面ライダー電王」とコラボして特別出演。しんのすけと一緒に､「悪の怪人 イマジン」に立ち向かった。青年・野上良太郎に正義のイマジンが憑依して戦う。
仮面ライダーしん王
声 - 矢島晶子
コラボ回「仮面ライダーしん王」（2007年8月3日放送）にて登場。しんのすけが変身した仮面ライダー。尻を使った攻撃を得意とする。
野上良太郎
声 - 佐藤健
コラボ回「仮面ライダーしん王」（2007年8月3日放送）にて登場。不器用かつ不運な青年。正義のイマジンと協力し､仮面ライダー電王に変身し､悪のイマジン達を倒す。
モモタロス
声 - 関俊彦
コラボ回「仮面ライダーしん王」（2007年8月3日放送）にて登場。正義のイマジン。短気で態度が大きく､喧嘩っ早い性格。よく他のイマジンと喧嘩ばかりしている（その後ハナに懲らしめられる）。
ウラタロス
声 - 遊佐浩二
コラボ回「仮面ライダーしん王」（2007年8月3日放送）にて登場。正義のイマジン。頭は良く､困った時には頭脳で解決するが､女性好きであり､女性をナンパする癖がある（その後ハナに懲らしめられる）。
キンタロス
声 - てらそままさき
コラボ回「仮面ライダーしん王」（2007年8月3日放送）にて登場。体力があり､力持ち。
リュウタロス
声 - 鈴村健一
コラボ回「仮面ライダーしん王」（2007年8月3日放送）にて登場。お調子者で､マイペース。子供好き。その為か､調子に乗る事がある。(その後ハナに懲らしめられる)
三段腹イマジン
声 - ならはしみき
コラボ回「仮面ライダーしん王」（2007年8月3日放送）にて登場。みさえにそっくりなイマジン。見た目はみさえだが､三段腹で､鬼婆のような恐ろしい顔をしている。
ナオミ
声 - 秋山莉奈
コラボ回「仮面ライダーしん王」（2007年8月3日放送）にて登場。時の列車・デンライナーの客室乗務員であり､電王の戦いを支援する。
ハナ
声 - 白鳥百合子
コラボ回「仮面ライダーしん王」（2007年8月3日放送）にて登場。電王をサポートする。
オーナー
声 - 石丸謙二郎
コラボ回「仮面ライダーしん王」（2007年8月3日放送）にて登場。名前の通りデンライナーのオーナー。チャーハンが大好物であり､チャーハンの上の旗を倒さないように食べている。
睦田夫人
声 - 中村玉緒
映画『椿三十郎』とのコラボ企画としてアニメ「野原四十郎」（2007年12月14日放送）に出演。
千鳥
声 - 鈴木杏
映画『椿三十郎』とのコラボ企画としてアニメ「野原四十郎」（2007年12月14日放送）に出演。
ゴーオンジャー
2007年12月30日放送の特番『クレヨンしんちゃん&ドラえもん! 朝からどドーンと150分SP』にて共演。その放送回でゴーオンジャーの映像や、オープニングテーマの一部が初めて披露された。
百山桃子、廉
声 - 新垣結衣
前者はアニメ「応援フレフレお尻もフレフレスペシャル!!」（2008年9月26日放送）、後者は映画『BALLAD 名もなき恋のうた』（2009年9月4日放送）とのコラボ企画としてアニメ「恋の戦国メモリーだゾ」に出演。
結城桃
声 - 福田沙紀
映画『櫻の園』とのコラボ企画としてアニメ「桜田のそにょだゾ」（2008年11月14日放送）に出演。
赤星真由子
声 - 寺島咲
映画『櫻の園』とのコラボ企画としてアニメ「桜田のそにょだゾ」（2008年11月14日放送）に出演。
横田奈々美
声 - はねゆり
映画『櫻の園』とのコラボ企画としてアニメ「桜田のそにょだゾ」（2008年11月14日放送）に出演。
水田真紀
声 - 武井咲
映画『櫻の園』とのコラボ企画としてアニメ「桜田のそにょだゾ」（2008年11月14日放送）に出演。
又郎（またろう）
声 - 草彅剛（当時SMAP）
2009年9月4日、映画『BALLAD 名もなき恋のうた』とのコラボ企画としてアニメ「恋の戦国メモリーだゾ」に出演。
中村剛也
声 - 本人
アニメ「オラはプロ野球選手だぞ」（2011年10月21日放送）にて本人役で登場。
ワロタ星人
声 - 渡り廊下走り隊7
アニメ「宇宙家族ノハラだゾ前編」（2012年3月9日放送）、「宇宙家族ノハラだゾ後編」（2012年3月16日）にて本人役で登場。
仮面ライダーフォーゼ
2012年4月13日、27日、クレヨンしんちゃんアニメ開始20周年と仮面ライダー放送開始40周年を記念してコラボした。
きゃりーぱみゅぱみゅ
声 - きゃりーぱみゅぱみゅ
アニメ「きゃりー来航だゾ」（2013年1月25日放送）にて本人役で登場。江戸につけまつげを伝来するため、黒船に乗って来航した。
ゴーちゃん。
声 - 不明
アニメ「ゴーちゃん。が来たゾ」（2014年2月28日放送）にて登場。「キティちゃんVSブリィちゃんだゾ」（2019年5月10日放送）では冒頭の部分に登場した。
川平慈英
声 - 本人
アニメ「絶対に負けられないサッカー対決だゾ」（2014年6月27日放送）にて本人役で登場。ふたば幼稚園チームとエスパーカスカベチームのサッカー対決で解説役を務めた。
木村拓哉
声 - 本人
2015年5月29日・6月5日の2週連続放送で、ドラマ『アイムホーム』とのコラボ企画として出演。約1分間のショートアニメと、データ放送企画「東西南北あっちむいてホイ!」で野原家のキャラクターとコラボレーションした。
ザキヤマ
声 - 山崎弘也
アニメ「ザキヤマさん来〜る〜だゾ」（2015年6月12日放送）にて幼稚園児役で登場。詳細は『さくら組』を参照。
松岡修造
声 - 本人
アニメ「熱血！修造先生とプールだゾ」（2015年7月31日放送）にて本人役で登場。非常に熱い性格。
渡辺小五郎
声 - 東山紀之（少年隊）
テレビ時代劇『必殺仕事人2007』から『必殺仕事人（2023年12月）』までの主人公。2015年11月20日と11月27日の2週にかけ、エンディングのミニコーナーに『必殺仕事人2015』とのコラボとして出演した。
「仕事人に頼んだゾ」でみさえが勝手にチョコビを食べようとしていたしんのすけをグリグリ攻撃でお仕置きする迫力で見て、小五郎自身の姑であるこうと妻であるふくと同じように「どこも母上と女房は強えや…」とぼやいていた。「おら仕事人だゾ」では仕事人役のかすかべ防衛隊と共に悪役の高倉園長を追い詰めて仕事をしようとするが、防衛隊に「危ないから」という形で刃が花束に変化させられ、「（花束に）変えたら仕事ができねぇだろうが!」と笑われた防衛隊と園長を怒った。
中丸雄一
声 - 本人
『世界ルーツ探検隊』とのコラボ企画として、ショートアニメ「ルーツ”をひも解くゾ」（2016年6月2日放送）にて本人役で登場。
高田純次
声 - 本人
アニメ「じゅん散歩がやって来たゾ」（2017年7月7日放送）にて本人役で登場。
散歩のロケで春日部にやってきた。
高円寺先生
声 - 相葉雅紀（嵐）
ショートアニメ「オラとシッポと神楽坂」（2018年11月23日放送）にて登場。
ハローキティ
声 - 林原めぐみ
アニメ「キティちゃんVSブリィちゃんだゾ」（2019年5月10日放送）にて登場。
アニメ『クレヨンしんちゃん』におけるサンリオがデザインしたキャラクターとの共演は、2014年2月28日に放送された「ゴーちゃん。」に次いで2例目となる。
財前五郎
声 - 岡田准一（当時V6）
ショートアニメ「スゴい巨塔だゾ」（2019年5月11日放送）にて登場。
ゆずマン
声 - 潘めぐみ
アニメ「ゆずマンがきたゾ」（2019年6月7日）と「ゆずマンはヒーロだゾ」（2019年6月14日）にてショートアニメに登場。元はゆずのマスコットキャラクター。漫画にもなっている。
ゆーじんお兄さん、コージーお兄さん
声 - ゆず（北川悠仁、岩沢厚治）
アニメ「ゆずがやってきたゾ」（2019年6月14日放送）にて本人役で登場。
榊マリコ
声 - 沢口靖子
ショートアニメ「科捜研の女だゾ」（2019年10月19日放送）にて登場。
宇佐見裕也
声 - 風間トオル
ショートアニメ「科捜研の女だゾ」（2019年10月19日放送）にて登場。しんのすけに「なぜオラの友達の風間トオル君が？」と触れられた際、「僕は風間トオルではなく、宇佐見裕也です」と挨拶した。
大門未知子
声 - 米倉涼子
ショートアニメ「Doctor-Xだゾ」（2019年11月9日放送）にて登場。
掛田シンゴ
声 - 鈴木拡樹
アニメ「走る戦闘員だゾ」（2020年1月18日放送）に出演。
ケツメイシ
声 - Ryo、大蔵
ショートアニメ「オラたちケツメイシ（ン）だゾ」（2020年11月7日放送）にて本人役で登場。
紅野真空
声 - 高畑充希
ショートアニメ「にじいろカルテだゾ」（2021年2月13日放送）にて登場。
マカロニえんぴつ
声 - マカロニえんぴつ
『月刊まんがタウン』2021年5月号、2021年4月24日放送のアニメにて本人役で登場。漫画では小学生として登場する。
相馬日和
声 - 田中圭
2021年9月25日放送、映画『総理の夫』とのコラボ企画としてアニメ「総理の夫だゾ」に出演。
相馬凛子
声 - 中谷美紀
2021年9月25日放送、映画『総理の夫』とのコラボ企画としてアニメ「総理の夫だゾ」に出演。
真壁有希子
声 - 天海祐希
ショートアニメ「キンキュウにとりしらべるゾ」（2021年12月25日放送）にて登場。
雲オーグ
声 - 山本格
アニメ「シン・仮面ライダーだゾ」（2023年3月18日放送）にて登場。
SHOCKER
声 - 拝真之介
アニメ「シン・仮面ライダーだゾ」（2023年3月18日放送）にて登場。
本郷猛
声 - 池松壮亮
アニメ「シン・仮面ライダーだゾ」（2023年3月18日放送）にて登場。
緑川ルリ子
声 - 浜辺美波
アニメ「シン・仮面ライダーだゾ」（2023年3月18日放送）にて登場。
一文字隼人
声 - 柄本佑
アニメ「シン・仮面ライダーだゾ」（2023年3月18日放送）にて登場。
TOMORROW X TOGETHER
声 - TOMORROW X TOGETHER
「月刊まんがタウン」12月号、ショートアニメ「TOMORROW X TOGETHERがきたゾ」（2023年10月28日放送）にて本人役で登場。
八村塁
声 - 本人
アニメ「ぶりぶりざえもんの冒険～宇宙ダンク編～」（2023年11月4日放送）にて本人役で登場。
犬飼こむぎ（キュアワンダフル）、犬飼いろは（キュアフレンディ）
声 - 長縄まりあ（こむぎ）、種﨑敦美（いろは）
いずれも『わんだふるぷりきゅあ!』のキャラクター。アニメ「オラ、プリキュアだゾ」（2024年5月18日放送）にて登場。
雨穴
声 - 本人
アニメ「変な家族だゾ」（2024年8月31日放送）にて本人役で登場。
佐藤ちひろ
声 - 本人
アニメ「サインは誰のもの？だゾ」（2024年8月24日放送）に本人役で登場。アナウンサー。春日部で番組撮影をしていた。春日部防衛隊のみんなにサインをした。
くまモン
新クレヨンしんちゃん14巻、アニメ「くまモンが来たゾ」（2025年4月26日放送）にて登場。原作では春日部防衛隊と酢乙女あいと黒磯が熊本を訪れ1日観光した。アニメではくまモンが埼玉と熊本の仲を深めるためお互いの県を見学するため双葉幼稚園にやって来た。熊本にはまつざか先生が訪れた。くまモンが電話をしていたためネネちゃんからは春日部の人気キャラを乗っ取る熊本のスパイと勘違いされた。

## ナレーション
本作のアニメ版には原則としてナレーションが入らないが、以下のナレーションが使用される場合もある。
番組ナレーション
声 - 納谷六朗→森田順平
劇中劇である『アクション仮面』や『超電導カンタム・ロボ』、番外編等のナレーションを担当している。
番組ナレーション代理
声 - 藤原啓治→森川智之
上記のナレーションが担当しない場合、ほぼ全てのナレーションを担当している。
特別ナレーション
声 - 若本規夫
2021年3月6日から4週連続で放送していた特別企画「おバカはじめて物語」のナレーションを担当した。
声 - ちふゆ
番外編の「カルガモのお引越しだゾ」（2022年7月2日放送）のナレーションを担当した。
声 - 神谷浩史
番外編の「フリースタイルしんちゃん カスカベのラッパー」シリーズのナレーションを担当。
声 - 窪田等
番外編の「接待のススメ～料亭編～だゾ」（2023年1月28日放送）のナレーションを担当した。